# زرتشت
زَرْتُشْتْ یا زَرْدُشْتْ (به اوستایی: 𐬰𐬀𐬭𐬀𐬚𐬎𐬱𐬙𐬭𐬀‎، ت.ت. 'زَرَثوشْتْرَ') که در اَوِستا زَرْتُشْت اِسْپیتْمان یا زَرْتُشْت اِسْپیتْمِه نیز نامیده شده است، رهبر و اصلاح‌گر دینی، فیلسوف و شاعر ایرانی بود. او به پیروانش آموخت که هستی میدان نبرد نیروهای خیر و شر است و انسان آزاد است جایگاه خود در این مبارزه را برگزیند. آموزه‌های او، هستهٔ اصلی مزدیسنا را تشکیل می‌دهد.
اگرچه زمان و مکان دقیق زندگی زرتشت مشخص نیست، نوشته‌های سنتی زمان او را حدود ۱۰۰۰ سال پیش از میلاد مسیح تخمین می‌زنند و از شمال شرق ایران — به گمان عده‌ای از باستان‌شناسان و مورخان، جایی در محدوده تاجیکستان و افغانستان امروزی — به‌عنوان محل احتمالی زندگی‌اش یاد می‌کنند.
سروده‌های خود او، گاتاها، که کهن‌ترین بخش اوستا را تشکیل می‌دهد، یکی از منابع اصلی برای شناخت زرتشت هستند. در گاتاها، زرتشت در جامه مرد خردمندی که خود را در یک مأموریت بزرگ می‌بیند، ظاهر می‌شود. او با قدم‌های استواری به دنبال ایجاد تغییر است و به صورت شورانگیزی اطرافیان خود را به راستی فرا می‌خواند. او در این سروده‌ها، مردم را از پرستش دیوان که آنان را آفریده اهریمن و تباه‌کنندهٔ زندگی می‌بیند، بازمی‌دارد و به آن‌ها وعدهٔ پیروزی نیکان را می‌دهد. با این حال، بخش‌های متاخر اوستا و کتب پهلوی به تصویرسازی افسانه‌ای از زرتشت پرداخته‌اند و او را از مقام انسانی بالاتر برده‌اند. در این منابع، زرتشت به عنوان موجودی فراتر از انسان تصویر شده که با اهورامزدا ارتباط داشته است. بنا به نوشته‌های متاخر، زرتشت در ۷۷ سالگی درگذشت.
از زرتشت به عنوان نخستین فیلسوف شناخته‌شدهٔ جهان نام برده شده است. نبرد نیروهای خیر و شر مضمون اصلی فلسفهٔ او را می‌سازد که بر بسیاری از مکاتب فلسفی اثر چشم‌گیری گذاشته و تا امروز اندیشهٔ ایرانی را تحت تأثیر خود داشته است. به علاوه، فلسفهٔ زرتشت بر فلسفهٔ یونانی و به واسطهٔ آن، بر فلسفهٔ غرب نیز اثرگذار بود. از زرتشت به عنوان نخستین کسی که پاسخی منطقی برای مسئلهٔ شر ارائه کرد، یاد شده است. زرتشت همیشه مورد توجه تمدن‌ها و فرهنگ‌های مختلف بوده است؛ هرچند بیشتر نوشته‌ها دربارهٔ او، سندیت تاریخی ندارند. افزون بر مزدیسنا، ادیانی چون مانویت و بهائیت نیز او را شخصیتی محترم می‌دانند. همچنین، مانی مدعی بود کامل‌کنندهٔ مأموریت زرتشت است و پیروان آیین بهائی از بهاءالله به عنوان یکی از نوادگان زرتشت نام می‌برند.

## نام
در گاتاها نام زرتشت به شکل 𐬰𐬀𐬭𐬀𐬚𐬎𐬱𐬙𐬭𐬀 آمده است. این اسم را در فارسی میانه به شکل 𐭦𐭫𐭲𐭥𐭱𐭲، در پارتی Zarhušt، در فارسی میانه مانوی Zrdrwšt و در سغدی Z(a)rušč آورده‌اند. در فارسی کنونی آن را به اشکال مختلفی نوشته‌اند و تلفظ کرده‌اند که از جمله آن زردشت، زرتشت، زَرَتشت و زردهشت است. نویسندگان یونانی چون افلاطون و خانتوس آن را به شکل Ζωροάστρης نوشته‌اند که منبع اشکال لاتین Zōroastrēs و جدیدتر یونانی Ζωροάστρις است. معرب شده نام مذکور زَرَادُشْت یا زَرَادَشْت، ارمنی‌شده آن Zradašt و سریانی‌شده آن Z(a)rādušt است. این اسم را در زبان‌های نوین اروپایی مانند انگلیسی و آلمانی، گاه با استناد به صورت اوستایی آن را Zarathustra می‌نویسند و گاه با استناد به صورت یونانی به شکل Zoroaster.
معنی این اسم به صورت دقیق مشخص نیست. عربی و سریانی‌نویسان فکر می‌کردند از ریشه «زر وشت» به معنای پادشاهی زرین یا طلای سلطنتی است. یونانی‌نویسان نیز آن را به کلمه astrothutein در زبان یونانی ربط می‌دادند و تصور می‌کردند معنی آن «ستاره‌پرست» است. نخستین زرتشت‌پژوهشان اروپایی آن را با نام «ایشتار»، ایزدبانوی آشوری، مرتبط دانستند. هیچ‌کدام از فرضیه‌های مذکور امروزه مقبولیتی در میان محققان ندارند.
توافق جامعی دربارهٔ معنی اسم زرتشت وجود ندارد اما پذیرفته شده است که این نام باید از ریشه ایرانی باستان Zaratuštra گرفته شده باشد. بیشتر محققان و زبان‌شناسان قبول دارند که بخش دوم اسم زرتشت، یعنی uštra، باید به معنی «شتر» باشد اما دربارهٔ بخش دوم، zarat، معانی مختلفی طرح شده است. یک فرضیه این است که zarat از zarant سرچشمه می‌گیرد و به معنی «قدیمی» یا «پیر» است. در دفاع از این فرضیه، آن را با járant در نوشته‌های ودایی، zœrond در زبان آسی و زال در فارسی مقایسه کرده‌اند. نتیجتاً معتقدند زرتشت باید به معنی «صاحب شتر پیر» باشد. فرضیه دیگر، آن است که zarat به معنی «حرکت کردن» یا «راندن» است. پس زرتشت باید به معنی «او که شتر می‌راند»، یا در معنی دقیق‌تر، «او شتر پرورش می‌دهد» باشد. فرضیه سومی، بخش اول اسم را به معنی «اشتیاق داشتن» و مرتبط با har (پسندیدن) در ودایی می‌داند؛ بنا به این ترکیب زرتشت معنی «دوستدار شترها» می‌دهد. در فرضیه چهارمی، آن را به معنی «عصبانی» دانسته‌اند و معنای کامل اسم را «صاحب شتر عصبانی» پیشنهاد داده‌اند. در آخر، zarant را به معنی «زرد» و مرتبط با zairi اوستایی متاخرتر حدس زده‌اند؛ با استناد به فرضیه مذکور، زرتشت به معنی «صاحب شتر زرد» است. ریشه‌یابی‌های دیگری هم مطرح شده است که به نظر نمی‌رسد پایه علمی و زبان‌شناختی داشته باشد.
زرتشت در اوستا بعضاً «سپیتمان زرتشت» یا «زرتشت سپیتمه» هم خوانده شده است. این نام طایفه‌ای بود که او در آن تولد یافت که از اسم سپیتمه، نیای طایفه، آمده است. در لغت، سپیتمه به معنای «سِپید» یا «دِرَخْشان» است.

## زندگی

### منبع‌شناسی
نخستین منبع برای مطالعهٔ زندگی زرتشت، گاتاها، سروده‌های خود او، است. گاتاها حاوی اطلاعاتی مانند نام‌های برخی از اعضای خانوادهٔ زرتشت، شرایط زندگی و چندی از رویدادهای زندگی‌اش است. اما مشخص نیست که این سروده‌ها، چه مدت از زندگی او را شامل می‌شود.
پس از آن، بخش‌های متاخر اوستا دومین منبعی است که برای پژوهش در مورد زرتشت به کار می‌آید. اوستای متاخر به نام چند نفر دیگر از اعضای خانواده زرتشت اشاره می‌کند. اما اشاره‌های اندکی به اتفاقات زندگی او دارد. این مشکل از آنجا ناشی می‌شود که بخش‌هایی از اوستا، از جمله سپندنسک و چهردادنسک — که احتمالاً حاوی زندگینامه زرتشت بوده‌اند — از بین رفته است. اما قسمت‌های مهمی از کتاب‌های پهلوی مانند دینکرد و گزیده‌های زادسپرم و چند کتاب دیگر، از این دو بخش از اوستا اقتباس شده‌اند. این کتاب‌های پهلوی، سومین منبع جهت مطالعه سرگذشت زرتشتند. البته در این کتاب‌ها تمایز افسانه از حقیقت ساده نیست.
در نوشته‌های یونانی–رومی، اسلامی، مسیحی، اروپاییِ قرون‌وسطی و رنسانس و… نیز مطالبی در رابطه با زرتشت آمده است که البته تردیدهای جدی دربارهٔ درستی تاریخی آن‌ها وجود دارد. در چندی از آثار ادبیات فارسی مانند شاهنامه و زراتشت‌نامه نیز دربارهٔ سرگذشت زرتشت سخن رفته است.

### زمان و مکان

#### زمان
«زرتشت کجا و کی زندگی کرد؟ ما نمی‌دانیم.» جمله‌ای است از هرمان لومل که در کتاب «دین زرتشت»، چاپ سال ۱۹۳۰ میلادی، به چشم می‌خورد. پس از گذشت نزدیک به یک قرن، جمله لومل هنوز صادق است. با وجود تلاش‌های زیادی که برای تعیین دقیق زمان و مکان زندگی زرتشت انجام گرفته است، تمام چیزی که محققان در این مورد در دست دارند، حدس و گمان است.
مناقشه بر سر زمان زندگی زرتشت، سال‌هاست که یک مشکل بزرگ در مطالعات زرتشتی به‌شمار می‌رود. تنها می‌توان گفت که در میان محققان توافقی وجود دارد که زمان زندگی او را حدود سال ۱۰۰۰ قبل از میلاد، یا یک قرن پیش یا پس از آن، تخمین می‌زند. اما زمان‌های دیگری مانند ۱۷۵۰ قبل از میلاد یا «۲۵۸ سال پیش از اسکندر» هم مطرح شده است. از آنجا که هیچ‌کدام از اتفاقاتی که در اوستا شرح آن رفته را نمی‌توان در منابع بیرونی یافت، نتیجتاً نمی‌توان تاریخ تأیید شده‌ای را به زمان زندگی زرتشت پیوند داد.
در منابع ایرانی غیراوستایی مانند کتب پهلوی یا منابع عربی و بیزانسی که برپایه سنت ساسانی نوشته شده‌اند، هم تواریخی برای زندگی زرتشت مطرح شده است. باید دانست که این تاریخ‌ها برپایه گاه‌شناسی کیهانی زرتشتی محاسبه شده‌اند؛ در گاه‌شناسی زرتشتی، برخلاف گاه‌شناسی سلسله‌های سلطنتی که بر اساس سال‌های پادشاهی یک حاکم محاسبه می‌شود، جهان به چهار دوره سه هزار ساله تقسیم شده است و زمان پس از دوازدهمین هزاره بازخواهد ایستاد. در فصل ۳۶ بندهشن، آفرینش نخستین فانی، یعنی گیومرته (کیومرث)، در نخستین هزاره سومین دوره روی می‌دهد و این هزاره با جمشید، نخستین پادشاه، به پایان می‌رسد. تمام هزاره دوم را پادشاهی ضحاک تشکیل می‌دهد و با پیروزی فریدون بر او خاتمه می‌یابد. هزاره سوم با پادشاهی ویشتاسپ پایان می‌پذیرد و ملاقات او با زرتشت و پذیرفتن مزدیسنا از سوی او، مصادف است با آغاز چهارمین هزاره؛ این هزاره با حمله اعراب به ایران و سقوط شاهنشاهی ساسانی خاتمه می‌پذیرد. از ویشتاسپ تا اسکندر، به گفته منابع زرتشتی، ۲۵۸ سال طول می‌کشد و «۲۵۸ سال قبل از اسکندر» که توسط نیولی و برخی دیگر مطرح شده، از اینجا گرفته شده است. اگر تاریخ مطرح شده برای زندگی زرتشت توسط نویسندگان یونانی مانند ۵۰۰۰ سال قبل از نبرد تروآ یا ۶۰۰۰ سال قبل از خشایارشا نیز منبع ایرانی داشته باشد، از همین شیوه تقسیم‌بندی تاریخ به هزاره‌های مختلف ریشه گرفته است.

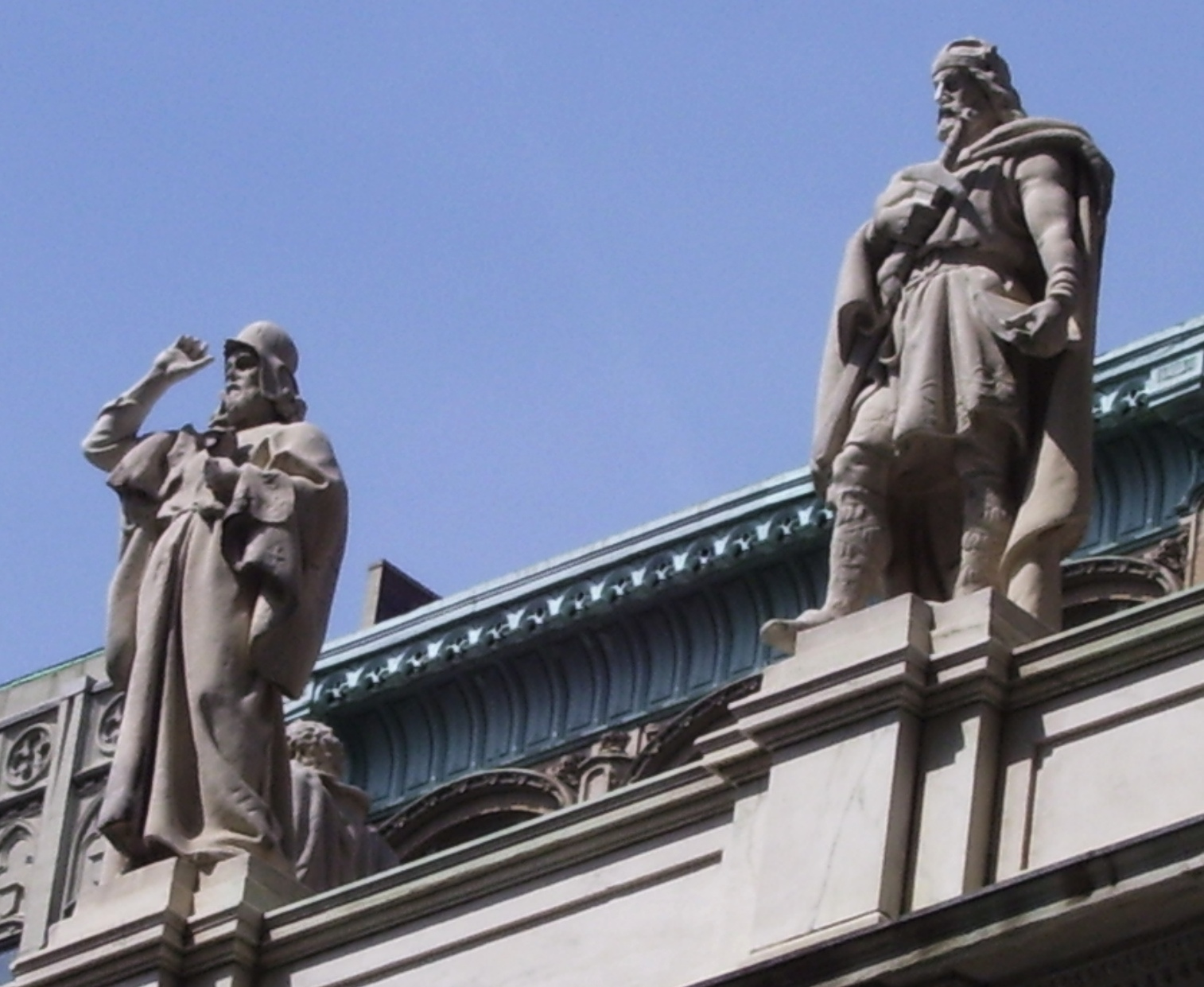
تندیس زرتشت (سمت چپ) بر فراز ساختمان دادگاه عالی نیویورک

اواسط هزاره دوم تا و قرن ۶ پیش از مسیح محدوده‌ای است که معمولاً محققان برای پژوهش در رابطه با زمان تولد زرتشت از آن پا را فراتر نمی‌گذارند. اواسط هزاره دوم قبل از مسیح زمانی است که ریگ‌ودا نگارش شده است. شاید به اندازه‌ای که قانع‌کننده باشد، مرتبط به نظر نرسد اما زمانی که پا از این تاریخ فراتر گذاشته شود، محققان وارد قلمروی حدس و گمان شده و دیگر مدرکی در دست ندارند که تاریخ زندگی زرتشت را برآورد کنند. در رابطه با قرن ششم قبل از مسیح، این استدلال مطرح شده که نام هیچ‌کدام از پادشاهان هخامنشی در اوستا نیامده است؛ نتیجتاً زرتشت باید خارج از محدوده زمانی پادشاهی این سلسله زندگی کرده باشد. اما مدافعان فرضیه همزمانی زندگی زرتشت و سلسله هخامنشی می‌گویند که برخی شخصیت‌های اوستا، مانند ویشتاسپ کیانی که شاید شباهت‌هایی با پدر داریوش، ویشتاسپ هخامنشی، داشته باشد، بر پایه زندگی شخصیت‌های تاریخی شکل گرفته‌اند. البته احتمال دیگر آن است که چون ویشتاسپ کیانی شخصیت محبوبی در میان ایرانیان بوده، این نام را بر روی پدر داریوش گذارده‌اند.
دقیق‌ترین حدسی که می‌توان مطرح کرد، بر پایه تفاوت‌های زبانی است. در اوستا، از دو لهجه مختلف زبان موسوم به اوستایی استفاده شده است. بخشی‌های قدیمی‌تر که گاتاها، سروده‌های زرتشت، را هم شامل می‌شود، به زبان اوستایی کهن نگارش شده‌اند و متون جدیدتر، به زبان اوستایی متاخر. زبان‌شناسان به این نکته اشاره کرده‌اند که اوستایی متاخر، نمی‌تواند خیلی قدیمی‌تر یا خیلی جدیدتر از فارسی باستان، یعنی زبان هخامنشیان، باشد. تقریباً همه لغت‌شناسان اتفاق نظر دارند که فاصله زمانی بین اوستایی کهن و متاخر باید چند قرن یا حتی چندین قرن باشد. بدین ترتیب نمی‌توان نظر گراردو نیولی که زمانی زندگی زرتشت را ۲۵۸ سال قبل از اسکندر تخمین می‌زند، معتبر دانست.

#### مکان
دربارهٔ مکان زندگی او، در بخش‌های قدیمی اوستا هیچ سرنخی به دست نمی‌دهد که بتوان از آن برای تعیین محل زندگی زرتشت استفاده کرد. اوستا، جغرافیای وندیداد و یشتها این مسئله را آشکار می‌کنند که اتفاقات ذکر شده در شرق ایران روی داده‌اند اما در سنن متاخرتر، محل زندگی زرتشت را به غرب ایران، چون ماد و آذربایجان، انتقال داده‌اند. منطقی‌تر است که چون اوستا در مناطق شرقی در جریان است، شرق ایران به عنوان محل تولد و زندگی زرتشت پذیرفته شود. به علاوه، دو لهجه‌ای اوستایی مورد استفاده در کتاب به لحاظ زبان‌شناختی متعلق به شرق ایران هستند. هنینگ خوارزم را به عنوان محل زندگی او پیشنهاد داده است، درحالی نظر گرشویچ بر روی سغد است. به هر حال توافق جامعی وجود ندارد. می‌توان با اطمینان گفت که زرتشت در شمال شرقی ایران زیسته است و مناطق واقع در جنوب شرقی مانند سیستان به اندازه کافی محتمل به نظر نمی‌رسند.
جامعه‌ای که در بخش‌های کهن‌تر اوستا توصیف شده است هم می‌تواند در رابطه با محل زندگی زرتشت یاری دهنده باشد. در گاتاها یک مرتبه از «خانمان‌ها و روستاها» سخن به میان آمده است اما هیچ اشاره‌ای به شهرها، معابد و کانال‌ها نشده است. این از جمله دلایلی است که از احتمال زندگی زرتشت در تمدن آمودریا و سیستان می‌کاهد. باستان‌شناسان تاکنون موفق نشده‌اند در تمدن یاز در شمال شرقی ایران هیچ گور یا گورستانی پیدا کنند که این می‌تواند آن تمدن را به جامعه‌ای که در اوستا توصیف شده است نزدیک سازد و همین موضوع تمدن یاز را به یکی از محتمل‌ترین گزینه‌ها برای خاستگاه مزدیسنا، یا حداقل ایرانیان شرقی، تبدیل کرده است.
در ادوار پسین، زرتشت را از اهالی بلخ می‌دانستند که این موضوع به گوش نویسندگان یونانی هم رسیده بود. در کتب پهلوی که سنت متاخرتری را بازتاب می‌دهند، زرتشت را اهل آذربایجان یا رگ قلمداد کرده‌اند؛ در تلاش برای برقراری پیوندی میان این دو، برخی مفسران محل زندگی زرتشت را «ری در آذربایجان» برشمرده‌اند که با تقسیمات اداری شاهنشاهی ساسانی همخوانی ندارد. دربارهٔ محل پادشاهی ویشتاسپ، محلی که زرتشت به آن نقل مکان کرد و در آنجا ویشتاسپ از او و دینش پشتیبانی کرد، از سیستان، سمرقند و بلخ در سنن مختلف نام برده شده است که این آخری در شاهنامه هم بازتاب یافته است.

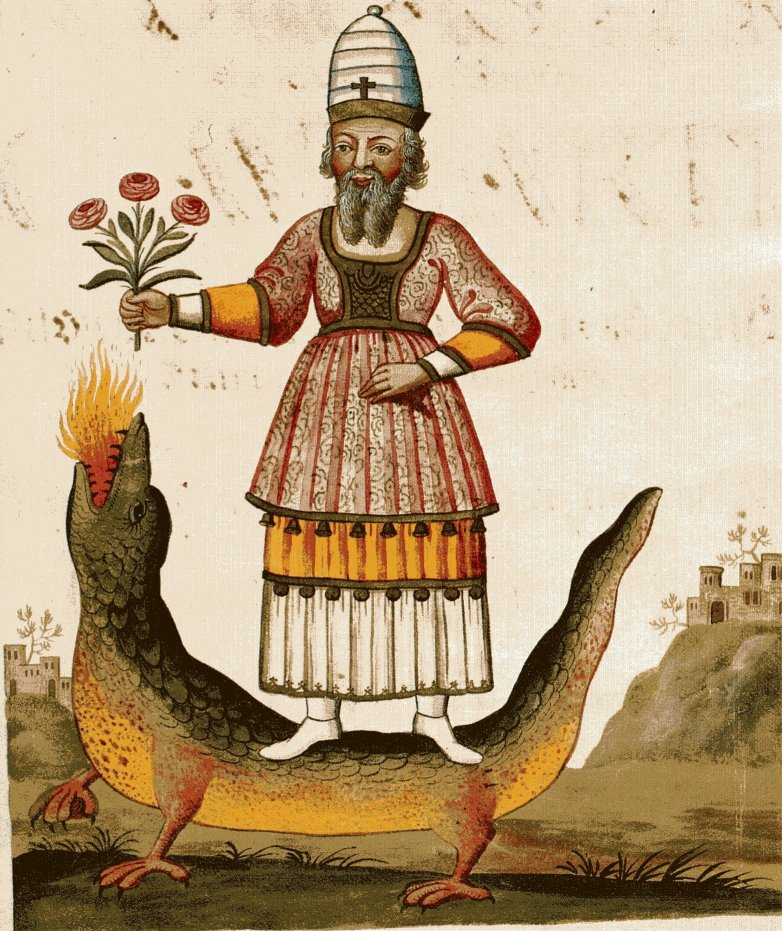
تصویری خیالی از زرتشت در نسخه دست‌نویس کتاب Clavis Artis. آلمان، قرن ۱۸

منسوب کردن زرتشت به رگ فقط در سپندنسک که از بخش‌های متاخر اوستا بوده و امروز از بین رفته، دیده شده است. مورخان معمولاً این مکان را با ری در ماد تطبیق داده‌اند اما نیولی و گرنت معتقدند منطقه ذکر شده در اوستا باید مانند باقی مکان‌ها در شرق ایران واقع شده باشد. در بخشی از اوستا، آمده که ردان (رئیسان) همه سرزمین‌ها پنج تن هستند، به جز در رگ که چهار نفرند و زرتشت از همه ردان بالاتر است. نتیجتاً آن را «رگ زرتشتی» لقب داده‌اند. این موضوع باعث شده تا حتی نویسنده آلمانی هومباخ این را مطرح کند که «ری نوعی واتیکان مزدایی بوده و زرتشت نقش پاپ را داشته است.» اینگونه بوده که ری را از دیرباز زادگاه زرتشت در نظر گرفته‌اند. در گزیده‌های زادسپرم آمده است:

چنان پیداست که [با] گذشت سی سال پس از تولد [زرتشت]، در آن سرزمین که پس از نوروز جشن «وهار بودگ» برقرار بود، رفته بود. جایی مخصوص پیدا بود که مردمان از نواحی بسیار بدان جشنزار می‌رفتند… [پس از] سپری شدن پنج روز از جشن… بامداد، زرتشت برای کوبیدن هوم به کناره آب دائیتی رفت که به سبب دیدار زرتشت در آنجا، رد (رئیس) آب‌هاست. [عمق] آب تا به چهارخانه بود و زرتشت بدان بگذشت. نخست تا ساق پای او بود، دوم تا زانو، سوم تا محل جدا شدن دو ران و چهارم تا گردن… هنگامی که از آب بیرون آمد و جامه پوشید آن‌گاه بهمن امشاسپند را دید، به شکل مرد نیکچهر، روشن، برازنده.

این توصیفات بیش از اینکه ری در ماد را تداعی کند، تداعی‌کننده گداری در دریای پنج در بدخشان است و حتی با گزارش مأموران انگلیسی از منطقه در قرن ۱۹ نیز همخوانی دارد. در نزدیکی گدار شهری وجود دارد که مردم محلی تا به امروز آن را «راغ» می‌نامند. در مجموع می‌توان گفت اگر رگ واقعاً محل تولد زرتشت بوده باشد، راغ نسبت به ری، ادعای قوی‌تری دارد.

### در اوستا

#### در بخش‌های کهن
زرتشت در قبیلهٔ سپیتامیان که نام جد قبیله، سپیتامه، چند بار در گاتاها ذکر شده، متولد شد. چون بخش دوم (uštra) نام او از لحاظ ریشه‌شناختی با کلمه «شتر» مرتبط است، می‌توان نتیجه گرفت جامعه‌ای که در آن رشد پیدا کرد، یک جامعه مبتنی بر دامپروری بوده است. نام‌های اعضای خانواده‌اش در گاتاها نیامده اما در بخش‌های دیگر از مادرش با نام دوغدو و پدرش با نام پوروشاسپه یاد شده است. در نام خانوادگی پوروچیستا، دختر کوچک زرتشت، در کنار «سپیتامه» از «هائچت‌اسپه» هم نام برده شده است. در نوشته‌های بعدی هائچت‌اسپه را پدر پدربزرگ زرتشت در نظر گرفتند اما ویلیام مالاندرا باور دارد که این نام خانوادگی مادر پوروچیستا باید باشد. زرتشت در یسنه ۴۶، سپیتامیان و هائچت‌اسپیان را مورد خطاب قرار می‌دهد که نشان‌دهندهٔ رابطهٔ نزدیک او با این دو خاندان است. خاندان مهم دیگری که در گاتاها نامش ذکر شده، هوگوَهَ نام دارد که هووی دختر فرَشَوشترهَ، همسر سوم زرتشت، از این خانواده بود. برادر فرَشَوشترهَ، یعنی جاماسپ که وزیر ویشتاسپ هم بود، احتمالاً با دختر کوچک زرتشت ازدواج کرد.
اسپه (اسب) در نام پدرش و نام‌خانوادگی همسرش، همچنین نام مادرش (به معنی «دوشیزه شیردوش»)، در کنار نام خود زرتشت، نشان‌گر اعضای یک جامعهٔ دامدارمآبانه است. هرچند که ممکن است این یک سنت خانوادگی باشد و نه شرایطی که زرتشت شخصاً در آن متولد شده است. از سه پسر و سه دختر او در اوستای متاخر اسم رفته است؛ پسرهایش ایسَت‌واسْتَرَه، اورْوْتَتْ‌نَرَه، هْوَرْچیثْزَه و دخترهایش فرینی و ثریتی و پوروچیستا. پوروچیستا تنها فرزند اوست که نام او در گاتاها ذکر شده است؛ او جوان‌ترین دختر زرتشت است و یسنه ۵۳ به افتخار ازدواج او سروده شده است.
زرتشت در گاتاها خودش را «روحانی» خطاب می‌کند. هرچند که مشخص نیست که او چگونه، کی و کجا به عنوان یک روحانی، آموزش دیده است، اما از متن گاتاها برمی‌آید که نویسندهٔ آن باید به خوبی در این مورد، آموزش دیده باشد. مطابق نوشته‌های سنتی، زرتشت ۳۰ ساله بود که با اهورامزدا روبرو شد و آنچنان که در گاتاها آمده است، «او را برای خویشتن برگزید.» اما پس از آن، اینگونه که پیداست، در آغاز تنها پسر عمویش میدیوماه به او پیوست و دیگران توجهی نکردند. چنان‌که خود در گاتاها به این موضوع اشاره کرده و به اهورامزدا از «اندک بودن کسان» خود می‌گوید و از ناکامی خود گله می‌کند.
چنان‌که از گاتاها برمی‌آید، زرتشت و پیروانش در ابتدا با مخالفت‌هایی روبرو شدند. این مخالفت، افزون بر دلایل دینی، از مسائل اقتصادی نیز برمی‌آمد. در گاتاها، نام چند تن از دشمنان او ذکر شده است. در یسنه، هات ۳۲، از شخصی به نام گرهمه یاد شده است. تحت تأثیر آموزه‌های گرهمه، کرپان که پیروان او بودند، به آیین‌ها و مناسک خاصی دست می‌زدند که زرتشت با آن‌ها مخالف بود؛ چرا که باور داشت گرهمه در نهایت باعث تباه شدن زندگی خود و پیروانش خواهد شد. زرتشت در گاتاها از دشمن دیگری با نام بندوئه اسم می‌برد و او را «بزرگ‌ترین ستیهنده با من» خطاب می‌کند؛ او می‌گوید بندوئه سر از «اشه» (راستی) پیچیده و پیروانش را به سوی «دروج» (دروغ) رهنمون می‌سازد و «این مرا اندیشناک» کرده. علاوه بر این اشخاص، دو گروه خاص، یعنی کرپان و کویها، نیز به دشمنی با او برخاستند. مناسک و اعمال دینی این دو گروه، بنا به دید زرتشت، باعث تباه‌سازی زندگی می‌شده است. ظاهراً کرپان و کوی‌ها توانایی اثرگذاری بر رهبران سیاسی منطقه زندگی زرتشت را نیز داشته‌اند؛ چنان‌که در یسنه، هات ۱۰ آمده «کربان بدکار، [مردمان را] بدان می‌فریبند و فرمانروایان بد با آن به [دُژ] خردی بر سرزمین‌ها فرمان می‌رانند.»
چون مقامات و صاحب منصبان دینی اینگونه با مخالفت با زرتشت برآمدند، او مجبور شد تا از محل زندگی خود سفر کند. اشاره‌ای به این وضعیت را می‌توان در یسنه ۴۶، هات ۱ دید. «به کدام مرز و بوم روی آورم؟ به کجا روم و [از که] پناه جویم؟ مرا از خویشاوندان و یاورانم دور می‌دارند. همکاران و فرمانروایان دُروَند سرزمین نیز خشنودم نمی‌کنند.» این بخش به لحاظ تاریخی حائز اهمیت است. زرتشت از کلمه dahyu به عنوان «سرزمین» استفاده می‌کند که می‌تواند در لغت به معانی مختلفی به‌کار رود. هیچ اشاره‌ای در گاتاها یا بخش‌های متاخر اوستا وجود ندارد که نشان دهد زرتشت پس از ترک سرزمین خود، مسیر طولانی را طی کرده باشد و در سرزمین جدید، با تفاوت‌های اجتماعی یا زبانی روبرو شده باشد. نتیجتاً می‌توان تصور کرد مسافت جغرافیایی طی شده، محدود بوده است. پس از مدتی سفر، با کوی‌ویشتاسپ روبرو می‌شود: «ای زرتشت! کیست دوست اَشَوَن تو؟» که خود او پاسخ می‌دهد: «به راستی او کوی‌ویشتاسپ دلیر است!»

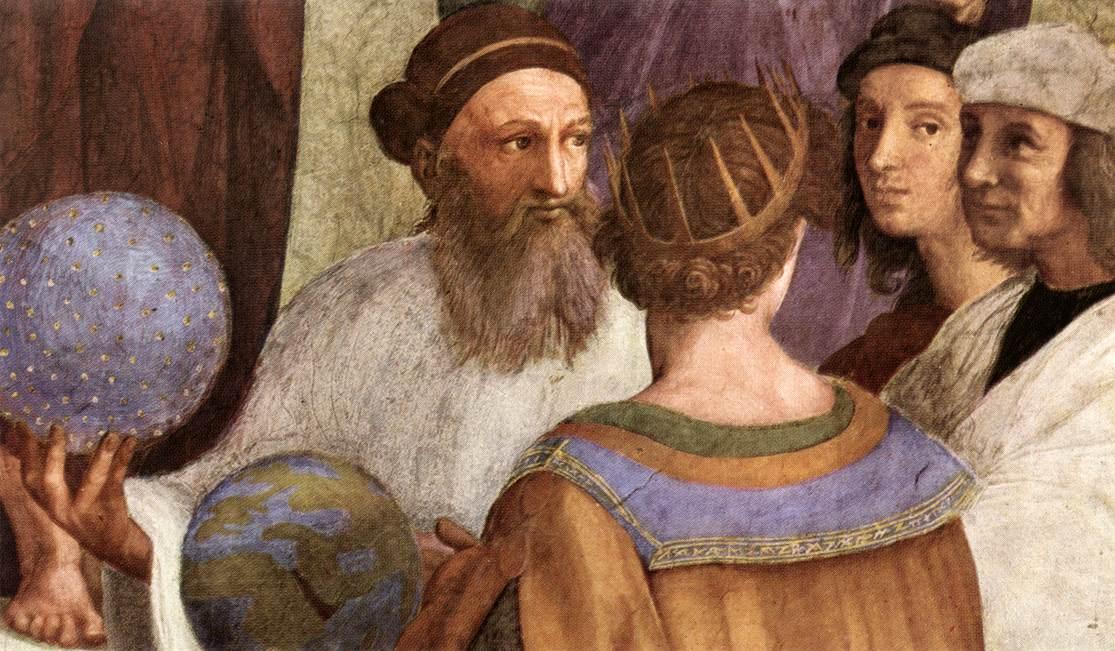
بخشی از نقاشی مکتب آتن اثر رافائل. شخص سمت چپ احتمالاً زرتشت را نشان می‌دهد.

در این هات، زرتشت ابتدا به صورت دوم شخص و سپس به صورت اول شخص ظاهر می‌شود. این آرایه ادبی در بخش‌های دیگر گاتاها و در سروده‌های ریگ‌ودا هم دیده می‌شود و می‌توان مدرکی بر اینکه گاتاها توسط خود زرتشت سروده شده است، باشد. به هر حال ویشتاسپ او را گرامی می‌دارد و چنان‌که خود زرتشت گوید، «هوادار» او می‌شود. پس از این در گاتاها دیگر هیچ بخشی وجود ندارد که حاوی اطلاعاتی دربارهٔ چگونگی افزایش پیروان زرتشت باشد. می‌توان تصور کرد که بدون پشتیبانی ویشتاسپ، زرتشت احتمالاً نمی‌توانست به موفقیتی که رسید، دست پیدا کند؛ حتی نویسنده دینکرد هم اشاره می‌کند که «اگر ویشتاسپ و معاصرانش دین را نپذیرفته بودند» شاید اوستا «تا این زمان باقی نمی‌ماند.»

#### در بخش‌های متاخر
بخش‌های متاخر اوستا از زرتشت تاریخی فاصله می‌گیرند. نام‌های پدرش، مادرش، دختران و پسرانش در این بخش از اوستا ذکر شده است. او در اوستای متاخر به عنوان یک شخصیت آرمانی به تصویر کشیده شده است: کسی که زندگی خود را وقف خواستهٔ اهورامزدا کرد و دین را به کامل‌ترین شکل ممکن به پا داشت. زندگی زرتشت در دو دورهٔ کیهانی روی می‌داد؛ او در اواخر سومین دورهٔ سه هزار ساله، زاده می‌شود و دیدار او با ویشتاسپ، آغازگر نخستین هزاره از چهارمین دوره است. جزئیات کمی که دربارهٔ زندگی زرتشت در اوستای کهن وجود دارد، باعث شده تا در نوشته‌های متاخرتر، تاریخ پشت سر گذاشته شده و زندگینامه‌ای بر اساس آرمان‌های دینی از زندگی او ترسیم شود. فروردین‌یشت در این مورد اهمیت ویژه‌ای دارد. در این یشت، فروشی زرتشت ستوده شده است؛ فروشی او به سان دیگر ایزدان تصور شده است و زرتشت از یک انسان فراتر رفته است. فروردین‌یشت را می‌توان قدیمی‌ترین متن مرتبط با زرتشت از دید الهیات دانست. در هات ۸۷ تا ۸۹ آمده است:

اینک بخشایش و فروشی زرتشت سپیتمان اَشَوَن را می‌ستاییم. نخستین کسی که نیک اندیشید، نخستین کسی که نیک سخن گفت، نخستین کسی که نیک رفتار کرد. نخستین آثربان، نخستین ارتشتار، نخستین برزیگر ستور پرور، نخستین کسی که بیاموخت، نخستین کسی که بیازمود، نخستین کسی که ستور را، اشه را، منثره ورجاوند را، فرمانبرداری از منثره ورجاوند را، شهریاری مینوی را و همه نهادهای نیک مزدا آفریده را که از آشه است، برای خود پذیرفت و دریافت.
نخستین آثربان، نخستین ارتشتار، نخستین برزیگر ستور پرور، نخستین کسی که از دیو روی گردانید و مردمان را بپرورد، نخستین کسی که در جهان استومند، [نماز] «اشم وهو…» را خواند؛ دیوان را نفرین کرد و برگزید که مزداپرست، زرتشتی، دیوستیز و اهورایی کیش باشد.
پیش از ستایش فروشی زرتشت، فروشی کیومرث اَشَوَن ستایش شده است. او اولین فانی است، نخستین کسی که «به اهورامزدا گوش فرا داد و از او خانواده سرزمین‌های ایرانی و نژاد ایرانیان پدید آمد.» ویلیام مالاندرا از این موضوع برداشت می‌کند که در واقع زرتشت جایگاهی مانند کیومرث دوم داشته است. به خصوص اینکه زرتشت را اولین «آثربان، ارتشتار و برزیگر ستور پرور» هم خوانده‌اند. با آمدن زرتشت، دوران پرستش دیوان به پایان رسید و مزدیسنا در تمام هفت کشور گسترش پیدا کرد. این فحوای متون الهی دربارهٔ زندگی زرتشت در اوستای متاخر است. تقریباً یک سوم یشتها در ربط با گفتگوی زرتشت با اهورامزدا و دیگر ایزدان است که این بخش‌ها را در نوشته‌های پهلوی «هَمپُرسِگی» (مشاوره) خطاب کرده‌اند. با تولد زرتشت، عالم دوباره جوان شد؛ او را به عنوان نخستین معلم دین اهورایی و کسی که دیوان را به زیر زمین راند، ستوده‌اند. در بخش‌های پایانی فروردین‌یشت دربارهٔ زرتشت آمده است:

زرتشت رَد جهانی و رَد مینوی و نخستین آموزگار دینی سراسر جهان استومند را می‌ستاییم که نیک‌خواه‌ترینِ آفریدگان، بهترین شهریارِ آفریدگان، شکوهمندترینِ آفریدگان، فره‌مندترینِ آفریدگان، به ستایش برازنده‌ترینِ آفریدگان، به نیایش سزاوارترینِ آفریدگان، شایسته‌ترین آفریده‌ای که خشنودی وی خواسته شود، به آفرین شایسته‌ترینِ آفریدگان و نزد هر یک از آفریدگان، به راستی ستوده و برازنده ستایش و شایسته نیایش به آیینِ بهترین اشه خوانده شده است.
بخش‌های دیگر اوستای متاخر نیز تصویر مشابهی از زرتشت به دست می‌دهد؛ به عنوان مثال، در یسنه، هات ۷۰، زرتشت و اهورامزدا در کنار یکدیگر پرستیده شده‌اند. همچنین در هات ۴۲، مزدیسنان که در حالت اول شخص جمع خود را «ما» خطاب می‌کنند، زرتشت را در کنار اهورامزدا ستایش می‌گویند. از چنین خطوطی برمی‌آید که در زمان نگارش اوستای متاخر، زرتشت دیگر با انسانها در یک سطح دیده نمی‌شده، بلکه در جایگاهی نزدیک ایزدان قرار داشته و او را شایسته پرستش می‌دانستند. در آبان‌یشت که شخصیت‌های مختلف خواست خود از آناهیتا را مطرح می‌کنند، اهورامزدا، در ایران‌ویج به کرانه رود دایتی، با هوم آمیخته به شیر، با زبان خرد و با پندار، گفتار و کردار نیک، از آناهیتا می‌خواهد که «مرا این کامیابی ارزانی دار که من پسر پوروشاسپه – زرتشت اَشَوَن – را بر آن دارم که دینی بیندیشد، دینی سخن گوید و دینی رفتار کند.» پس از اهورامزدا، چند نیک و چند شریر خواسته‌های خود از ایزدبانو را مطرح می‌کنند، تا اینکه اهورامزدا به آناهیتا فرمان می‌دهد «از فراز ستارگان به سوی زمین اهورا-آفریده بشتاب!» سپس گفتگوی زرتشت با آناهیتا شرح داده شده است. او با لحنی مشابه اهورامزدا، از ایزدبانو می‌خواهد که «مرا این کامیابی ارزانی دار که من کوی‌ویشتاسپ را بر آن دارم که دینی بیندیشد، دینی سخن گوید و دینی رفتار کند.»
برای تنظیم‌کنندگان این بخش از اوستا، زرتشت واسطه گفتگو با اهورامزدا و دیگر ایزدان است. به همین دلیل است عباراتی چون «زرتشت از اهورامزدا خواست…» و «اهورامزدا به زرتشت گفت…» به تعدد در اوستای متاخر دیده می‌شوند. در مجموع، سیمای زرتشت، بنا به اوستای متاخر، با آنچه در نوشته‌های پهلوی دیده می‌شود شباهت بسیاری دارد. ظاهراً سپندنسک که بخشی از متون از دست رفته اوستاست، حاوی داستان‌های زندگی او بوده است و کمبود اطلاعات دربارهٔ زندگی زرتشت در اوستای متاخر نیز از همین موضوع ناشی می‌شود.

### در نوشته‌های پهلوی

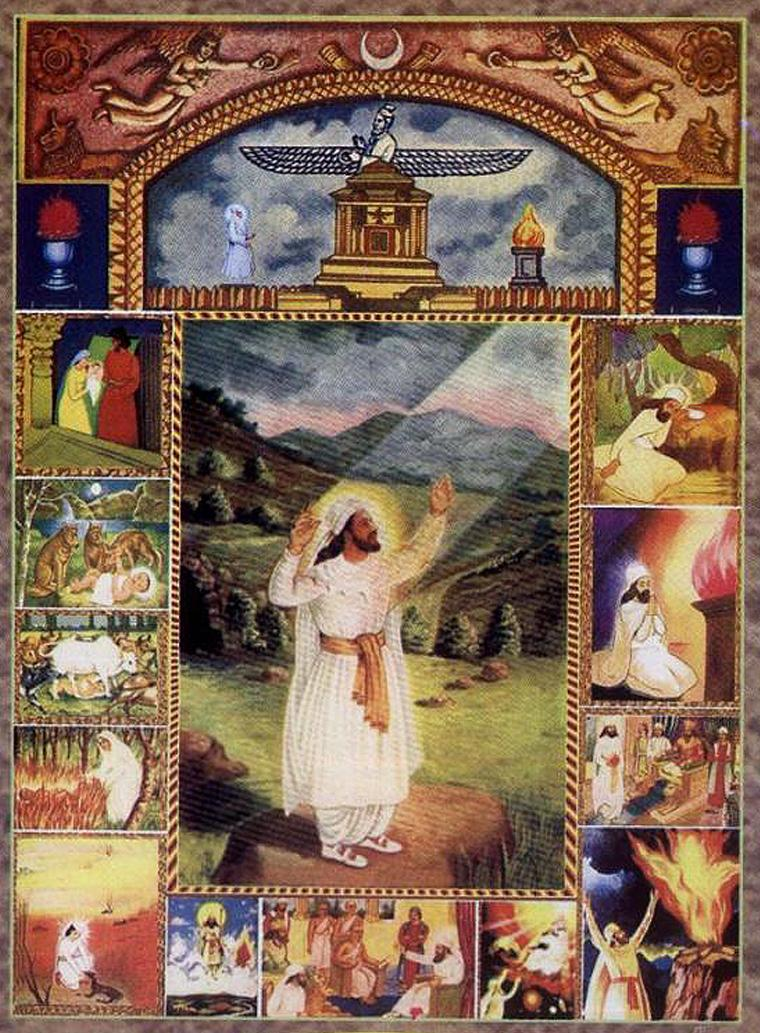
زرتشت و اتفاقات زندگی او

بیشتر نوشته‌های پهلوی موجود مربوط به پس از اسلام است اما این منابع در واقع برگرفته از نوشته‌های قدیمی‌تری است که پیش از اسلام نوشته شده‌اند. زرتشت در نوشته‌های پهلوی، به عنوان یک نمونهٔ کامل از موبد مزدیسنی مجسم شده است. او در مرکزیت هویت دینی جامعهٔ مزداپرستان دارد و آن‌ها را از مسلمانان، مسیحیان، یهودیان و دیگران، متمایز می‌کند. زرتشت همچنین نشانه و گواهی بر درستی تاریخی نوشته‌های زرتشتی است؛ زیرا این نوشته‌ها، به گفته‌های او ارجاع می‌دهند. چندین کتاب زندگینامهٔ افسانه‌ای از او در میان مطالب پهلوی دیده می‌شود که نویسندگان قصد ارائهٔ یک الگوی کامل رفتاری را با آنان داشته‌اند. نقش اصلی زرتشت در این نوشته‌ها، بازنمایی آموزه‌های دینی، اخلاقی، فلسفی و… مزدایی است. به هر صورت، زرتشتی که در کتاب‌های پهلوی دربارهٔ او شرح داده شده است، با زرتشت تاریخی شباهتی ندارد.
دربارهٔ زندگی زرتشت بنا به منابع پهلوی، کتاب هفتم دینکرد و فصل‌های ۱۲ تا ۲۴ گزیده‌های زادسپرم بیشترین مطالب را ارائه می‌کنند. این منابع بر اساس سپندنسک و چهردادنسک، دو کتاب از کتاب‌های از دست رفته اوستا، نوشته شده‌اند. در کتاب پنجم دینکرد هم خلاصه‌ای از آنچه در کتاب هفتم آمده، وجود دارد و البته حاوی اندک اطلاعات جدیدی هم هست.

#### تولد
فصل دوم کتاب هفتم دینکرد که نخستین بخش زندگینامه زرتشت است، «معجزاتی که قبل از تولد او، شکوهمندترینِ مخلوقات، از مادر اتفاق افتاده‌اند» نام دارد. در این کتاب برای زرتشت پیش از ورود او به دنیای مادی هم زندگی قائل شده‌اند. او از سه قسمت تشکیل شده است: فر، فروَهر و تن‌گوهر. فر او در ابتدای خلقت الهی برخاسته است. فروَهر (یا فروشی) او ۳٬۰۰۰ سال قبل از حمله اهریمن به آفریده‌های اهورامزدا به وجود آمد و پس از این دو، تن‌گوهر او که جسم مادی‌اش است، ساخته شد. ابتدا فر او در جهان آسمانی پخش شد و نور بی‌نهایت به خورشید، ماه و ستارگان و آتش خانه فرهیم‌روانان‌زویش فرستاده شد. این فر زمانی که همسر او، مادربزرگ مادری زرتشت، دوغدو مادر زرتشت را زایید، به او نیز انتقال پیدا کرد. از دختر تازه متولد شده، نور بزرگی پخش می‌شد که همه چیزهایی که بین زمین و آسمان بودند را روشن می‌کرد.
بنا به گفتهٔ نوبری، این نور آسمانی که به زرتشتِ هنوز متولد نشده نسبت داده شده است، ریشهٔ ایرانی ندارد. در واقع، برگرفته از افسانه‌های بودایی، هندو، یهودی و مسیحی است. چند دهه پیش از او، واتسون برلینگیم نیز متذکر شده بود که بخش‌هایی از سنت زرتشتی به آشکارا از افسانه‌های بودایی تأثیر پذیرفته‌اند. جنی رز اما مخالف بود و اشاره کرد که یونانیان قرن‌ها پیش از اینکه نوشته‌های بودایی مکتوب شوند، با معجزات زرتشت آشنایی داشته‌اند.
در ادامهٔ داستان مذکور، آمده نوری که در چشمان آن دختر وجود داشت دیوان و دشمنان زرتشت را آزار می‌داد. نتیجتاً، دیوان برای اینکه نابودش کنند، مردم منطقه محل زندگی را علیه والدینش شوراندند. پدر و مادر دختر برای اینکه فرزندشان را نجات دهند، او را به دهکده‌ای که سپیتامیان در آن زندگی می‌کردند، فرستادند. آنجا شخصی به نام پوروشاسپ از او پاسداری کرد و زمانی که دختر پانزده ساله شد، با او ازدواج کرد. پس از ازدواج فر به پوروشاسپ هم انتقال یافت. پس اهورامزدا، بعد از مشورت با امشاسپندان، تصمیم گرفت زرتشت به عنوان یک انسان عادی متولد شود. فروهر زرتشت که در میان امشاسپندان خفته بود، به زمین انتقال داده شد و در میان شاخه‌های هوم قرار گرفت. بهمن و اردیبهشت دو پرنده را مسئول حمل آن شاخه کردند. پوروشاسپ که نشانه بهمن و اردیبهشت را دید، به دنبال هوم رفت و آن را به همسر خود، دوغدو، سپرد تا از آن حفاظت کند.
آن زمان اهورامزدا تصمیم به خلق تن‌گوهر زرتشت گرفت؛ خرداد و امرداد مسئول انتقال آن به زمین شدند. آن دو نیز تن‌گوهر زرتشت را به ابرها سپردند و سپس از آسمان بارید؛ «تازه، قطره‌قطره، بی‌نقص و گرم، برای شادی انسان و دام.» تن‌گوهر بر روی علوفه‌های نزدیک خانه دوغدو نشست. او شش گاو سفید با گوش‌های زرد را برای چرا به سمت آن علوفه‌ها برد. تن‌گوهر از طریق علوفه به گاوها و از گاوها به شیرشان منتقل شد. سپس دوغدو آن‌ها را دوشید، به شیر آب افزود. هوم را با آن مخلوط کرد؛ چنین شد که سه بخش زرتشت در خانه پورشاسپ در کنار یکدیگر قرار گرفتند. دیوان خطر را احساس کردند؛ در نتیجه به دهکده آن‌ها حمله بردند. اما پوروشاسپ و دوغدو نجات پیدا کردند و از شیر مخلوط با هوم نوشیدند. دیوان تلاش کردند تا مانع شوند، اما نتوانستند؛ فر، فروَهر و تن‌گوهر زرتشت حالا در بدن دوغدو یکی شدند.
در زمان بارداری دوغدو دیوان تلاش کردند تا با فرستادن بیماریها به سویش، به او صدمه بزنند. اما ندایی از جانب اهورامزدا و امشاسپندان آمد که برای درمان سراغ جادوگران نرود، در عوض دست‌های خودش را بشورد و گوشت و کره برای فرزند هنوز متولد نشده خود به آتش قربانی کند. او به سرعت خوب شد. در زمان تولد زرتشت، چنان نوری از مادرش تابید که قابله‌ها تصور کردند خانه آتش گرفته است. خبر تولد زرتشت حتی در میان حیوانات هم پخش شد تا آن‌ها هم بتوانند شاهد زایش او باشند. پس از بازگویی داستان تولد، شجره‌نامه زرتشت ذکر شده است. او از قبیله سپیتامیان بود، نسلش به جمشید و هوشنگ و از آنجا با ۴۵ واسطه به کیومرث، نخستین انسان، می‌رسید.

#### کودکی
در بخش بعدی به معجزات زرتشت از زمان تولد تا دیدار با اهورامزدا پرداخته شده است. او تنها نوزادی بود که در هنگام تولد، به جای گریه کردن، خندید. گزیده‌های زادسپرم ذکر می‌کند که زرتشت در زمان تولد خندید زیرا بهمن وارد ذهنش شده بود. با در نظر گرفتن آموزه‌های زرتشت، مبنی بر اینکه خنده و شادی متعلق به خداست و گریه و عزا متعلق به دیوان، این افسانه به خوبی با آموزه‌های او منطق است. خندهٔ زرتشت، پرستاران و والدینش را به تعجب واداشت و باعث ترس دوراسرو که یک کرپ بود، شد. دوراسرو سردستهٔ جادوگران و همان کسی است که در گاتاها از او به بدی یاد شده است. او و یک کرپ دیگر به نام براتروکرش، به دشمنان زرتشت در زمان کودکی‌اش بدل شدند. دوراسرو یک بار توانست پوروشاسپ را بترساند؛ به اندازه‌ای که او تصمیم گرفت فرزند خود را به قتل برساند اما نیروهای ایزدی، مانع شدند. داستان دیگری در رابطه با نجات معجزه‌آسای زرتشت نقل شده است، مربوط به آن است که او را به لانه یک گرگ ماده انداختند و توله‌های گرگ را کشتند تا گرگ مادر با خشم بیشتری به زرتشت حمله‌ور شود. اما بهمن و سروش ورود کردند و به او این نیرو را دادند تا گرگ را از بین ببرد. سپس یک میش را کنار او گذاشتند تا به کودک شیر دهد. هنگامی که دوغدو سر رسید، میش ناپدید گشت و دوغدو به خیال اینکه کودکش آسیب دیده، هراسان شد. اما با دیدن سلامتی او، ترسش از بین رفت و عهد کرد که دیگر اجازه ندهد که زرتشت از جلوی چشمانش دور شود. به باور نوبری، این داستان نسخهٔ ایرانی ماجرای ارتباط مؤسسان پادشاهی‌ها و ادیان در کودکی با گرگ‌هاست که بسیار رایج بوده و یک نسخه از آن، در میان رومیان به شکل شیر دادن گرگ به رموس و رومولوس وجود داشته است. اما بویس معتقد است این همان داستان رموس و رومولوس است که در دوران اشکانیان و ساسانیان به این شکل تغییرش داده‌اند؛ زیرا در این داستان حیوانی که به کودک شیر می‌دهد، با میش جایگزین شده، به آن دلیل که گرگ در مزدیسنا یک حیوان اهریمنی است.
روزی زرتشت در دوران کودکی، مشغول بازی با دیگر کودکان بود. دوراسرو و براتروکرش تصمیم گرفتند که او را بترسانند. هم‌بازی‌های او فرار کردند، اما زرتشت در برابر دشمنانش ایستاد. چندی بعد، پوروشاسپ مراسمی با حضور دو کرپ ترتیب داد و در آن، از دوراسرو درخواست کرد که آیین تقدیس غذا را انجام دهد، اما زرتشت با پدرش هم‌نظر نبود و خواست که خود آن را انجام دهد. پوروشاسپ مخالف بود اما در نهایت زرتشت فائق آمد. دوراسرا در پاسخ زرتشت را نفرین کرد اما نیروهای ایزدی او را به یک مرگ ناخوشایند گرفتار کردند.

#### بزرگسالی

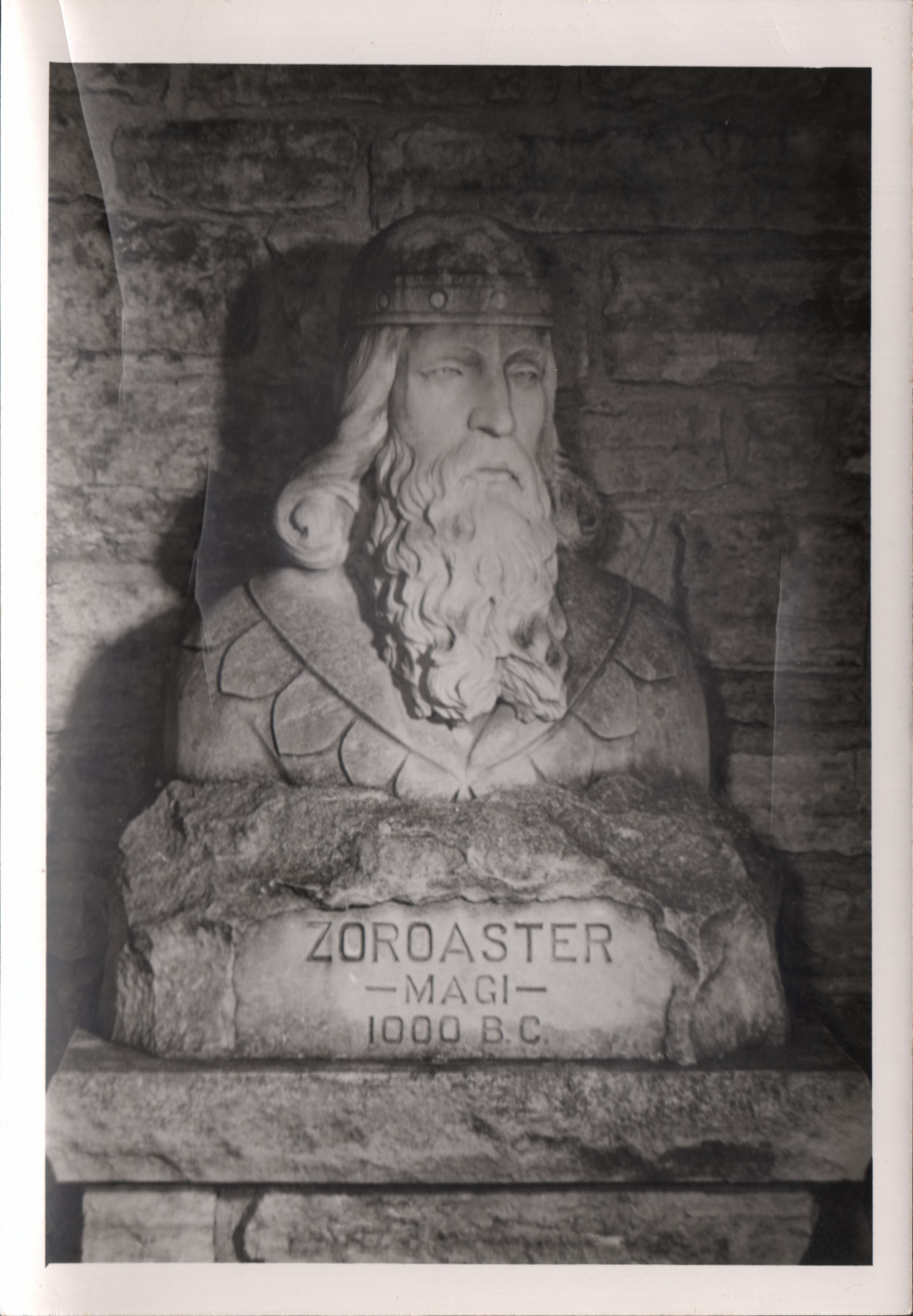
پیکره نیم تنه زرتشت سپیتمان.

آنگاه که ۳۰ ساله شد، بهمن در نزدیکی رود مقدس دایتی از سوی اهورامزدا به سراغش آمد و او را به گفتگو با اهورامزدا خواند. بهمن به شکل مرد بسیار زیبایی ظاهر شد و در لحظه‌ای که زرتشت از رود بیرون آمد تا لباس بپوشد، با او دیدار کرد. بهمن پرسید: «که هستی؟ از که هستی؟» زرتشت پاسخ داد: «منم سیپتمان زرتشت.» بهمن گفت: «برای چه رنج می‌کشی؟... برای چه مبارزه می‌کنی و چه می‌خواهی؟» زرتشت جواب داد: «رنج من برای اهلَوی (اشه) است، مبارزه‌ام برای اهلَوی است، خواسته‌ام اهلَوی است.» سپس بهمن به او کمک کرد که لباس‌هایش را در بیاورد تا بتواند به دیدار اهورامزدا برود. در گزیده‌های زادسپرم زرتشت در کرانه رود دایتی در ایران به دیدار شورایی از هفت امشاسپند (که اهورامزدا هم یکی از آن‌هاست) رفت. ابتدا آن‌ها را ستایش کرد و سپس بر روی صندلی پرسش‌کنندگان نشست و سوالاتی پرسید و اهورامزدا مستقیماً پاسخ داد. به این پرسش و پاسخ، «هَمپُرسگی» می‌گویند. در همان روز، از خرد بی‌پایان اهورامزدا به زرتشت الهام شد.
بخش بعدی، دربارهٔ اولین حضور زرتشت در جهان انسان‌ها پس از دیدار با اهورامزداست. او به میان مردم رفت و از آنان خواست که امشاسپندان را پرستش کنند و از دیوان دوری گزینند. همچنین از آن‌ها خواست که خودوده (ازدواج با خویشان نزدیک) انجام دهند که با مخالفتشان روبرو شد. پس از آن، به سوی توران رفت که آنجا، «مردان قدرتمند توران» به رهبری اورایتاتنگ به سختی دین را رد کردند، چنان‌که زرتشت در پاسخ خشم و عذاب اهورامزدا را بر آنان نازل کرد. نیروهای شریر، به رهبری اهریمن، تلاش کردند که زرتشت را نابود سازند. اهریمن شخصاً دیوانی را به سوی زرتشت فرستاد اما در نهایت آن دیوان زخمی و بدون نیرو پیش پای اهریمن بر زمین افتادند. زرتشت اهریمن را دنبال کرد و به سمت او سنگ‌هایی به بزرگی یک خانه پرتاب کرد. پس از آن، زرتشت چنان ظاهر جسمانی دیوان را خرد کرد که دیگر نتوانستند به صورت مرئی بر زمین ظاهر شوند. او این کارها را با استفاده از دعای «یثا آهو ویریو» انجام داد.
پس از آن، اهورامزدا دربارهٔ رابطه مردم و دیوان سوالاتی پرسید و در نقش گزارشگری از جهان انسان‌ها ظاهر پاسخ داد که برتری اهورامزدا در زمین مطلق نیست. در ادامه، زرتشت در کرانهٔ رود دایتی و در کنار پوشاکی که برای ملاقات با اهورامزدا از تن خارج کرد، به تصویر کشیده شده است. در آنجا، دروجی در قامت زن زیبایی با سینه‌بندی از طلا به دیدارش رفت، پیشنهاد ازدواج داد و گفت: «منم سپندارمذ.» اما زرتشت پاسخ داد: «من سپندارمذ را در روشنایی روز دیدم؛ او از پشت و رو زیبا بود. بچرخ تا بدانم که تو سپندارمذ هستی.» سپس دروج پاسخ داد: «سپیتمان زرتشت، ما گونه‌ای هستیم که از جلو زیبا و از پشت زشتیم.» زرتشت درخواست خود را سه بار تکرار کرد و در پایان، دروج پذیرفت و با چرخش او، زرتشت حیوانات اهریمنی چون قورباغهها و مارها را بر روی ران‌هایش دید. نتیجتاً، دعای «یثا آهو ویریو» را خواند و دروج ناپدید شد.
دومین بزنگاه بزرگ زندگی زرتشت، دیدارش با ویشتاسپ است. در دربار ویشتاسپ، کرپان، کَیَگ‌ها و جادوگران به پادشاه گفتند که او را به زنجیر کشد و گرسنگی و تشنگی بدهد، اما ویشتاسپ نپذیرفت. سپس زرتشت اسب پادشاه را به‌طور معجزه‌واری درمان کرد و پس از این، او دین را پذیرفت. برخلاف دیگر بخش‌های نوشتار پهلوی که «با استناد به دین» نقل شده‌اند، این قسمت با استناد به «گویشِ زرتشت» بازگویی شده است. در ادامه زرتشت به جنگ طالع‌بینان و جادوگران بابل که داهاگ رهبرشان است رفت و آنان را شکست داد.
فصل پنجم از کتاب هفتم دینکرد که باقی زندگی زمینی زرتشت را در چند خط خلاصه کرده، حرفی از نحوه درگذشت او نزده است. توضیحات دربارهٔ او در پرده هشتم از فصل پنجم، پس از یک توضیح در ربط با دانش پزشکی‌اش، به پایان می‌رسد. در گزیده‌های زادسپرم، تنها ذکر شده است که او «در سال چهل و هفتم [از ملاقات با اهورامزدا]، در سن ۷۷ سالگی درگذشت.» داستان دربارهٔ کشته شدن او به دست یک کرپ به نام توربراتور یک مرتبه، خیلی کوتاه، در کتاب پنجم دینکرد و روایت‌های پهلوی ذکر شده است. این موضوع که دربارهٔ درگذشت زرتشت جزئیات زیادی در نوشته‌های پهلوی دیده نمی‌شود، احتمالاً از آن جهت است که منابع قدیمی‌تر به زندگی زرتشت بیش از مرگ زمینی او اهمیت داده‌اند.
باقی مطالب کتاب هفتم دینکرد دربارهٔ زندگی ویشتاسپ تا آمدن غیرایرانی‌هایی که به شاهنشاهی ساسانی پایان دادند، است. علاوه بر این‌ها، متون پرشماری در کتب پهلوی به چشم می‌خورند که دربارهٔ گفتگو (هَمپُرسِگی) میان زرتشت و اهورامزداست. گاهی، هدف از نقل این مکالمات، توضیح دادن دربارهٔ یک موضوع است. در یکی از این گفتگوها، به عنوان مثال، زرتشت از اهورامزدا پرسید: «آیا تاکنون به کسی هدیه داده‌ای؟» و اهورامزدا نیز پاسخ داد: «آری، آنگاه که جهان را ساختم، هدیه دادم؛ آنگاه که به کیومرث روح بخشیدم، هدیه دادم؛ آنگاه که تو، زرتشت، از مادرت متولد شدی، هدیه دادم. آنگاه که دین را از من دریافتی، هدیه دادم.»
در کل، آنچه دربارهٔ با زرتشت در نوشته‌های پهلوی آمده است را نه به درستی می‌توان «افسانه» خواند، نه «تاریخ.» این مطالب بیش از آنکه به قصد بازگویی اطلاعات دربارهٔ زرتشت نوشته شده باشند، به هدف آموزش گردآورده شده‌اند. برخی موارد، با این هدف اضافه شده‌اند تا بر تعالی زرتشت در چشم آن دسته از پیروانش که شاید برای پیوستن به ادیان دیگر وسوسه شده‌اند، افزوده شود. مانند «سیره» محمد، یا زندگی عیسی و بودا، زرتشتِ کتاب‌های پهلوی شریان اصلی رستگاری دینی است که او را به عنوان الهام‌بخش خود معرفی می‌کند. این نوشته‌ها «قدیس‌نگاری» یا «رمانتیستی» نیستند. طبیعتاً داستان‌های قهرمانانه‌ای هستند که در سطح کیهانی رخ می‌دهند؛ اما زرتشت از نوشته‌های پهلوی به شکل یک «پیامبر تماماً شکل گرفته» بیرون می‌آید که مظهر خردی باستانی است. زندگی او پارادایم آموزه‌های دینی زرتشتی است؛ او خود پرستیده نمی‌شود، بلکه نمونه‌ای از فضیلت قهرمانانه و نبرد سازش‌ناپذیر با ظلم و بی‌عدالتی برای پیروانش است.

### موجودیت تاریخی
موجودیت زرتشت به عنوان یک شخصیت تاریخی در میان بیشتر محققان پذیرفته شده است؛ اطلاعات کمی دربارهٔ سرگذشت او در مقایسه با شخصیت‌هایی مانند عیسی یا محمد وجود دارد و داستان‌هایی که دربارهٔ زندگی‌اش در نوشته‌های پهلوی یا منابع غربی و اسلامی نوشته شده است، به افسانه می‌ماند اما نظر کلی بر آن است که باید برای زرتشت موجودیتی فراتر از یک شخصیت افسانه‌ای قائل شد. هرچند تلاش‌هایی هم برای ترسیم شخصیتی کاملاً افسانه‌ای از زرتشت هم صورت گرفته است.
ویلیام مالاندرا معتقد است مطالب مربوط به زرتشت را باید به دو دسته تقسیم کرد؛ نخست دسته‌ای که یک شخص تاریخی را توصیف می‌کنند که سراینده گاتاها، اصلاح‌گر بزرگ دین ایران باستان و شاعری ماهر است که نامش با جنبش دینی که تأسیس کرده پیوند خورده است. دسته دیگر، شخصیتی تقریباً افسانه‌ای را توصیف می‌کنند که در متون اوستایی و کتاب‌های پهلوی ستوده شده است و در منابع بیرونی؛ چون منابع یونانی و اسلامی، مطالب مختلفی به او نسبت داده شده است.
در اواخر قرن ۱۹، ایران‌شناس فرانسوی جیمز دارمستتر عنوان کرد که گاتاها را باید در قرن اول قبل از مسیح نوشته باشند، زیرا میان آموزه‌های گاتاها و اندیشه‌های نوافلاطونی شباهت زیادی وجود دارد. برای دارمستتر، زرتشت تنها یک شخصیت افسانه‌ای بود که زندگی‌اش را در کتاب‌های پهلوی توصیف کرده‌اند و نامش را به عنوان نویسنده بر روی مطالبی که به لحاظ زمانی نمی‌تواند به او مربوط باشد، قرار داده‌اند. او انکار نمی‌کرد که شاید چنین شخصی واقعاً وجود تاریخی داشته باشد، اما هیچ ارتباطی میان او و گاتاها قائل نبود.
در آن زمان فرضیه دارمستتر به سرعت با مخالفت‌هایی روبرو شد، اما رد ارتباط میان زرتشت و گاتاها مجدداً در ۱۹۶۳ توسط ماریان موله مطرح گردید. او نوشت: «زرتشت سپیتامن کاملاً برای ما ناشناخته باقی مانده است.» برای موله، زرتشت تماماً زاده اسطوره و افسانه بود. او در مقدمه کتاب خود نوشت که «انکار کردن حقیقت تاریخی پیامبر ایرانی و یارانش از عهده ما خارج است؛ اما این حقیقت تاریخی ظاهراً تنها به شکل دگرگون شده آیینی به دست ما رسیده است.» او معتقد بود که هات آغازین یسنه ۴۶ به هیچ طریقی نمی‌تواند به عنوان یک واقعیت تاریخی در نظر گرفته شود. در باور موله «معلوم نیست این را چه کسی نوشته است. آیا خود زرتشت بوده که برای داستان‌های آیینی-نمادین آن را ساخته؟ یا شخص دیگری؟» چندی بعد، عدم ارتباط میان زرتشت و گاتاها مجدداً توسط ژان کلنز و اریک پیرار مورد بررسی قرار گرفت. پرودس اکتور شروو، ایران‌شناس مطرح نروژی، استدلال‌های کلنز را قانع کننده یافت و عنوان کرد «تا جایی که من می‌دانم، از زمان بارتولومه هیچ محقق غربی تلاش نکرده وجود تاریخی زرتشت را ثابت کند؛ این موضوع همینطوری پذیرفته شده. زمانی که در ربط با استدلال‌ها سؤال می‌شود، بیشتر محققان پاسخ می‌دهند «نظر رایج این است.» اما این نظر رایج فقط به اندازه استدلال بنیادینش معتبر است، که البته در این مورد اصلاً وجود ندارد!» استاوسبرگ هم در ۲۰۰۴ نوشت که «مشخص نیست زرتشت کی زندگی کرده است (البته اگر واقعاً چنین کسی وجود داشته باشد).»
کلنز در دفاع از فرضیه خود، به یسنه ۴۶٫۱۴ استناد کرد که در آن، از زرتشت دربارهٔ هم‌پیمان اَشَوَان سؤالی پرسیده شده است. او معتقد است به شدت نامحتمل است که زرتشت از خودش سؤال پرسیده باشد. نتیجتاً زمانی که زرتشت در یسنه ۴۶٫۱۴ گوینده گاتاها نیست، در سایر هات‌ها هم نمی‌تواند باشد. چگونه، به عنوان مثال، اگر زرتشت سراینده گاتاهاست، در یسنه ۲۸٫۶ گوینده اول شخص جمع می‌تواند از اهورامزدا بخواهد که «به زرتشت و به ما یاری ده»؟ کلنز نتیجه می‌گیرد که زرتشت شخصیت مهمی در گاتاهاست، اما سراینده آن نیست. اما اگر سراینده زرتشت نیست، این سؤال مطرح می‌شود که چه کسی است. او پاسخ می‌دهد که «گاتاها خود را به عنوان نوشته‌های یک شخص نشان نمی‌دهد، بلکه گفتمان یک گروهی مذهبی است. این سرودها تجلی نوعی اندیشه هستند.» او صاحب این اندیشه‌ها را یک طبقه روحانی می‌داند که یکی از خودشان را مأمور سرایش گاتاها کرده‌اند تا در زمان مراسم‌های مذهبی آن را اجرا کنند.
مالاندرا در بررسی گفته‌های کلنز عنوان می‌کند که استدلال او منطقی آغاز می‌شود، اما فانتزی به پایان می‌رسد. هیچ مدرکی از طبقه روحانی هندوایرانی که در زمان مراسم‌هایشان سرودهای مقدس اجرا می‌کرده‌اند، وجود ندارد. او ادامه می‌دهد بیشتر کسانی که گاتاها را بررسی کرده‌اند، آن را بیان پرشور شخصی الهام‌بخش در گفتگو با خدا، دیگر ایزدان و جامعه یافته‌اند. مالاندرا معتقد است که «تجلی نوعی اندیشه» نمی‌تواند چنین سروده‌هایی را خلق کند، چه برسد به اینکه ایرانیان را برای قرن‌ها، حتی تا عصر حاضر، تحت‌تاثیر خود قرار دهد. او برای اینکه نشان دهد «به شدت نامحتمل» نیست که سراینده خود را به صورت دوم شخص یا سوم شخص مورد خطاب قرار دهد، به مَندَلهَ هفتم، سروده واسیشته در ریگ‌ودا ارجاع می‌دهد که در آن اثر هم سراینده در گفتگو با وَرونهَ، خدایی که شباهت‌هایی با اهورامزدا دارد، مرتباً برای اشاره به خودش از ضمایر اول، دوم و سوم شخص استفاده می‌کند؛ اما هیچ تردیدی وجود ندارد که مَندَلهَ هفتم «تجلی نوعی اندیشه» نیست. به عقیده مالاندرا، زرتشت هم در گاتاها از سنت شاعرانه مشابهی بهره برده است. مولتان معانی اسامی زرتشت و اطرافیانش که نشان از یک جامعه دامدارمآبانه دارد را مدرکی بر تأیید موجودیت تاریخی این اشخاص می‌داند.

## فلسفه و آموزه‌ها
دانشنامه فلسفه آکسفورد زرتشت را نخستین فیلسوف شناخته شده جهان می‌داند. فرهنگ فارسی معین او را به عنوان پیامبر ایران باستان که مزدیسنا را بنیان گذاشت، معرفی کرده است. آنچه زرتشت مطرح کرد، بر مکتب‌های فلسفی و ادیان پیرامون، مانند اندیشه یونانی و ادیان ابراهیمی نظیر یهودیت و اسلام اثر گسترده‌ای گذاشت. فلسفه زرتشت اخلاقی و خردورزانه است. گاهی اشاره کرده‌اند که مزدیسنا در لغت به معنای «پرستش خرد» است و این کلمه، با واژه یونانی فلسفه (φιλοσοφία، فیلاسوفیا، «خرد دوستی») شباهت لغوی دارد. در مرکزیت اندیشه‌های زرتشت، دوگانگی خیر و شر و نبرد صلح‌ناپذیر میان این دو قرار دارد؛ اهورامزدا روشنایی مطلق و اهریمن شر لایتناهی است. این دو از یک نظر محدودند و از یک نظر نامحدود؛ محدودند چرا که در اهورامزدا هیچ شری وجود ندارد و در اهرمن هیچ خیری و نامحدودند چراکه یکی نور بی‌پایان است و دیگری تاریکی بی‌انتها. جهان صحنه نبرد این دو و یارانشان است؛ اما پیروزی پایانی با اهورامزداست و پس از آن شر به‌طور بازگشت‌ناپذیری نابود خواهد شد و دنیا به شکل بی‌نقص خود بازخواهد گشت. انسان آزاد است که جایگاه خود را در این نبرد انتخاب کند؛ این آزادی در تمام طول تکامل تاریخی مزدیسنا در مرکزیت آن قرار داشته است.

### یکتاپرستی یا ثنویت دینی
افرادی نظیر ادیان‌شناس ایتالیایی گراردو نیولی و باستان‌شناس ژاپنی تاکورو آداچی عقیده دارند که زرتشت کسی بود که با تبلیغ یکتاپرستی و ستایش اهورامزدا و رد پرستش دیوان تأثیر شگرفی بر تحول ادیان ایرانی گذاشت و مطابق گفته آئوکی تاکه‌شی تنها هدف عبادت را اهورامزدا قرار داد. زرتشت از نظر نیولی در تقابل با کیش قربانی قرار داشت و می‌کوشید معنویت اخلاقی را که از سویی توحیدی و از سوی دیگر دوگانگی بود جایگزین این اعمال کند. دوگانگی زرتشت دوگانگی مابین اشه (راستی) و دروگ (دروغ) بود، نه دوگانگی مابین اهورامزدا و اهریمن. از نظر نیولی این ثنویت بعدها وجهی الاهیاتی یافت که احتمالاً مغان مسئول آن بودند با این حال، پرودس اکتور شروو، ایران‌شناس نروژی، بر آن است که «می‌توان با اطمینان گفت هیچ خبری از یکتاپرستی در ایران باستان نبوده است.» او معتقد است نظر فراگیری مانند عقیده نیولی مبنی بر رد کردن پرستش دیگر خدایان توسط زرتشت، ایران‌شناسان را از توضیح دربارهٔ اشاره به دیگر ایزدان در گاتاها بازداشته است. به عنوان مثال، در انتهای اوستای کهن، آریامن جهت «حمایت از مردان و زنان [ما]، از پندار نیک زرتشت» دعوت شده است و سروش و اشی نیز به دفعات متعدد یاد شده‌اند و در کنار اهورامزدا، اهوراها و اهورانی‌های دیگری هم در فضای اوستای کهن وجود دارند. در مقابل همه این‌ها، ویلیام مالاندرا بر آن است که عباراتی چون یکتاپرستی، ثنویت دینی یا چندخدایی می‌توانند در توصیف آموزه‌های زرتشت گمراه‌کننده باشند و در شرایط مختلف می‌شود هر کدام از این سه عبارت را به آنچه زرتشت در نظر داشت، اطلاق کرد.

### اهورامزدا

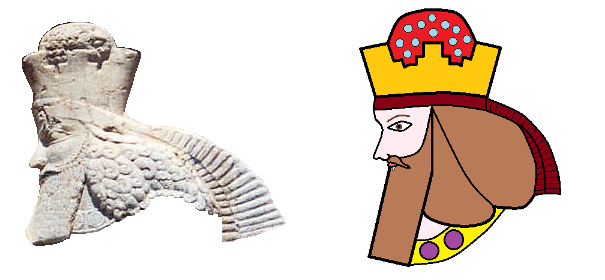
تصویر سمت چپ برشی از سر اهورامزدا در نقش رستم و تصویر سمت راست بازسازی شده همان تصویر است.

زرتشت در گاتاها به دفعات ایزدی نیک به نام «اهورامزدا» (پروردگار خرد یا پروردگار خردمند) را خطاب می‌کند. اهورامزدا نظم کیهانی را از طریق «اشه» (راستی) پایدار نگه می‌دارد. زرتشت او را با صفاتی چون «از همه چیز آگاه»، «تیزبین» و دارای «خرد نافریفتنی» توصیف می‌کند که شباهت‌هایی با نوشته‌های هندوایرانی و ودایی دارد. اما علاوه بر اینها، زرتشت اهورامزدا را «تنها خدای غیرمخلوق»، دارای خرد بی‌پایان، نیک و خوب و خالق و نگهبان «اشه» دانسته و از این حیث، ابعاد جدیدی به پرستش او داده است. اما همان‌طور که انسان اَشَوان (اشه مند) در زمین با انسان‌های شریر (دَروَند) روبرو می‌شود، پس اهورامزدا هم دشمنی دارد که به گفته گاتاها او هم غیرمخلوق و البته «همزاد» اهورامزداست. این دشمن، «انگره مینو» (مینوی ناپاک) نام دارد.

### امشاسپندان
در گاتاها یک مرتبه گفته شده که اهورامزدا با «خرد» خود جهان را آفریده است؛ اما در جایی دیگر گفته شده که او این کار را از طریق «سپنتا مینوی» خودش به انجام رسانده است. رابطه میان سپنتا مینو و اهورامزدا به سادگی قابل تعیین نیست. نخستین عمل اهورامزدا به عنوان خالق، آفرینش ۶ «وجود» بود که سنت زرتشتی آن‌ها را «امشاسپندان» خوانده است. این‌ها ابعاد وجود اهورامزدایند که در کنار سپنتا مینو یک هفتگانه نیرومند را تشکیل می‌دهند. آنها هر کدام به یکی از هفت مخلوق مرتبط است؛ مثلاً انسان به سپنتا مینو تعلق دارد؛ یعنی متعلق به خود اهورامزداست.
زرتشت رابطه‌ای پیچیده میان اهورامزدا و امشاسپندان قائل است. آن‌ها به اندازه‌ای نزدیکند که زرتشت، به صورت استعاره‌ای، اهورامزدا را پدر «اشه» و «وهومنه» می‌خواند و از آرمیتی (سپندارمذ) به عنوان دختر او یاد می‌کند. اما این رابطه زمانی واضح‌تر می‌شود که زرتشت جمع اهورامزدا و یکی از امشاسپندان را با ضمیر مفرد – «تو» – خطاب می‌کند. به عنوان مثال، در یسنه ۲۹٫۱۰ می‌گوید که «ای اهورامزدا، ای اشه! اینان را از نیرو و شهریاری مینوی برخوردار کن!»
به عنوان خالق و نگهدار اشه، اهورامزدا نگهبان عدالت و دوست انسان عادل است. نتیجتاً زرتشت با اعتماد زیادی با او سخن می‌گوید و کمک می‌خواهد و «و مرا آرزوست که با تو دیدار و هَمپُرسِگی کنم.» از این رو مطابق گفته بویس، زرتشت «اطمینان» دارد که مشغول گفتگو با اوست. زرتشت «وظیفه» بازگویی حقیقت به نوع بشر را پذیرفته و زمانی که با مخالفت روبرو می‌شود، رو به سوی خدایش می‌کند و از او یاری می‌خواهد.

### دیوان
در ریگ‌ودا «دئوا» به معنی «الهی» است و «اسورا» معنی «پروردگار» دارد اما در گاتاها کلمه «دائوا» به نیروهای خدایی شریر اطلاق می‌شود. اما به نظر می‌رسد که دیوان همیشه بد نبوده‌اند؛ زرتشت در یسنه ۴۴٫۲۰ از اهورامزدا می‌پرسد که «ای مزدا! آیا دیوان تاکنون فرمان نیکی صادر کرده‌اند؟» عبارت مشابهی در ریگ‌ودا (۷٫۱۰۴٫۱۴) هم وجود دارد که شاعر، آگنی (یکی از دیوان) را به دلیل اینکه از او عصبانی است، سرزنش می‌کند. در واقع به نظر می‌رسد دیوان هندو احساسات مختلفی داشته‌اند و همیشه خیرخواه نبوده‌اند اما تکامل ثنویت در آموزه‌های زرتشت باعث شده تا دیوان را در طبقه نیروهای شریر قرار دهد. او خود در یسنه ۳۰٫۶ می‌گوید که دیوان بد هستند چرا که خود با آزادی جناح شریر این مبارزه کیهانی را انتخاب کرده‌اند.
حداقل از اوایل ۱۸۸۰ میلادی قرار دادن دیوان در دسته نیروهای شریر به عنوان اصلاحاتی که زرتشت بر دین ایرانی اعمال کرده در نظر گرفته شده است. با این حال هیچ مدرکی دربارهٔ وضعیت دیوان در ایرانِ قبل از زرتشت وجود ندارد. بنا به گفته پرودس اکتور شروو نسبت دادن این اصلاحات به زرتشت به دلیل مقایسه میان متون ایرانی و هندی بوده است.

### مسئله شر
با استناد به مسئله شر، اگر خدا نمی‌خواهد مشکلات و ناعدالتی‌های جهان را از بین ببرد، پس شریر است و اگر می‌خواهد اما نمی‌تواند، پس قادر نیست؛ نتیجتاً نمی‌تواند به‌طور همزمان نیک‌خواه و قادر مطلق باشد. ماهیت دوگانه مزدیسنا، زرتشت را به نخستین کسی بدل می‌سازد که پاسخی بر مسئله شر ارائه داد، یا چنان‌که جیمز آر. راسل می‌گوید، به شکل «ظریفی» رام‌نشدنی‌ترین راز تمام ادیان را حل کرد. راه‌حل ارائه شده توسط زرتشت، یعنی کشمکش میان اهورامزدا، آن نیک مطلقی که بدی در او وجود ندارد و اهریمن، آن شریری که نیکی در او وجود ندارد، کاملاً نوآورانه و بکر به نظر می‌رسد. در یک سو، او به پیروان اشه (راستی) وعده پیروزی نهایی خیر بر شر در نبرد پایانی را داد و در سوی دیگر، توضیحاتی منطقی برای موجودیت شر به دلیل وجود آزادی اختیار و دو حالت وجود یا موجودیت ارائه کرد.
پاسخ زرتشت به مسئله شر، بر موجودیت دو «مینو»، دو قدرت برابر که در گاتاها «همزاد» توصیف شده‌اند، استوار است. دو قدرت مطلق، خیر و شر، که نه تنها در جهان معنوی تجلی پیدا کرده‌اند، بلکه جهان مادی را نیز تحت تأثیر خود قرار می‌دهند. انگره مینو (مینوی شر)، شریر است چرا که با آزادی اختیار برگزیده که چنین باشد. سپنتا مینو (مینوی خیر) خود را در خلقت تجلی داده، حال آنکه انگره مینو خود را با ناپاکی و هجوم خشونت‌آمیز تجلی می‌دهد. ایرانشناس آلمانی والتر هنینگ می‌گوید: «از نظر من، ثنویتی از این نوع تنها می‌تواند بر پایه توحیدی از قبل موجود شکل بگیرد، بر پایه آن که یک خدا، یک خدای خوب، مسئول جهان است. به این دلیل، من می‌خواهم ادعا کنم دینی که زرتشت با آن تربیت شد کاملاً توحیدی بوده است. در نتیجه، دینِ زرتشت اعتراضی علیه یکتاپرستی است. هرکجا که یک دین توحیدی پا می‌گیرد – در صورتی که یک انسان با یک مغز درون کله‌اش در آن حوالی وجود داشته باشد – صدای چنین اعتراضاتی بلند می‌شود. هر ادعا مبنی بر اینکه دنیا توسط یک خدای خوب خلق شده باید این سؤال را به وجود بیاورد که چرا جهان خیلی از «خوب بودن» فاصله دارد. جواب زرتشت، که دنیا توسط یک خدای خوب و یک مینوی شریر، دو قدرت برابر، خلق شده پاسخ کاملی است: این یک پاسخ منطقی است.» جیمز بوید و دونالد کروسبی در بررسی نظر هنینگ می‌گویند که این پاسخی خردگرایانه برای خلق جهان توسط خدا — برای اینکه انسان به او در نبرد با نیروهای شر یاری رساند — هم هست و به علاوه تصویر قانع‌کننده‌ای از خدا به عنوان خیر مطلق ارائه می‌کند و به انسان، به عنوان همکار اهورامزدا که آزادانه می‌تواند دعوت خدا را بپذیرد یا رد کند، مقامی والا و جایگاهی مهم می‌دهد؛ اما این سؤال را ایجاد می‌کند که برابری دو مینوی همزاد چطور با پیروزی قطعی نیروهای خیر که زرتشت وعده‌اش را داده از نظر فلسفی و دینی سازگار است؟ اگر پیروزی اهورامزدا قطعی است، «آیا این دوباره همان مشکل سنتی ادیان را زنده نمی‌کند؟» فاکس به این موضوع اضافه می‌کند که «آیا می‌شود همزمان پیروزی نهایی اهورامزدا را قطعی دانست و هم پذیرفت که او در آغاز با یک نیروی شریر برابر بوده است؟» بوید و کرسبی معتقدند اگر زرتشت دو نیرو را برابر می‌دانست، دیگر دلیلی نداشت که پیروزی نیکان را پیش‌بینی کند و به علاوه، این موضوع انسان‌ها را وارد یک «قمار نامطمئن» دربارهٔ انتخاب خدای پیروز می‌کند.

در ابتدا آن دو مینوی همزاد در پندار و کردار و گفتتار [یکی] نیک و [دیگری] بد با هم صحبت کردند.
از آن دو، نیک‌آگاهان راست را برگزیدند، نه دژآگاهان
آنگاه که آن دو مینو به هم رسیدند، نخست زندگی و نازندگی را بنیاد کردند و این‌گونه باشد پایان هستی:
 «بهترین منش» پیروان اشه را و «بدترین زندگی» هواداران دروج را خواهد بود

شیکد و پس از او ماری بویس تلاش کردند این موضوع را با شرح اینکه اهریمن موجودیت گیتیایی ندارد و تنها در حالت مینویی می‌تواند با اهورامزدا رقابت کند، حال آنکه اهورامزدا می‌تواند موجوداتی گیتیایی خلق کند تا به او در نبرد یاری رسانند حل کنند؛ نتیجتاً کفه به سمت نیروهای خیر سنگینی می‌کند. بویس می‌گوید «شر برای زرتشت چیزی است که در دام می‌اندازد و مخلوقات سپنتا مینو را به نابودی می‌کشاند.» نظر بویس بر این استوار است که زرتشت در یسنه ۳۰٫۴ ذکر کرده که از میان دو مینوی همزاد، «یکی زندگی را خلق کرد و دیگری نازندگی را.» برداشت شیکد و بویس نسبت به هنینگ این برتری را دارد که دیگر ضروری نیست مفاهیم مشکل‌دار «قادر مطلق» و «آگاه مطلق» به اهورامزدا نسبت داده شود تا بتواند کشمکش کیهانی را پیروز شود، بلکه انسان‌ها سرنوشت نبرد را رقم می‌زنند؛ به علاوه، این نظریه به زندگی انسان یک «معنی واقعی» می‌بخشد. هرچند این برداشت هم مشکلات خودش را دارد؛ به عنوان مثال بویس شخصاً اشاره می‌کند که سنت زرتشتی خلق موجوداتی چون گرگ را به اهریمن نسبت می‌دهد و شیکد می‌گوید که هیچ اشاره‌ای در اوستا نیست که نشان دهد اهریمن توانایی خلق گیتیایی ندارد. از دید فلسفی هم عدم موجودیت مادی دلیل کافی برای شکست قطعی اهریمن به حساب نمی‌آید.
برداشت سومی هم وجود دارد که افرادی چون فاکس، زنر و گرشویچ از آن پشتیبانی می‌کنند: سپنتا مینو و اهورامزدا یکی نیستند. این محققان اشاره به «دو مینوی همزاد» در گاتاها را مورد استناد قرار می‌دهند و برداشت می‌کنند که در واقع سپنتا مینو و انگره مینو فرزندان اهورامزدا هستند و مانند اهورامزدا آزادی اراده دارند؛ اهورامزدا خود راستی را انتخاب کرد اما انگره مینو که دروغ را برگزیده، باید در نهایت نابود شود. آن‌ها استدلال می‌کنند اگر، مطابق یسنه ۴۷٫۳، اهورامزدا «پدر سپنتا مینو» است و سپنتا مینو و انگره مینو همزادند، طبیعتاً اهورامزدا باید پدر انگره مینو هم باشد. نتیجتاً آموزه‌های زرتشت بر «یکتاپرستی» استوار است. اما این موضوع توسط گاتاها پشتیبانی نمی‌شود؛ فاکس خود معترف است که «زرتشت در هیچ‌کجا به‌طور واضحی حرف از یکتاپرستی نمی‌زند.» به علاوه، هاتِ «همزاد بودن دو مینو» هیچ اشاره‌ای به پدر مشترک آنان نمی‌کند و تنها می‌تواند منظور این باشد که در یک زمان پا به عرصه وجود گذاشته‌اند. همچنین اشاره یسنه ۴۷٫۳ به «پدر سپنتا مینو» بودن اهورامزدا احتمالاً معنایی جز ارتباط نزدیک آن دو و حتی یکی بودن آن‌ها ندارد. مشکل فلسفی این برداشت آن است که اگر اهورامزدا، آنطور که زنر ادعا می‌کند، قادر مطلق است پس نباید اهریمن به طریقی مخلوق خود او باشد؟ فاکس پاسخ می‌دهد که اهورامزدا با خلق موجودات آزاد، نیروهای «باالقوه شریر» خلق می‌کند که باز سؤال ایجاد می‌شود: «اگر اهورامزدا می‌داند که آن‌ها رو به شرارت خواهند گذاشت، پس چرا خلقشان می‌کند؟» در مجموع، بنا به گفته گراردو نیولی، ثنویت در قلب آموزه‌های زرتشت قرار دارد و با قرار دادن اهورامزدا در جایگاهی بالاتر نسبت به دو مینو، نمی‌توان منکر دوگانگی آن شد. هرچند نیولی معتقد است در آموزه‌های زرتشت، «ثنویت قدرتمند» و «گرایش‌هایی یکتاپرستانه» هم‌زیستی دارند. نیولی در کتاب زم‍ان و زادگ‍اه زرت‍ش‍ت با اشاره به پدری اهورامزدا برای سپنتا مینیو، و همزاد خوانده شدن دو مینوی متقابل، اهورامزدا را پدر و خاستگاه هر دو مینو دانسته است. وی با تأکید بر اینکه ثنویت مطرح شده در گاهان صرفاً ثنویتی اخلاقی و فلسفی است، همزاد بودن دو مینو را به معنی برابری و یکسانی طبیعت آن دو گرفته است. فرانتس کونیگ در دانشنامه بریتانیکا می‌نویسد «زرتشت به دلیل یکتاپرستی آشکار (خدایی، که او را اهورامزدا یا «پروردگار حکیم» خوانده است) و همچنین دوگانه‌انگاری ادعایی وی (مشهود در تمایز آشکار بین نیروهای نیک و نیروهای شر) مورد توجه دانشمندان بوده است.» به عقیده چنگیز مولایی در تاریخ جامع ایران، «خداشناسی زرتشتی بر مبنای اعتقاد به یگانگی و یکتاپرستی اهورامزدا، پرستش و نیایش و رواج نام این خدای یگانه شکل گرفته است.»

### آزادی اختیار
ای مزدا! آنگاه که تو در آغاز، تن و دین ما را آفریدی و از منش خویش [ما را] خرد بخشیدی، آنگاه که جان ما را تن پدیدآوردی، آنگاه که ما را نیروی کارورزی و گفتار رهنما ارزانی داشتی، [از ما خواستی که] هرکس باور خویش را به آزاد کامی بپذیرد.

زرتشت در گاتاها به وضوح از آزادی اختیار بشر سخن رانده است. او در یسنه ۳۱ اهورامزدا را خطاب قرار داده و به او می‌گوید «[تو از ما خواستی] هرکس باور خویش را به آزاد کامی بپذیرد.» بنا به آموزه‌های زرتشت، هرکسی دیر یا زود در عمر خود باید از میان خیر و شر یکی را انتخاب کند. او برخورد میان خیر و شر را به این جهان محدود نمی‌داند؛ در همه سطوح، چه در میان حیوانات، چه در میان انسان‌ها و حتی در میان ایزدان و دیوان، و همین‌طور در هر دو جهان معنوی و جهان مادی، برخورد این دو است که اتفاقات را رقم می‌زند. نتیجتاً، آزادی اختیار به بشر محدود نیست و همه موجودات باید از میان خیر و شر انتخاب کنند. زرتشت آزادی اختیار را هدیه‌ای از جانب اهورامزدا می‌داند، اما به خوبی درک می‌کند «حق آزادی» می‌تواند به معنی «حق انتخاب شر» هم باشد. در همین باب، کلمه اوستایی وَرِنهَ که به معنی آزادی اختیار است، در پهلوی (به شکل وَرَن) به معنی «بدعت» هم استفاده می‌شده است.
اما آزادی اختیار می‌تواند منجر به مشکل دیگری شود: «تمایز خیر از شر همیشه ساده نیست.» این چیزی است که زرتشت عمیقاً به آن باور دارد. در نتیجه، در گاتاها به دفعات اهورامزدا را خطاب داده و از او دربارهٔ چگونگی انتخاب راه اشه سؤال می‌کند. چنان‌که در یسنه ۴۴ می‌گوید «ای اهورا! از تو می‌پرسم… کدام یک از اینان که با آنان سخن می‌گویم، اَشَوَن و کدام یک دُروَند است؟» او خود را آن که «اهورامزدا برای هر دو گروه برگزیده» می‌داند و وعده می‌دهد که «به سوی شما می‌آیم تا زندگی را به پیروی از «اشه» سر آوریم.»
احتمالاً به سبب این باور راسخ که خود از پیروان «اشه» است، باشد که زرتشت در در یسنه ۳۰ اعلام می‌دارد با «گوش‌ها[ی خویش] بشنوید بهترین [سخنان] را و ببینید با منش روشن، هر یک از شما – چه مرد و چه زن – پیش از رویداد بزرگ… از میان دو راه [یکی را] برگزینید و این [پیام] را [به دیگران] بیاموزید.» سپس توضیح می‌دهد که چگونه آن دو مینوی همزاد یکی در پندار و گفتار و کردار نیک سخن گفت و دیگری بد؛ و نیک‌آگاهان راستی را برمی‌گزینند.

### جایگاه زنان
در گاتاها، زرتشت هرگز مردان را به تنهایی مورد خطاب قرار نمی‌دهد. معمولاً از کلمات خنثی استفاده شده یا زنان و مردان در کنار یکدیگر مورد خطاب واقع شدند. بنا به گفته هینتس، این «برابری جنسیتی در پیام، ظاهری مدرن به این دین باستانی داده است.» با این حال، «اهورامزدا» کلمه‌ای مذکر است؛ زرتشت او را پدر امشاسپندان خوانده است، از جمله پدر سپنتا آرمیتی (سپندارمذ) که امشاسپندی مؤنث است و نامش با زمین گره خورده. این جنسیت در سطح ایزدی بیش از هرچیز توسط یک نیایش پهلوی بازتاب داده شده است: «مادر من سپندارمذ است و پدرم اورمزد.» اشه و اَشَوان الفاظی خنثی هستند.
گاتاها (و به‌طور کلی اوستا) زنان را از نظر عاملیت اخلاقی و دینی با مردان در یک مرتبه برابر قرار داده است. در لهجه گاتی اوستایی، زن jaini است و مرد nar؛ این دو کلمه معمولاً در کنار یکدیگر قرار گرفته‌اند، مانند یسنه ۵۳٫۶ که «مردان و همین‌طور زنان» به کار رفته است. همچنین، gənā یک مرتبه در کنار nar (مرد) استفاده شده است و آن عبارت را معمولاً «یک مرد یا یک زن اشرافی» ترجمه کرده‌اند. نتیجتاً، gənā به موجودی مؤنث انسانی اشاره دارد، اما در دو مرتبه دیگری که gənā استفاده شده، به نیروهای ایزدی مؤنث اطلاق گردیده است.
نویسنده یسنه هپته‌هایتی (یسنه هفت‌هات) مشخص نیست، اما پنج هات از هفت هات با لهجه یکسانی نسبت به گاتاها نوشته شده‌اند و جوانا نارتن پیشنهاد داده است که خود زرتشت نویسنده آن است. در هپته‌هایتی، دو مرتبه عبارت «یک مرد یا یک زن» و دو مرتبه عبارت «از مردان و زنان» به کار رفته است.

### مسئولیت انسان
در گاتاها اشاراتی وجود دارد مبنی بر اینکه انسان، در روز رستاخیز، برای اعمال بازخواست خواهد شد. هرچند این اشارات، نسبتاً اندکند و بعدها در اوستای متاخر و متون پهلوی توسعه یافته‌اند. زرتشت در یسنه ۳۱ از اهورامزدا می‌پرسد که «چگونه گذشت و چگونه خواهد گذشت؟ اَشَوَنان و پیروان دروج را چه پاداشی در دفتر زندگانی نوشته خواهد شد؟» عباراتی مانند «گرو دمانه» (سرای سرود)، «دمانه ونهیوس مَنَنهو» (سرای منش نیک) و انهیوش وهیشته (بهترین موجودیت) به نظر می‌رسد به پاداش‌هایی که در انتظار آنان پیروان نیکی است، اشاره داشته باشد. در تضاد با این‌ها، به «دروجو دمانه» (سرای دروغ) هم اشاره شده که سزای کسانی خواهد بود که اعمال زشتشان بیش از کارهای نیکشان باشد.
از پلی با نام چینود (چینوَتو پرتو) هم در گاتاها یاد شده است که در اوستای متاخر و متون پهلوی با جزئیات بیشتر توصیف شده است. با این حال نمی‌توان با قطعیت گفت که فرجام‌شناسی که در گاتاها توضیح داده شده است، مربوط به داوری اشخاص اشاره دارد، یا داوری جهانی. سروش ایزدی است که در گاتاها با داوری نیکان و شریران مرتبط دانسته شده است.
یکی از واضح‌ترین عبارات فرجام‌شناسانه گاتاها، سوشیانت است. این عبارت را در ابتدا احتمالاً به خود زرتشت اطلاق می‌کردند. در گاتاها به آهن گداخته هم اشاره شده است که البته در فضای سروده‌های زرتشت مشخص نیست به چه موضوعی اشاره دارد. در نوشته‌های پهلوی که دربارهٔ رودی از آهن گداخته نوشته‌اند که نیکان به آسانی از آن عبور می‌کنند که احتمالاً برپایه همین اشاره است. همچنین مشخص نیست که به اندیشه بازخیزش مردگان از مرگ در زمان سرایش گاتاها وجود داشته است، یا خیر. لومل معتقد است که یسنه ۳۰٫۷ و ۳۴٫۱۴ به همین موضوع مربوط هستند. زرتشت در یسنه ۳۴٫۱۴ از بخشیده شدن پاداشی آرمانی به «تن و جان» پیروان منش نیک (وهومنه) و اشه سخن رانده است.

## گاتاها
ای اهورامزدا! به‌راستی تو را پاک شناختم؛ آنگاه که «وهومنه» نزد من آمد و پرسید:
– «کیستی و از کدامین خاندانی و در برابر پرسش‌ها و دو دلی‌های روزانه زندگی خویش و جهان پیرامون خود، کدامین راه را می‌نمایی و می‌شناسانی؟»
آنگاه نخست بدو گفتم: «منم زرتشت که با همه توش و توان خویش، دشمن سرسخت دروندان و پناه نیرومند اَشَوَنانم.»

گاتاها که زرتشتیان زرتشت را سراینده آن می‌دانند، مجموعه‌ای از ۱۷ سرود (هات) است که در پنج بخش (یسنه ۲۸–۳۴، ۴۳–۴۶، ۴۷–۵۰، ۵۱ و ۵۳) مرتب شده‌اند. یسنه ۵۳ (گات پنجم) که تنها یک هات است، نسبت به سایرین قدری نامعمول است. زرتشت این گات را برای مراسم عروسی کوچک‌ترین دختر خود پوروچیستا سروده است. در ۱۶ هات دیگر، نام زرتشت ۱۳ مرتبه ذکر شده است. در یسنه ۴۳، در پاسخ به سؤال «کیستی؟»، شاعر مستقیماً و به‌طور واضح پاسخ می‌دهد «منم زرتشت» اما در بیشتر موارد دیگر زرتشت به صورت دوم یا سوم شخص خطاب شده است. برخی محققان مثل کلنز این مسئله را دلیل محکمی برای رد کردن سرایش گاتاها توسط زرتشت می‌دانند، اما سوم شخص خطاب شدن به عقیده هلمت هامباخ احتمالاً تنها یک آرایه ادبی است که در سروده‌های ریگ‌ودا هم دیده می‌شود. به گفته هامباخ، خواسته طبیعی هر عابدی است که نام خود را از زبان معبود خود بشنود.

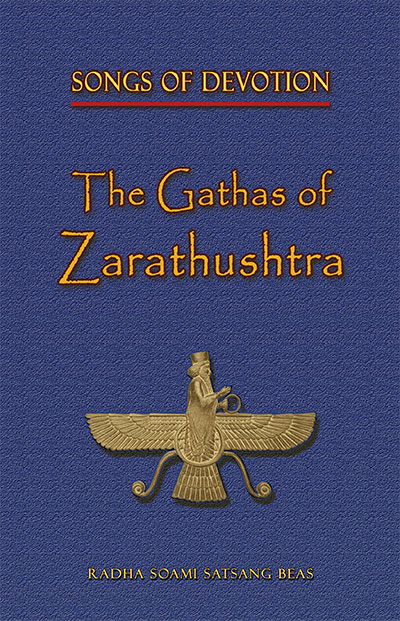
گاتاها سروده‌های زرتشت سپیتمان.

در سراسر ۱۶ هات، یک شیوه تفکر تقریباً یکپارچه نمایان است: زرتشت تلاش می‌کند با سروده‌هایش اهورامزدا را خشنود کند، دانش خود را نمایش دهد و به پیروان خود امید آینده‌ای بهتر، چه در جهان مادی و چه در جهان معنوی، بدهد. شیوه شاعر در استفاده از آرایه بخش‌گویی قابل توجه است؛ در برخی موارد به جای «من» از «روان من» یا به جای «گاو» از «روان گاو» استفاده شده است. یسنه ۴۷ (واقع در گات سوم) که کوتاه‌ترین هات نیز هست، از نظر ادبی نسبت به سایر بخش‌ها برتری دارد؛ به گفته هامباخ، این هات به معنای واقعی کلمه یک «اثر ادبی» است.
مفاهیم دوگانه در گاتاها کاملاً نمایان است. زرتشت در یسنه ۳۰ از این می‌گوید که در آغاز، آن دو مینوی همزاد یکی پندار، گفتار و کردار نیک را برگزید و دیگری پندار، گفتار و کردار بد را. یکی زندگی را بنیاد نهاد و دیگری نازندگی را. بهترین منش سهم پیروان اشه است و بدترین زندگانی هواداران دروج را خواهد بود.

اگر چه زرتشتیان امروز قبول دارند که خود زرتشت سراینده گاتاهاست، در هیچ‌کجای منابع سنتی زرتشتی چنین موضوعی ذکر نشده است. نظریه سروده شدن گاتاها توسط زرتشت، در واقع، نخستین بار توسط محققان غربی طرح شد. ظاهراً مارتین هاوگ (۱۸۲۷–۱۸۷۶)، زبان‌شناس آلمانی که چندین سال را در هند در میان موبدان زرتشتی سپری کرد، نخستین کسی بود که این موضوع را متذکر شد. او پی برد اوستا به لحاظ زبان‌شناختی به دو لهجه مختلف نوشته شده است. در مقاله‌ای به سال ۱۸۶۲ میلادی، هاوگ با اشاره به این دو نکته که تنها در گاتاهاست که زرتشت به صورت اول شخص خطاب شده و اینکه در سروش‌یشت، آن ایزد به عنوان نخستین کسی که «پنج گاهان سپیتمان زرتشت» را به شیوه‌ای صحیح برخواند ستوده شده است، از نظریه خود دفاع کرد.

بشود که آنان نزد ما آیند، با نیرو، با پیروزی، با تندرستی، با درمان، با فراوانی، با بالندگی، با آمرزش، با یاوری، با نیک‌خواهی، با اشه، با رادی و با دهش؛ آن «ستوت یسنیه» ها، آنچنان که مزدای توانا آنان را پیروزمند و جهان‌آرای بیافرید، نگاهبانی جهان اشه را؛ پاسداری جهان اشه را؛ یاوری پاداش‌گیران را و پاداش‌بخشان را و سراسر آفرینش اشه را.

اما مایکل استاوسبرگ معتقد است این نظریه با آنچه اوستا از خود می‌نماید همخوانی ندارد. بنا به اوستا، هسته اصلی که ستوت یسنیه نام دارد و گاتاها را نیز شامل می‌شود، توسط خود اهورامزدا خلق شده است؛ به بیان دیگر، اگر قرار باشد با استناد به اوستا، مؤلفی برای گاتاها در نظر گرفته شود، آن اهورامزداست، نه زرتشت. این موضوع در متون پهلوی هم ذکر شده است. بنا به گفته دینکرد، اهورامزدا در گاتاها، گاهی از زبان زرتشت سخن می‌گوید، گاه از زبان امشاسپندان و گاه از زبان دیگر ایزدان، اما هر آنچه آمده گفته‌های اهورامزدا خطاب به زرتشت است. بنا به گفته وایتلی، این مشکل از آن جهت است که نویسندگان متون پهلوی موفق نشده‌اند میان زرتشتِ گاتاها و زرتشت اسطوره‌های پسین تمایز قائل شوند.
در گاتاها، زرتشت به شکل یک انسان کاملاً عادی که خود را در یک مأموریت بزرگ می‌بیند، ظاهر می‌شود. در ابتدا، ناامید است و آن را غیرممکن می‌داند، اما به مرور با افزایش باورش به پیروزی نهایی نیکی، اعتماد به نفس بیشتری پیدا می‌کند. باور راستین او و آنگونه که با جدیت خواسته‌های خود از اطرافیانش را مطرح می‌کند، نشان از یک اصلاح‌گر واقعی دارد؛ اصلاحات دینی که به زرتشت نسبت داده می‌شود، برای به وقوع پیوستن نیازمند یک «رهبر» یا کسی که آن‌ها را آغاز کند، بوده‌اند.

## زرتشت از دید ادبیات فارسی
پرداختن به زرتشت در ادبیات فارسی موضوعی چالش‌برانگیز بوده است؛ چنان‌که احتمالاً قتل دقیقی که حداقل در ظاهر مسلمان بوده، به خاطر تمایلات او به دین مزدیسنا و با انگیزه‌های دینی رخ داده است. فردوسی در شاهنامه بخش‌های مربوط به زرتشت و گسترش دین او را مستقیماً از سروده‌های دقیقی برداشته است. او خود سبب این کار را به خواب دیدن دقیقی عنوان کرده، اما احتمالاً دلیل اصلی این عمل فردوسی، شانه خالی‌کردن از سرودن دربارهٔ چنین موضوع مناقشه‌آمیزی که می‌توانسته برای او خطر آفرین شود، بوده است.

یکی زردشت‌وارم آرزویست/ که پیشت زند را خوانم از بر

در شاهنامه به‌طور کلی تصویر مثبتی از زرتشت مجسم شده است. سرایش این اثر، پیش از فردوسی به دقیقی سپرده شده بود. او، برخلاف فردوسی که کتاب را از آغاز آفرینش انسان شروع می‌کند، بنا داشت که زندگی زرتشت را مبدأ کتاب خود در نظر گیرد. در بخش مربوط به زرتشت در شاهنامه، پس از اینکه گشتاسپ دین زرتشت را می‌پذیرد، ایران به آرمان‌شهری تبدیل می‌شود که همه مردم آن در صلح و آرامشند. اگرچه زرتشت به عنوان یک پیامبر یکتاپرست ظاهر می‌شود، اما نبردهای سپاه ایران و سپاه توران در داستان شاهنامه، همان دوگانه سپاه روشنایی و سپاه تاریکی را یادآوری می‌کند. چون گشتاسپ دین مزدایی را می‌پذیرد، آتشکده‌های بسیار برپا می‌کند. سپس زرتشت به عنوان مدافع استقلال ایران به تصویر کشیده می‌شود و پادشاه را از پرداخت خراج به ارجاسپ تورانی بازمی‌دارد:
| به شاه کیان گفت زردشت پیر   |  | که در دین ما این نباشد هژیر |
| که تو باژ بدهی به سالار چین |  | نه اندر خور دین ما باشد این |

به می سجاده رنگین کن گرت پیر مغان گوید/ که سالک بی‌خبر نبود ز راه و رسم منزل‌ها

در ادبیات فارسی دین زرتشت با عشق و می‌گساری هم در پیوند است. چنان‌که دقیقی این دین را در کنار لب یاقوت‌رنگ، نالهٔ چنگ و می خوش‌رنگ یکی از چهار چیز مهم زندگی‌اش برمی‌شمارد. اگرچه دقیقی اینجا احتمالاً دین خود را معرفی می‌کند، اما در اعصار بعدی نوعی نمادپردازی در کار است. سنایی به می‌گساری با مغان اشاره دارد و عطار در مختارنامه از زبان مختار می‌نویسد که آماده است دینش را به خاطر عشق مسیحیت یا مزدیسنا تغییر دهد. اما اوج این موضوع در اشعار حافظ نمایان است. او «پیر مغان» که همان زرتشت باشد، را «مرشد» خود می‌داند و به دفعات به او اشاره می‌کند. چنان‌که در بیتی می‌گوید «منم که گوشه میخانه خانقاه من است – دعای پیر مغان ورد صبحگاه من است.» اشارات حافظ به «مغان» یا «دیر مغان» معمولاً با اشاره به یار، باده یا چنگ‌نوازی همراه است. آنگونه که، به عنوان مثال، گوید:
| در دیر مغان آمد یارم قدحی در دست |  | مست از می و میخواران از نرگس مستش مست |

موضوع برجسته دیگری که دربارهٔ زرتشت در ادبیات فارسی وجود دارد، این است که، حتی در نوشته‌ها و اشعار ادیبان زرتشتی، او را با عناوین اسلامی چون «نبی» و «رسول» خطاب کرده‌اند. به عنوان مثال، ملا فیروز (۱۷۵۷–۱۸۳۰) موبد زرتشتی هندی، زرتشت را «نبی دارای کتاب»، «رسول خدا» و «پادشاه انبیا» خطاب می‌کند. در زراتشت‌نامه، نوشته کیکاووس بن کیخسرو (قرن ۱۳ میلادی)، شاعر معمولاً از لفظ زرتشتی «پیغمبر» استفاده کرده است؛ اما در لحظه‌ای که زرتشت با گشتاسپ روبرو می‌شود، خود را «رسول خدا» خطاب می‌کند. البته در همین اثر، کلمه رسول به دیگر ایزدان هم اطلاق شده است.
در ادبیات فارسی نقل است که زرتشت پس از پذیرفتن دین توسط گشتاسپ، سروی را از بهشت آورد و آن «سرو آزاده» در نزدیکی اولین آتشکده در کشمر کاشته شد. اشعار دقیقی در شاهنامه قدیمی‌ترین منبعی است که این را روایت کرده، اما این داستان ریشه در سنت زرتشتی دارد. تاریخ بیهق از دو سرو نام می‌برد و محل کاشت آن یکی را در قریه فریومد (سبزوار) می‌داند. سرو کشمر در زمان متوکل و به دستور او قطع شد؛ چون آن درخت را برای وی تشریح و توصیف کردند، دستور قطع سرو را برای طاهر بن عبدالله صادر کرد تا چوب‌های آن را برای خلیفه به سامره بفرستند و از آن‌ها در جهت استفاده در ساختمان قصر جدیدش بهره گیرد. بنا به ثعالبی «پس گبرگان جمله جمع شوند و خواجه ابوالطیب را گفتند ما پنجاه هزار دینار زر نیشابوری خزانه خلیفه را خدمت کنیم درخواه تا از این بریدن درخت درگذرد، چه هزار سال زیادت است تا آن درخت کاشته‌اند» اما طاهر که علاقه‌ای به نادیده گرفتن فرمان خلیفه نداشت به آنان گفت: «متوکل نه از آن خلفا و ملوک بود که فرمان وی را رد توان کرد.» او پس از قطع درخت، چوب‌های حاصله را با شتر به سامرا فرستاد که این اقدام بالغ بر پانصد هزار درهم هزینه دربرداشت. به هر روی متوکل پیش از رسیدن درخت به سامرا توسط غلامان ترک خود کشته شد.

## زرتشت از دید زرتشتیان معاصر
در دهه ۱۹۲۰، ترجمه فارسیِ ابراهیم پورداوود از گاتاها و یشت‌ها در بمبئی به چاپ رسید. پورداوود با هدف نمایش شکوه و عظمت ایران باستان، زرتشت را یکی از اجداد دلیر و عادل ایرانیان نمایانده بود و این تصویر مثبت بر احترام مزدیسنا نزد زرتشتیان لیبرال ایرانی هند افزود. همچنین تلاش‌های اروپاییان برای درک زبان و بیانات دینی اوستا از دهه ۱۸۶۰ بر زرتشتیان اثرگذار بود. از آن زمان، بسیاری از نویسندگان زرتشتی تلاش کرده‌اند برداشت خود از گاتاها و اهداف زرتشت را ابراز کنند. ترجمه ادبی گاتاها به نام ترانه‌های الهی زرتشت (۱۹۵۱) و تفسیر آن از دیدگاهی دینی نوشته ایرج تاراپوروالا، یکی شاگردان بارتولومه، نمونه‌ای از همین آثار است. این شیوه توسط زرتشتیان دیگری نیز پی گرفته شده است و آنان به‌طور کلی گاتاها را سروده زرتشتِ تاریخی می‌دانند.
مانک‌جی نوشیروان‌جی دهالا، موبد پارسی اهل هند، زرتشت را «نمونه کامل خرد» در جامه‌ای الهی می‌دانست که معلم خودش بود و از طریق تفکر و مشاهده می‌آموخت و برداشت او در آثار بسیاری از نویسندگان زرتشتی معاصر یافت می‌شود. به‌طور کلی آن‌ها زرتشت را «متعلق به همه اعصار و مردمان» می‌دانند. اما بحث‌ها دربارهٔ ماهیت او ادامه دارد؛ برخی زرتشت را فیلسوف و محققی روشن‌فکر اما فانی می‌یابند و گروهی دیگر، اعتقاد دارند زرتشت امشاسپندی در جسمی زمینی بود. اختلاف دیگر بر سر تعالیم اوست. «اصلاح‌طلبان» زرتشتی در ایران و هند فقط گاتاها را پیام زرتشت می‌دانند و بر جنبه متافیزیکی آموزه‌های او تأکید دارند. آن‌ها اعتقاد دارند زرتشت یکتاپرست بود و از تشریفات مذهبی دوری می‌جست. «سنت‌گرایان» زرتشت را یک روحانی می‌دانند و بر اهمیت تشریفات مذهبی اصرار دارند. هر دو گروه ثنویت اخلاقی زرتشت (دعوت انسان‌ها به انتخاب نیکی در نبرد خیر و شر) را قبول دارند اما دربارهٔ ثنویت کیهانی میان آن‌ها اختلاف نظر وجود دارد. علی‌رغم اختلافات درون‌دینی، زرتشتیان هرگز در موجود تاریخی زرتشت تردید نداشته‌اند، اما اخیراً برخی از آنان  دربارهٔ نظرات محققان غربی که اعتقاد به عدم‌موجودیت تاریخی او دارند، ابراز گله کرده‌اند.

## زرتشت از دید ادیان دیگر

### در آیین مانی

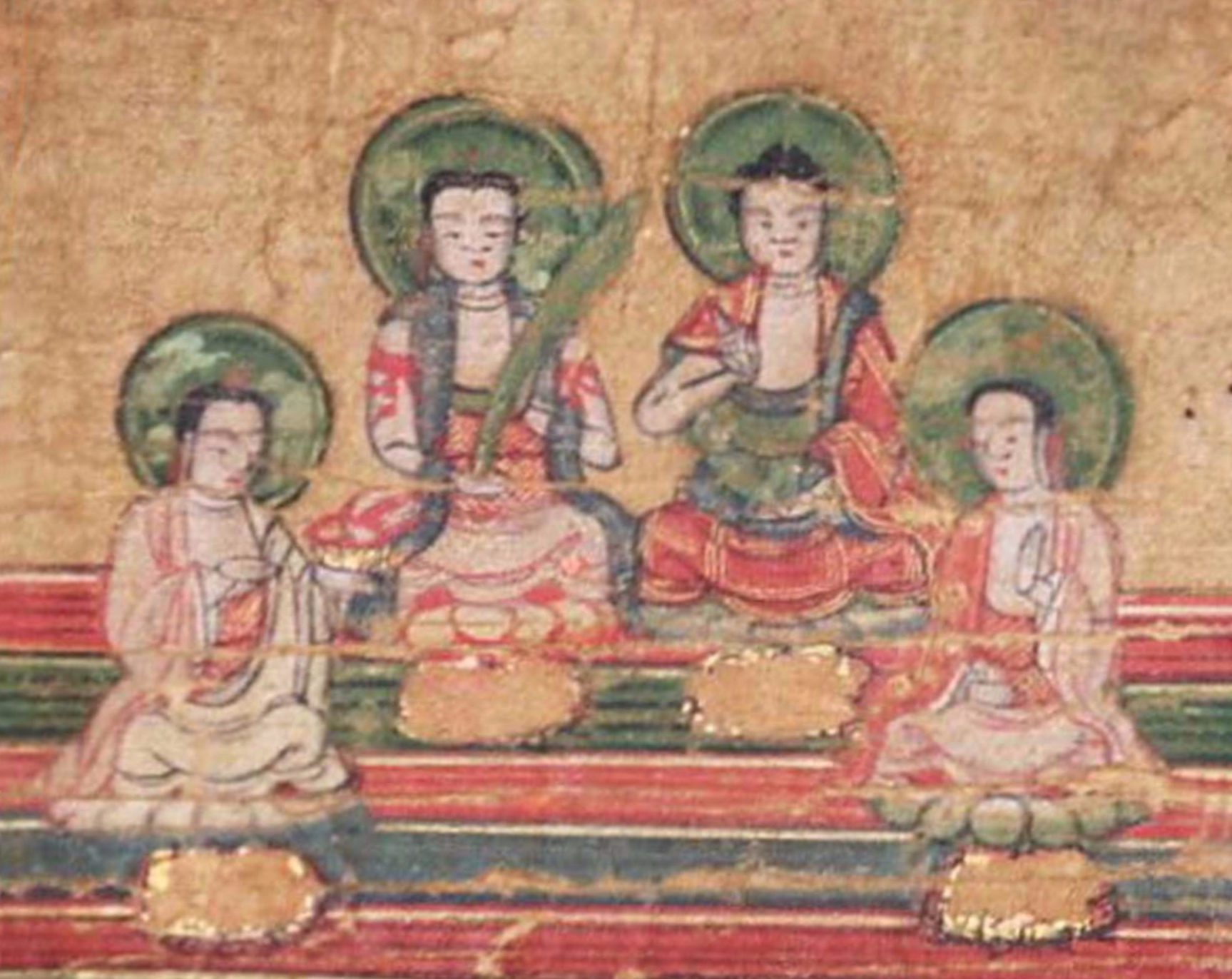
چهار پیامبر آیین مانوی، در نقاشی «نمای مانوی جهان» مربوط به دوران حکومت دودمان یوان (۱۲۷۱–۱۳۶۸) بر چین. (چپ به راست): مانی، زرتشت، بودا و عیسی.

مانی چهار ساله بود که توسط پدر خود به یک انجمن الخسائی برده شد. الخسائیه یک فرقه یهودی-مسیحی بود. اما چون به مرور با سنت‌های زرتشتی آشنا شد، انجمن مذکور را ترک کرد و در ۲۴ سالگی شروع به تبلیغ آیین خود نمود. اساس اصلی دین مانی بر «دوگانگی نور و تاریکی» و موجودیت «سه زمان» استوار بود؛ هر دو مسئله از آموزه‌های زرتشت ریشه گرفته‌اند.

مانی که نظیر زرتشت جهان را صحنه نبرد نیروهای خیر و شر می‌دید، بر آن بود که بشر در دام نیروهای تاریک افتاده است و جبهه نور برای اینکه انسان‌ها را نجات دهد، افرادی نظیر زرتشت، بودا و عیسی را به سوی آن‌ها فرستاده است. اما آموزه‌های فرستادگان پیشین، ناکامل است و مانی که سرآمد آن‌هاست، آمده است تا هرچه آن سه تن گفته‌اند را کامل کند. او معتقد بود که دین جدیدش شامل همه ادیان قدیم، از جمله مزدیسنا، است.

اگر خواهان‌اید، گواهی پدران نخستین را به شما آشکار می‌کنم:
زرتشتِ رهایی‌بخش پارسا، آن‌گاه که با نفس خویش سخن می‌گفت،
[بگفتا:] «مستیِ بزرگی است [ای] که خفته‌ای، بیدار شو و مرا بین
درود بر تو از شهر رامش، چه از برای تو فرستاده شده‌ام.»

در نوشته‌های مانوی که از خرابه‌های معابد مانوی در چین پیدا شده، از زرتشت و دین او با احترام یاد شده است. در این نوشته‌ها، نام زرتشت را در ایغوری «زروشچ بورخان» نوشته‌اند. این کلمه بورخان که حدود ده مرتبه در این نوشته‌ها تکرار شده، به معنی «پیامبر الهی» است. این نوشته‌ها به شرح پیکارهای زرتشت و پس از او مانی با جادوگران بابل می‌پردازند.
در متن دیگری به زبان پهلوی که در تورفان پیدا شده است، از زرتشت در کنار سروش یاد شده است. در متن دیگری که البته بخش نخستین آن در نوشته دست‌نویس از بین رفته است، آمده «... سرور نامدار و پیشوای دین مزدیسنا.» که قسمت افتاده باید «زرتشت» باشد؛ یعنی جمله به شکل «زرتشت، سرور نامدار و پیشوای دین مزدیسنا» کامل شود.
متن دیگری هم در میان نوشته‌های مانوی موجود است که شاید اشاره‌ای به زرتشت داشته باشد. در این متن آمده: «بیا، [ای] منجی‌ام، به ستایش، [ای] بَغ زنده! مانیِ سرور! با سه پسر خدا.» منظور از سه پسر خدا، می‌تواند زرتشت، عیسی و بودا باشد. «پسر خدا» به همین شکل (بَغ‌پوهر) دو مرتبه در نوشته‌های مانوی به عیسی اطلاق شده است و دور از ذهن نیست که به بودا و زرتشت نیز اطلاق شود.
زرتشت موضوع یک سرود مانوی که در دست‌نویس M-7-1 از نوشته‌های مذکور کشف شده است و به زبان پارتی می‌باشد، است. در این سرود از زرتشت به عنوان «رهایی‌بخش پارسا» که در دام جهان مادی گرفتار شده، یاد شده است.

### در اسلام

#### قرآن و احادیث

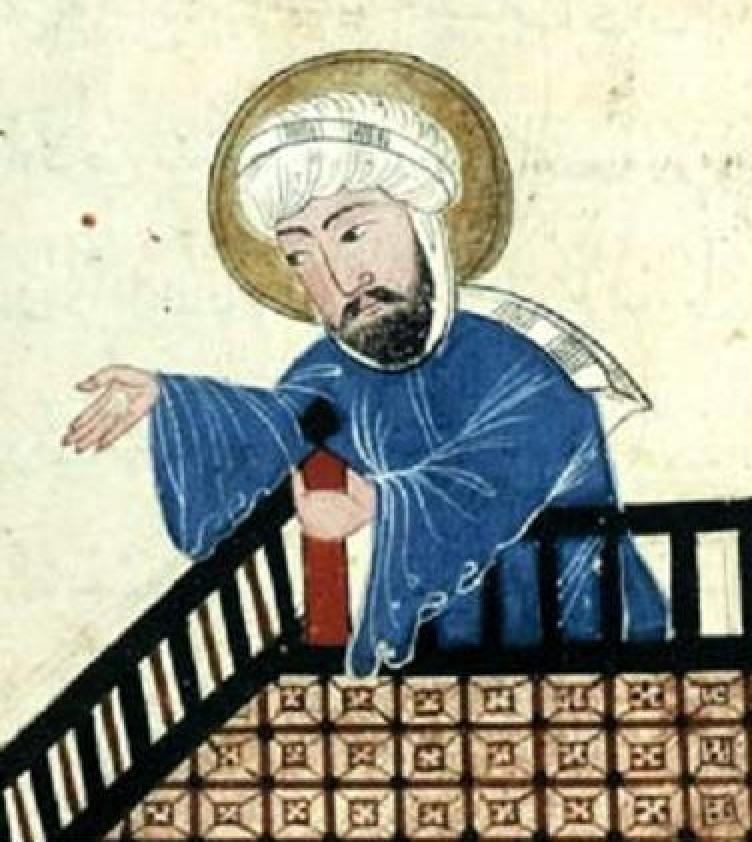
محمد و دیگر شخصیت‌های اسلامی مانند علی از «پیامبر مجوس» در احادیث خود یاد کرده‌اند اما او را زرتشت ندانسته‌اند. جعفر صادق، یکی از نوادگان محمد، از «داماست» به عنوان «پیامبر مجوس» نام می‌برد.

هیچ اشاره‌ای به زرتشت در قرآن نشده است. در قرآن کلمه «مجوس» یک مرتبه در کنار «یهود و صابئیان و نصارا» به کار رفته است. با این حال، محمد پیروان زرتشت را در میان اهل کتاب قرار نداده بود و مسلمین پس از فتح ایران، چون نمی‌توانستند همه آن‌ها را بکشند یا به اسلام وارد کنند، مجبور شدند زرتشتیان را به جمع اهل کتاب اضافه سازند. در احادیث اسلامی، به خصوص در احادیث شیعه، به کتابی که مجوسیان داشتند و «پیامبری» که به سوی آنان فرستاده شد اشاره شده است، اما منظور از این «پیامبر» در اکثر موارد زرتشت نیست. حدیثی از پیامبر اسلام نقل است که «مجوسیان پیغمبری داشتند که او را کشتند و کتابی نیز داشتند که آن را سوزاندند. پیغمبر آنان کتاب خود را بر روی ۱۲ هزار پوست گاو نوشته بود.» احادیث مشابهی از علی بن ابی‌طالب و جعفر صادق نیز وجود دارد که البته جعفر صادق در انتهای حدیث خود می‌گوید: «اسم آن کتاب جاماست بود و اسم پیغمبرشان داماست.» پرسش و پاسخی از جعفر صادق با یک «زندیق» نیز در منابع شیعه وجود دارد که در آن، وی «مجوس» را از اهل کتاب به حساب می‌آورد، اما زرتشت را «پیامبر» آن‌ها نمی‌داند:

زندیق… می‌پرسد: «آیا خداوند پیامبری به سوی مجوس فرستاده است؟»... جعفر صادق گفت: «هیچ امتی نیست مگر اینکه از طرف خداوند منذری برای آن‌ها مبعوث شده است و بر قوم مجوس هم از طرف خداوند پیامبری با کتاب آسمانی فرستاده شده است منتهی مجوسیان او را تکذیب کردند و کتابش را انکار نمودند.» زندیق پرسید: «پیغمبر آن‌ها کیست؟... خالد بن سنان است؟» جعفر پاسخ داد: «خالد یک نفر عرب بدوی بوده…» زندیق پرسید: «آیا پیامبر مجوس زرتشت است؟» جعفر صادق پاسخ داد: «زرتشت در میان مجوس سر و صدایی به راه انداخت و ادعای پیغمبری کرد، عده‌ای پذیرفتند و عده‌ای تکذیب کردند و [او را] از شهر بیرون نمودند و در بیابان طعمه درندگان شد.»
در منابع شیعه، نقل است که علی بن موسی الرضا با روحانیون و پیروان سایر ادیان مناظراتی داشت. بنا به این منابع، با او «هربذ (هیربد)، بزرگ مجوس» نیز در رابطه با زرتشت به مناظره نشست. متن مکالمه مذکور به شرح زیر است:

علی بن موسی الرضا به هربذ گفت: «به من از زرتشت خبر بده آن کس که گمان می‌کنی او پیامبر است. دلیل تو بر نبوت او چیست؟» هربذ گفت: «او برای ما معجزاتی آورد که قبل از او کسی نیاورده بود. ما آن‌ها را مشاهده نکرده بودیم اما از طریق اخبار به ما رسید… پس او را پیروی کردیم.» علی بن موسی پاسخ داد: «به صرف وصول اخبار از او پیروی کردید؟» هربذ جواب داد: «بله.» علی بن موسی گفت: «سایر امم گذشته هم این چنین بودند که خبرهایی از معجزات پیامبران… از معجزات موسی و عیسی و محمد به آن‌ها رسیده بود. پس عذر شما برای عدم اقرار به آن‌ها چیست اگر به صرف وصول اخبار نسبت به معجزات زرتشت به او اقرار کردید؟» هربذ سکوت کرد و در مکان خود قرار گرفت.
در اصل عربی متن مذکور که توسط منابع شیعی نقل شده است، در برابر کلمه «گمان» از کلمه «زعم» استفاده شده است. در ادبیات قرآنی و اسلامی، کلمه «زعم» به معنی «گمان باطل» یا «کذب» است. در واقع، منظور امام هشتم شیعیان این بوده که «به من از زرتشت خبر بده، آن کس که به اشتباه گمان می‌کنی او پیامبر است.»

#### نویسندگان و مورخان مسلمان
ابن حزم، نویسنده مسلمان قرن ۱۱، اشاره می‌کند چون زرتشتیان معتقدند کتاب‌های مقدسشان توسط اسکندر مقدونی نابود شده است، پس نباید آنان را به عنوان اهل کتاب به حساب آورد. او به نوشته‌های مورخان مسلمان مانند هشام کلبی و محمد بن جریر طبری ارجاع می‌دهد که «زردشت بن اسفیمان» (عربی شده زرتشتره سپیتمه اوستایی) یکی از ساکنان اسراییل و از خدمتکاران یکی از شاگردان ارمیا بود. داستان ادامه می‌دهد که زرتشت به ارباب خود خیانت کرد و مورد نفرین او واقع شد؛ نتیجتاً به جذام مبتلا گردید. ممکن این داستان به گهازی، خدمتکار الیسع در نوشته‌های یهودی اشاره داشته باشد. به هر صورت، در ادامه آمده که زرتشت به طریقی خود را بلخ رساند و پادشاه آنجا، بیشتاسب (ویشتاسپ) را با دین مجوسی آشنا کرد و پادشاه نیز به آن دین درآمد و مردمش هم از او تبعیت کردند. طبری ذکر می‌کند که در مسیر بلخ یک پیامبر یهودی با زرتشت همسفر بود و در زمان رسیدن به بلخ، زرتشت متون یهودی را از عبری ترجمه کرد و باعث شد تا پادشاه دین او را بپذیرد.

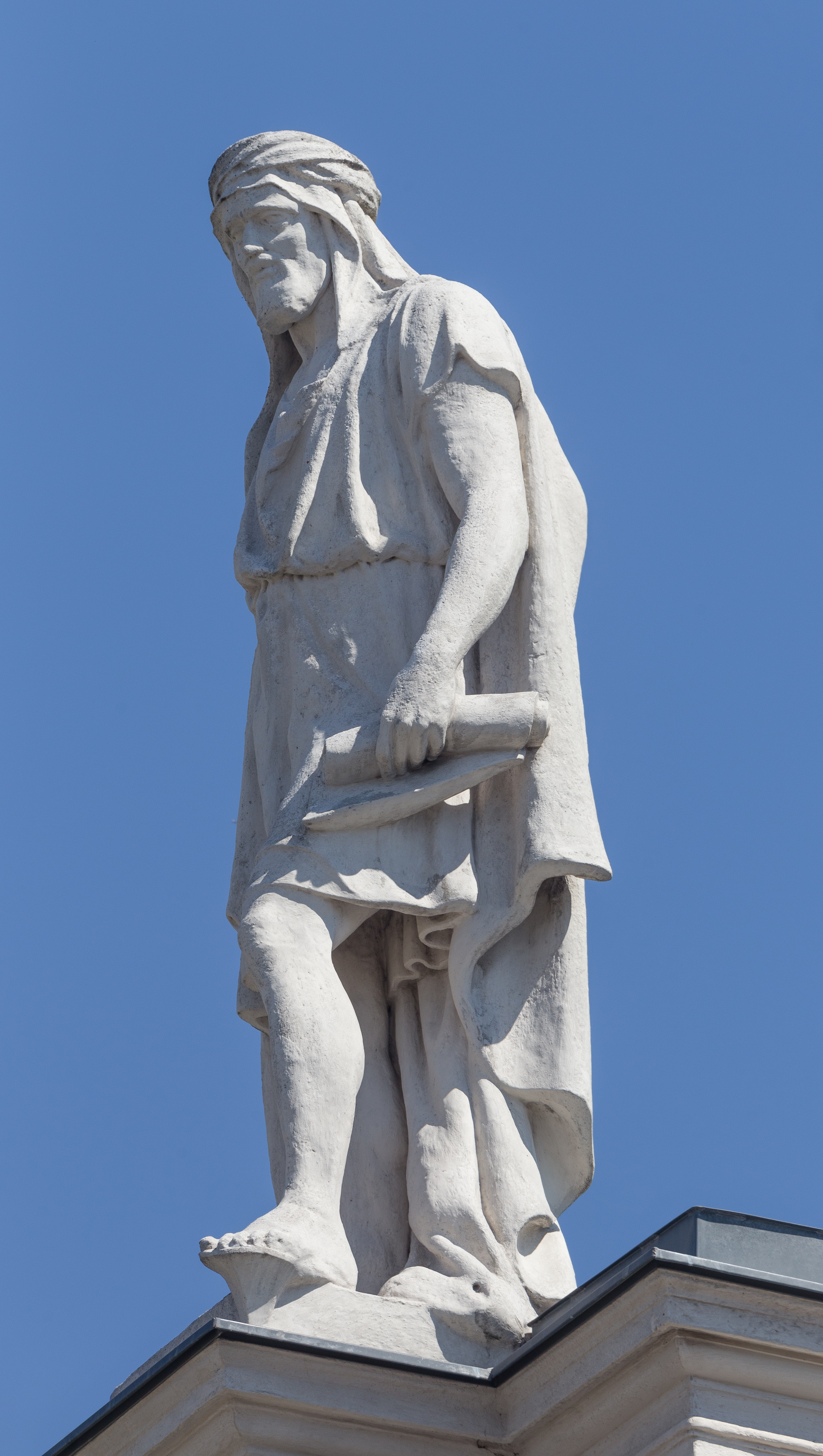
مسعودی، تاریخ‌نگار عرب، نسبت به افرادی چون جاحظ یا طبری، نظر مثبت‌تری نسبت به زرتشت دارد.

جاحظ می‌نویسد که زرتشت دشمنان خود را تهدید کرد که آنان را با یخ و برف مجازات می‌کند. او معتقد است که از همین بخش مشخص است زرتشت پیامبر مناطق سردسیر شمال شرق ایران بوده است. جاحظ ادامه می‌دهد که «مجوسان هم می‌توانند با همین استدلال محمد را نقد کنند؛ او تهدید به مجازات با آتش کرد زیرا در بیابان‌های گرم عربستان زاده شد. اما این موضوع صحیح نمی‌تواند باشد زیرا عربستان تنها در تابستان گرم است و در زمستان سرد است.» کریستوف بورگل اشاره می‌کند که جاحظ عمداً این نکته را نادیده گرفته که ایران هم می‌تواند در تابستان گرم باشد. جاحظ دلیل موفقیت زرتشت را «فاسد بودن» مردمی که آموزه‌هایش را پذیرفتند، می‌داند: «اگر قدری پاکی و شرافت در کسانی که او را پذیرفتند بود، موفق نمی‌شد.» او ادامه می‌دهد که پیروان زرتشت در فارس، جبال و خراسانند که همه این مناطق از یک گروهند. در این نقطه، چرخش قابل توجهی در نوشته جاحظ پدیدار می‌شود: «خواننده نباید زرتشتیانی که با این دین متولد شدند را بر این اساس قضاوت کند. [به عنوان مثال،] این [صفت‌ها] شامل خسرو پرویز، دوستانش، پزشکانش و جنگاورانش نمی‌شود.»
تصویر مثبت‌تری توسط علی بن حسین مسعودی رسم شده است. او زرتشت را «پیامبر مجوس» خطاب می‌کند که معجزاتی را انجام داد و توانایی دیدن آینده را داشت. کتابش را بر روی ۱۲٬۰۰۰ پوست نوشت و پادشاهان مطابق آموزه‌هایش حکومت کردند؛ تا اینکه اسکندر آن را نابود کرد. او دوران زرتشت را ۳۵ سال و جانشین او را «جاماسب خردمند» که اولین موبد بود، می‌داند. مسعودی همچنین بر زند و پازند هم تفسیری نوشت. اگر چه مقدسی ثنویت دین زرتشت را بسیار منفی می‌یابد، اما در آفرینش و تاریخ ذکر می‌کند که «من در فارس به آتشکده‌ای رفتم و از مغ‌ها خواستم برایم آنچه در کتاب‌هایشان دربارهٔ آفرینش آمده بخوانند. آن‌ها از روی کتاب زرتشت که به فارسی بود خواندند و توضیح دادند.»
ابوریحان بیرونی در آثار الباقیه می‌نویسد که ایرانیان «قبل از زرتشت هم مجوس نامیده می‌شدند.» سایر اطلاعاتی که بیرونی دربارهٔ زرتشتیان می‌دهد در ربط با مراسم‌های آنان است. ثعالبی نظر مشابهی با ابن حزم و طبری دربارهٔ زرتشت و ابتلای او به جذام در اثر نفرین ارمیا دارد. به گفته او، زرتشت و ویشتاسپ سباییان که ستاره‌پرست بودند را مجبور کردند تا دین خود را رها سازند و به دین آن‌ها درآیند. او می‌گوید زرتشت ۳۵ سال پس از آشنایی با ویشتاسپ در ۷۷ سالگی کشته شد؛ پس از او ویشتاسپ نه تنها قاتلش را کشت، بلکه هزاران نفر که ظن ارتباطشان با قاتل می‌رفت را هم از دم تیغ گذراند.
علاوه بر این موضوعات، آثار متعددی در موضوع ستاره‌شناسی در ادبیات اسلامی به زرتشت نسبت داده شده است. این آثار در واقع ریشه در کتاب‌های زیادی که یونانیان در ستاره‌شناسی و موارد دیگر به زرتشت نسبت داده‌اند، دارند. احتمالاً بخشی از کتاب‌های یونانی به فارسی میانه ترجمه شده بودند و در جریان نهضت ترجمه در زمان عباسیان به عربی بازگردانده شدند. چند قرن بعد، این آثار از عربی به زبان‌های اروپایی ترجمه و راهی غرب شدند.

### در مسیحیت
در ادبیات مسیحی، نام‌هایی چون زرتشت و ویشتاسپ اسامی آشنایی به حساب می‌آمدند، اما نویسندگان مسیحی به ندرت اطلاعات مستندی دربارهٔ این افراد یا مزدیسنا ارائه کرده‌اند. بیشتر اطلاعات آن‌ها دربارهٔ زرتشت، از نوشته‌های یونانی یا لاتین وام گرفته شده است. در میان متون به جا مانده از نویسندگان مسیحی غربی، گزارش‌های مفصلی مانند نوشته‌های نویسندگان باستانی چون پلوتارک به چشم نمی‌خورد.

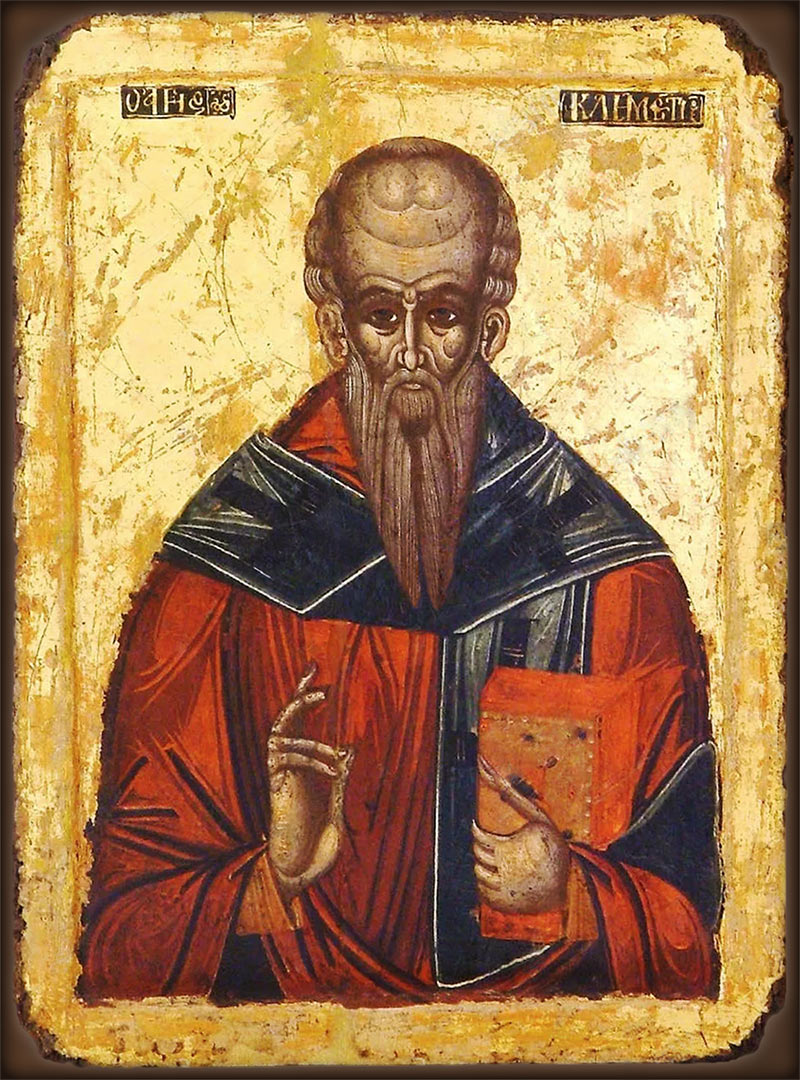
کلمنت اسکندریایی زرتشت را همان ار در جمهور اثر افلاطون می‌دانست.

مانند یونانیان و رومیان باستان، مسیحیان هم زرتشت را به عنوان مخترع جادو و یک ستاره‌شناس می‌شناختند. کلمنت اسکندریایی (۱۵۰–۲۱۵)، یکی از پدران کلیسا که با ادبیات یونانی هم آشنایی داشت، در نوشته‌هایش اشاره کرده است که زرتشت همان ار، پسر ارمنیوس در جمهور اثر افلاطون است. او به جهان زیرزمینی سفر کرد اما بازخواهد گشت و داستان سفرش را تعریف خواهد کرد. جان کریسوستوم در کتاب De sancto Babyla contra Iulianum et Gentiles که اواخر قرن چهارم میلادی نوشته شده، اشاره می‌کند که «بیشتر مردم در انطاکیه (در سوریه) حتی اسم زرتشت را هم نشنیده‌اند.»
در نوشته‌های شبه-کلمنتی زرتشت با نمرود یکسان پنداشته شده است. بر اساس این نوشته‌ها، او جادوگری شیطانی بود که تلاش کرد بر دنیا چیره شود، اما توسط یک آتش بهشتی کشته شد. در نوشته‌های بیزانسی چون Chronicon Paschale در ربط با همین آتش آمده که بعدها پیروان زرتشت به اشتباه شروع به پرستش آتش کردند. اوسبیوس قیصری، اولین تاریخ‌نگار کلیسای مسیحی، می‌نویسد که زرتشت پادشاه بلخ بود، با نی‌نوس (مؤسس افسانه‌ای نینوا) جنگید و شکست خورد. همچنین او را معاصر ابراهیم معرفی می‌کند. این تصویر کلیشه‌ای از زرتشت، یعنی پادشاه بلخ که جادو را اختراع کرد و در جنگ با نی‌نوس شکست خورد، تصوری بود که تا رنسانس در غرب اروپا از زرتشت مجسم می‌شد. آگوستین شکست زرتشت در جنگ را نشانه‌ای بر ناکارآمدی جادو می‌داند.
نوشته‌های گنوسی علاقه بسیار بیشتری نسبت به زرتشت نشان می‌دهند. در میان مجموعه بزرگی از کتاب‌ها و نوشته‌های گنوسی مربوط به قرن چهارم میلادی که در مصر پیدا شده است، یک اثر غیرمسیحی با نام حرف‌های راستین زوستریانوس، خدای راستی به چشم می‌خورد. بنا به این نوشته‌ها، زوستریانوس نوه زرتشت است. این کتاب به سفر او به بهشت می‌پردازد و احتمالاً در قرن دوم میلادی نوشته شده است. در دیگر نوشته‌های گنوسی هم اشاراتی به زرتشت شده است.
اشارات زیادی به زرتشت در نوشته‌های سریانی شرقی دیده می‌شود. او را معمولاً با باروخ، کاتب ارمیا، یکی می‌پندارند. در اثر معروف «کتاب زنبور» که حدوداً در ۱۲۲۲ میلادی توسط اسقف سریانی شلومن اخلاطی نوشته شده است، از «پیشگویی زرتشت دربارهٔ پروردگار ما» توضیح رفته است. او در این کتاب مدعی شده است که عیسی یکی از نوادگان زرتشت بود و حتی به شیوه‌ای عارفانه آنان را یکی پنداشته است: «من اویم و او من است.» بعضاً او را با بلعم باعورا از شخصیت‌های تورات مرتبط پنداشته‌اند. تئودور برکونی زرتشت را «بلعم دوم» نام می‌دهد. او و چندی دیگر مانند بربهلوم و الندیم از این می‌گویند که زرتشت کتاب خود را به یونانی، سریانی، عبری، فارسی، زبان هیرکانی، مرو، زرناک و سکستان نوشته است. این شاید در واقع نقدی بر مانویت باشد زیرا مانویان می‌گفتند مانی کتاب نوشت، اما زرتشت و عیسی نه. یکی پنداشتن زرتشت با دیگر شخصیت‌های سامی چون حزقیال، حام و در موارد اندکی شیث هم در نوشته‌های مسیحی به چشم می‌خورد. انجیل طفولیت سریانی از زرتشت به عنوان «پیامبرِ مسیح» نام برده شده است و عملاً او را به یکی از شخصیت‌های ابراهیمی تبدیل کرده‌اند.
روی هم رفته، نویسندگان مسیحی نسبت به نویسندگان مسلمان اطلاعات مستند کمتری در ارتباط با زرتشت برای ارائه دارند. با وجود اینکه برخی از نویسندگان مسلمان چون طبری و ثعالبی هم زرتشت را با شخصیت‌های ابراهیمی مانند ارمیا مرتبط می‌دانسته‌اند، اما می‌توان عناصر ایرانی و مزدایی را در بسیاری از آثار محققان مسلمان دید.

### در دیانت بهائی
به باور بهائیان بهاءالله، پایه‌گذار و پیامبر دیانت بهائی، بهرام شاه ورجاوند، موعود آیین زرتشتی است که متون متاخر پهلوی آمدنش را در روز رستاخیز پیش‌بینی کرده بودند. اگر چه در زمان بهاءالله اکثریت باورمندان به آئین بهائی پیشینه بابی یا شیعی داشتند، ولی در اواخر قرن نوزدهم و نیمه اول قرن بیستم شمار قابل توجهی از ایرانیان زرتشتی بهاءالله را پذیرفتند و به آئین بهائی گرویدند. بهاءالله برخی از آثارش را به زبان فارسی سره نگاشته است و کلمات عربی در آنها دیده نمی‌شود. مخاطب این آثار زرتشتیان و بهائیانی بودند که پیشینه دینی زرتشتی داشتند.
بهاءالله، مانند سید علی‌محمد باب، ادعا کرد که منجی وعده داده شده در همه ادیان، شامل مزدیسنا، است. مطابق بهائیت، مزدیسنا یکی از نه دین شناخته شده جهان است و در نوشته‌های مقدسش ظهور بهاءالله پیشگویی شده است. بر اساس باور بهائیان، بهاءالله یکی از نوادگان زرتشت و یزدگرد سوم، آخرین پادشاه ساسانی، بوده است. بهائیان زرتشت را در کنار بودا، کریشنا، محمد و موسی، و عیسی همچون باب و بهاءالله به عنوان یکی از مظاهر ظهور به‌شمار می‌آورند. از نوروز که معتقدند زرتشت مبتکر آن بوده است، به عنوان یکی از نه روز مقدس سال در تقویم بهائیان یاد شده است. در این تقویم نوروز، روز اول سال و جشن پایان روزه‌داری است.

### در بابیه
گرایش به دین زرتشت در آموزه‌های باب و نویسندگان بابی به وضوح پدیدار است. باب ۵ روز از ۳۶۱ روز سال زرتشتی را به شیوه مزدیسنان به نام گاهان پنج‌گانه کرد. میرزا آقاخان کرمانی، مبلغ پیشین اسلام و بابیت و نیز روشنفکر ایرانی و از منتقدان دین، نوشته است: «در ملت زرتشت دروغ از گناهان کبیره بوده که هرگز آمرزش نداشته… امروز گمان نمی‌کنم در تمام ملت مسلمانان، به خصوص در میان ایرانیان، یک راستگو باشد. در ملت و کیش زرتشت، زدن جانور و کشتن جاندار و حیوان باردار بسیار مکروه بوده… کجایند پیشینیان ایران که سر از دخمه بردارند و ببینند خوی زشت شتر چرانان عرب چنان در نهاد ایرانیان رخنه کرده که ریختن خون را بسیار مبارک و میمون می‌پندارند و از قتل مردم بلکه کس و کار و دوست یار ننگ ندارند.» ادوارد براون هم ذکر کرده که بابیان زرتشت را به عنوان یک پیامبر قبول دارند.

### جنبش‌های دینی نوین
اشو، عارف هندی و رهبر جنبش مذهبی راجنیش، زرتشت را می‌ستود و او را تنها مؤسس دین در دنیا می‌دانست که «علیه زندگی نبود، دینشِ دین جشن است، دین شکرگزاری وجود داشتن است. او با لذت‌های زندگی مشکل نداشت و ترک دنیا را نمی‌پسندید.»
اواسپه: یک کتاب مقدس جدید نامی است که در اواخر قرن نوزدهم توسط دندانپزشک آمریکایی جان بالو نوبری به اثری داده شده که ادعا می‌شود توسط سفیران فرشتگان به او وحی شده است. در این کتاب خالق جهان با نام‌های مختلفی از جمله اورمزد (اهورامزدا) یاد شده و زمان زندگی زرتشت ۹٬۰۰۰ سال قبل دانسته شده است.
از زرتشت در جنبش جام که در اوایل قرن بیستم توسط فعال مذهبی آلمانی اسکار ارنست برنهاردت، معروف به عبد روشن، به راه افتاد هم یاد شده است. در همان سال‌ها، آتمان زرادشت هانیش، یک مهاجر آلمانی از پوزنان، هم دینی نئو-زرتشتی با عنوان «مزدزنان» تأسیس کرد و پیروانش معتقدند روح زرتشت در او حلول کرده است. نکته مشترک این جنبش‌ها، تاثیرپذیری آن‌ها از زرتشتِ خلق شده توسط نیچه در چنین گفت زرتشت، است.
در فرقه احمدیه که یکی از فرقه‌های اسلام است و توسط میرزا غلام احمد در اواخر قرن ۱۹ در زمان حاکمیت بریتانیایی‌ها بر هند شکل گرفت، زرتشت به عنوان یکی از پیامبران خدا در نظر گرفته می‌شود. میرزا طاهر احمد، خلیفه چهارم جماعت احمدیه، در کتاب وحی، خرد، دانش و حقیقت که به سال ۱۹۹۸ منتشر شد، مدعی شده است که شباهت زیادی میان آموزه‌های زرتشت با یهودیت، مسیحیت و اسلام وجود دارد.

## زرتشت از دید غرب

### یونانیان باستان
یونانیان باستان به زرتشت را مؤسس دین ملی ایرانیان می‌دانستند. این شهرت اصلی او بود؛ اما یونانیان در «تخیلات» خود، چندین زرتشت مختلف را شکل دادند و به هر کدام از این زرتشت‌ها، مسائل مختلفی نسبت داده شد. برداشت یونانیان از زرتشت، تأثیر به سزایی در شکل‌گیری شناخت — یا کج‌شناختی — اروپاییان از «دین شرقی» گذاشت.

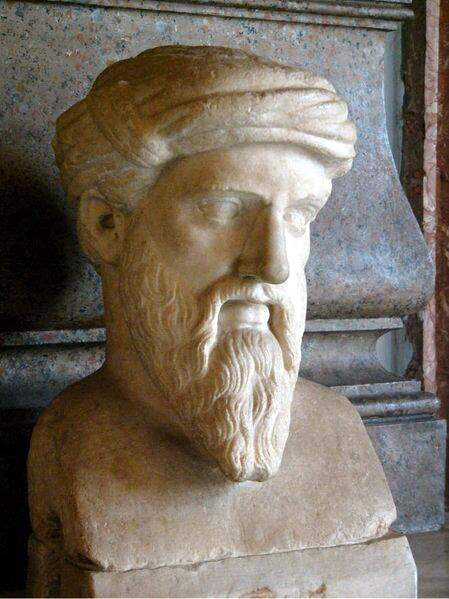
در نوشته‌های یونانی از زرتشت به عنوان معلم فیثاغورس یاد شده است.

یونانیان زرتشت را به دو شکل مختلف می‌شناختند: نخست، زرتشتِ مغ، دوم زرتشتِ فیلسوف و ستاره‌شناس. باید در نظر داشت که یونانیان برای شناخت زرتشتِ تاریخی، با دشواری‌هایی روبرو بوده‌اند. چون در آن زمان، وضعیت فرهنگی و سیاسی به گونه‌ای نبود شرایط ارتباط آسان میان ادیان فراهم باشد و فاصله زمانی، مکانی و تفاوت زبانی برای آن زمان بیش از اندازه زیاد بود. مغها تنها واسطه موجود میان یونانیان و زرتشت بودند که خود با زرتشت تاریخی بسیار تفاوت داشتند. احتمالاً پس از اینکه اسکندر و یونانیان با پایین کشیدن امپراتوری هخامنشی، خودشان و دینشان را تحقیر کردند، علاقه‌ای نداشتند که به یونانیان دربارهٔ آیین خود یا مؤسس آن آموزش دهند.
در هر حال، یونانیان هم بیشتر از ایرانیان به نبود اطلاعات تاریخی دربارهٔ زرتشت اهمیت نمی‌دادند. یونانیان از نوشتن دربارهٔ پیامبران و مردان خردمند دو هدف داشتند: اول این که آن شخص را در موضعی مناسب نسبت به دینی که تأسیس کرده است قرار دهند و دوم آن که آنان با شیوه‌ای «موذیانه» مکاتب فلسفی را به افرادی که در سال‌ها و مکان‌های دور زندگی کرده‌اند نسبت می‌دادند و از آن جهت کسب محبوبیت بیشتر برای دیدگاه خود بهره می‌بردند. یونانیان بهترین نوع خرد را «خرد بیگانه» می‌دانستند و چه گزینه‌ای بهتر از زرتشت؟ شاید این دو هدف «متقلبانه» به نظر برسد اما باید به خاطر داشت که آن‌ها معمولاً این کار را برای فریفتن خوانندگانشان انجام نمی‌دادند. آن‌ها معتقد بودند کسی که یک دین تأسیس کرده است، باید بازتابی از دین خود باشد و اگر اطلاعات کمکی دربارهٔ او وجود داشت، می‌توان اطلاعاتی را که به خوبی با داده‌های موجود تطبیق پیدا کند، به آن اضافه کرد. علاوه بر آن، بیشتر تالیفاتی که یونانیان به زرتشت نسبت داده‌اند، تلفیقی از مطالبی هستند که از قبل وجود داشته‌اند و مؤلف تنها به دنبال نام یک «نویسنده قانع‌کننده» بوده که اسم او را بر روی آن تالیفات قرار دهد.
علاوه بر دو زرتشت ذکر شده، یونانیان یک زرتشت دیگر هم خلق کردند: زرتشتِ جادوگر. در واقع کلمه مغ که یونانیان به خوبی می‌دانستند به روحانیون ایرانی اطلاق می‌شود، به مرور در زبان یونانی معنای جادوگر گرفت و وارد لاتین و سپس انگلیسی هم شد. در واقع منطقی آن است که وقتی کلمه مغ در زبان یونانی به معنی جادوگر است، پس باید پیامبر مغان را نیز یک جادوگر به حساب آورد. اما شهرت یک مغ دیگر در میان یونانیان و رومیان، یعنی اوستانس، باعث شد تا نام زرتشت با جادوی سیاه پیوند نخورد زیرا نوشته‌های مرتبط با جادوی سیاه را به اوستانس نسبت می‌دادند.
آلبرت دی‌یونگ پنج قطعه از متون یونانی را جمع‌آوری کرده است که حاوی اطلاعات مهمی (گاه درست و گاه نادرست) دربارهٔ زرتشت است. این نوشته‌ها مربوط به پنج نویسنده یونانی؛ یعنی هرودوت، استرابو، پلوتارک، دیوژن لائرتی و آگاثیاس است. سه نویسنده اخیر از زرتشت به عنوان مؤسس دین مزدیسنا یاد می‌کنند. پلوتارک به ماهیت دوگانه پرستانه دین زرتشت اشاره کرده و زمان زندگی او را تا ۵۰۰۰ سال قبل از جنگ تروآ عقب برده است: «دیگران بهترِ آن‌ها را خدا می‌نامند و رقیبش را شیطان. مانند زرتشتِ مغ که، چنان‌که گویند، ۵۰۰۰ سال قبل از محاصره تروآ زندگی کرده است؛ او یکی را هورومازس و دیگری را اریمانیوس خطاب می‌کرد.» دیوژن لائرتی نگاه ستایشگرانه‌ای نسبت به مغ‌ها دارد و آن‌ها را از اتهام جادوگری مبری می‌داند. او اسم زرتشت را در زبان یونانی ریشه یابی می‌کند و نتیجه می‌گیرد که این نام به معنای ستاره‌پرست است. اما نظر آگاثیاس بسیار منفی است: «اما ایرانیان امروز… راه‌های جدیدی فرا گرفته‌اند… [و] توسط آموزه‌های زرتشت پسر هورماسدس گمراه شده‌اند. غیرممکن است که با قطعیت گفت که این زرتشت یا زارادس… دقیقاً چه زمانی قوانین خود را آورد. ایرانیان امروز می‌گویند که او معاصر هیستاسپس (ویشتاسپ) بوده است اما اطلاعات بیشتری نمی‌دهند، نتیجتاً… نمی‌شود گفت که این هیستاسپس پدر داریوش بود یا شخص دیگری… [زرتشت] در مراسم‌های دینی مغ‌ها معلم و راهنمای آنان بود؛ او شکل اصلی عبادت آن‌ها را با عقاید پیچیده‌ای جایگزین کرد.» به جز اشاره به اینکه زرتشت قوانین مزدیسنا را آورد، اشاره او به هیستاسپس که همان ویشتاسپ، پشتیبان زرتشت، می‌باشد، قابل توجه است.
تفاوت زمانی عظیمی بین دورانی که پلوتارک و آگاثیاس برای زندگی زرتشت مطرح کرده‌اند، وجود دارد و این تفاوت در دیگر منابع یونانی و لاتین هم بازتاب داشته است؛ گاهی او را تا هزاران سال پیش عقب برده‌اند و زمانی دیگر تنها چند قرن فاصله بین خود و زرتشت قائل هستند و او را به عنوان معاصر و معلم فلاسفه یونانی مانند فیثاغورس معرفی می‌کنند. پیتر کینگزلی در دو مقاله این تفاوت را بررسی کرده است. او بر آن است که هیچ‌کدام از زمان‌های مطرح شده اساس تاریخی ندارد؛ اینکه زرتشت را ۵۰۰۰ سال قبل از نبرد تروآ یا ۶۰۰۰ سال قبل از خشایارشا یا افلاطون بدانند، نمایانگر شیوه زرتشتیان در تقسیم تاریخ به هزاره‌های مختلف است و تبدیل کردن زرتشت به معاصر فیثاغورس به نظر تلاشی از سوی آریستوکسنوس بوده است تا از عقاید این دو یک مکتب فلسفی بسازد و آن را در برابر مکتب افلاطونی قرار دهد. نامعتبر دانستن تاریخ نزدیکتر (۶ قرن پیش از مسیح) از سوی کینگزلی به تاریخ مطرح شده از سوی یونانیان محدود نمی‌شود زیرا آن تاریخ وارد سنت ایرانی هم شده است. دیودور سیسیلی مطلبی را نقل می‌کند که بدون تردید ریشه زرتشتی دارد. او می‌گوید که در «میان ایرانیان، زرتشت ادعا کرد که قانون از سوی «دایمون خوب» به او الهام شده است.» نویسنده السیبیادس الهام‌کننده را «تفکر موفق» می‌نامد. منظور این دو نویسنده از «دایمون خوب» و «تفکر موفق» در واقع همان وهومنه (که در لغت به معنی منش نیک است) است.

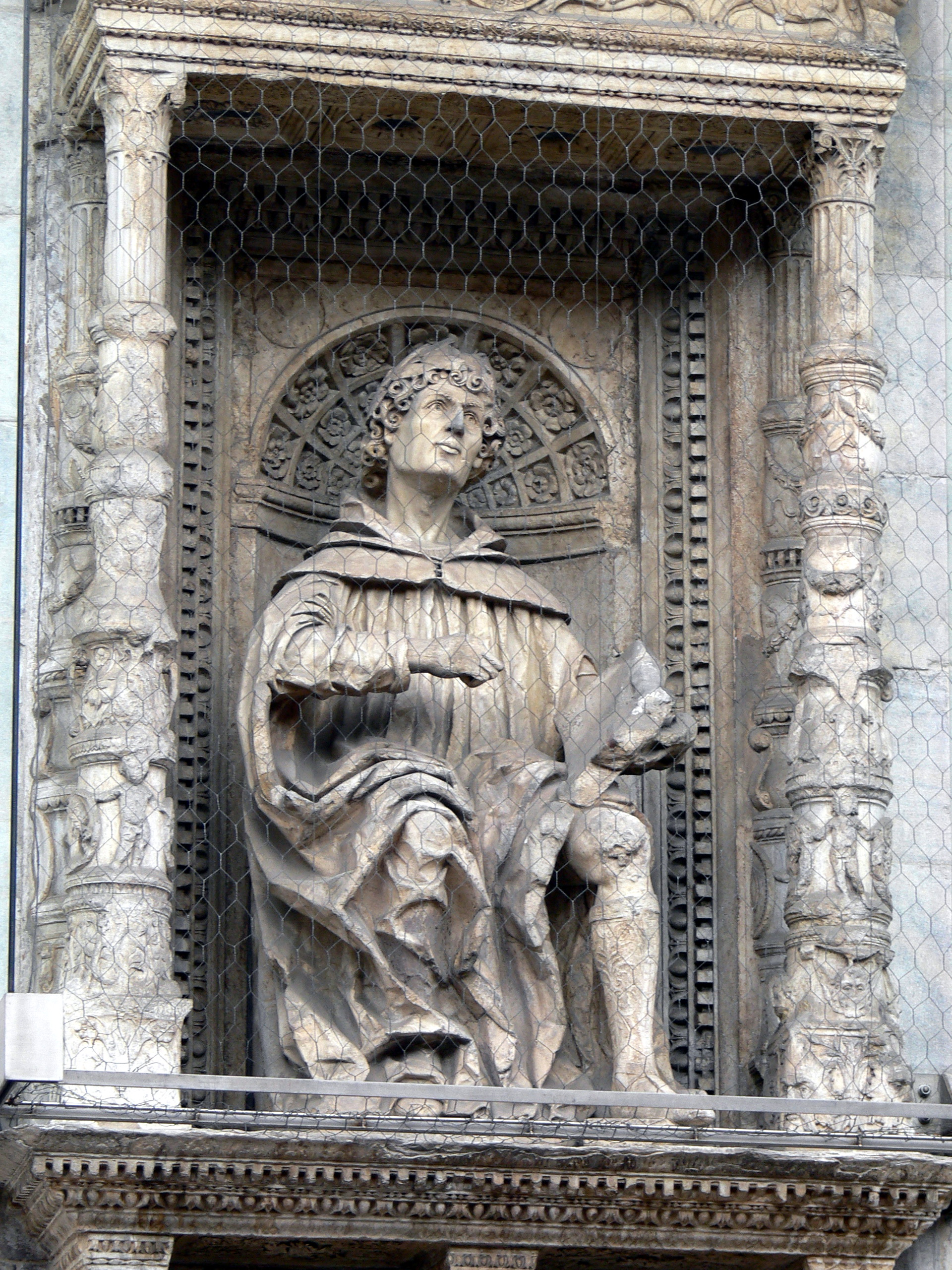
پلینی، تاریخ‌نگار رومی، در نوشته‌های خود از زرتشت با عنوان خالق جادو یاد می‌کند.

در رابطه با زرتشتِ ستاره‌شناس، مجموعه‌ای از متون یونانی وجود دارد که به زرتشت منسوب است و توسط فرانس کومون و یوزف بیدز جمع‌آوری شده است. آن دو این متون را حاصل کار ایرانیانِ یونانی‌شده ساکن آناتولی می‌دانند و نتیجه می‌گیرند که این متون به واقع ریشه زرتشتی دارند. اما راجر بک این مسئله را به چالش می‌کشد و آن‌ها را مطلقاً یونانی می‌داند و بر آن است که نسبت دادن این متون به زرتشت تنها در جهت معتبرتر کردن آن‌ها بوده است.

این چیزها را من، زرتشت پسر ارمنیوس، یک پامفیلیه‌نژاد… با استفاده از چیزهایی که خدایان به من در هادس یاد دادند، نوشتم.

منابع باستانی از حجم عظیمی از مطالب ستاره‌شناسی که زرتشت نسبت داده شده بود، گواهی می‌دهند. پلینی به هرمیپوس، نویسنده یونانی ساکن اسکندریه (در قرن دوم پیش از مسیح) که ادعا می‌کند که شخصاً دو میلیون خط (حدود ۸۰۰ جلد) از این دست نوشته‌ها را بررسی و ویرایش کرده است، ارجاع می‌دهد. Apotelesmatika (تماشای ستارگان) و Peri physeōs (اندر طبیعت) نام دو کتاب برجسته‌ای هستند که در آن عهد تصور می‌شد زرتشت نوشته است. قرن‌ها بعد، در سده دهم، یک دانشنامه بیزانسی به نام سودا ذکر می‌کند که «چهار کتاب اندر طبیعت به او (زرتشت) منسوب است، یک کتاب دربارهٔ سنگ‌های قیمتی، یک اثر دربارهٔ تماشای ستارگان و پنج کتاب دربارهٔ فرجام‌شناسی.» یونانیان تصور می‌کردند که کلمه «زرتشت» به معنای «ستاره زنده» یا «ستاره پرست» است و این موضوع می‌تواند توضیح مناسبی برای چرایی نسبت داده شدن حجم بزرگی از مطالب مرتبط با ستاره‌شناسی به زرتشت، باشد.

به علاوه، منابع یونانی حاوی اطلاعاتی‌اند که این فرض را به ذهن می‌آورند که شاید نام زرتشت در مصر نیز مسیر مشابهی را طی کرده باشد. اوسبیوس قیصری در «آمادگی برای انجیل» می‌نویسند:
شاید در نگاه اول به نظر برسد که خدای توصیف شده در این متن، اهورامزداست، اما دی‌یونگ معتقد است که از این متن هیچ اشاره‌ای به ایران برداشت نمی‌شود؛ در عوض، شاهین به وضوح اشاره‌ای به مصر است. می‌توان نتیجه گرفت که یا در مصر هم نام زرتشت را بر متون مختلفی می‌نهادند، یا این نوشته ریشه در نوشته‌های ایرانیانی که در مصر ساکن شدند، داشته است.

### رومیان باستان
منابع رومی از اینکه زرتشت تنها کسی بود که در زمان تولد به جای گریه کند، خندید حکایت می‌کنند. این شاید تنها افسانه زندگی زرتشت باشد که میان نوشته‌های اروپایی و ایرانی مشترک است. مانند یونانیان، رومیان هم زرتشت را خالق جادو می‌دانستند؛ به عنوان مثال، این موضوع در تاریخ طبیعی پلینی بازتاب داشته است. به علاوه، پلینی اطلاعات دیگری هم در ربط با زرتشت گزارش می‌کند که حتی به نظر خود او هم عجیب بودند؛ مثلاً او می‌نویسد ذهن زرتشت به اندازه‌ای فعال بود که وقتی دستی بر روی سرش گذاشته می‌شد، آن را به سمتی پرتاب می‌کرد. این افسانه ریشه ایرانی ندارد، زیرا ایرانیان دل را محل تفکر می‌دانستند، نه ذهن را.

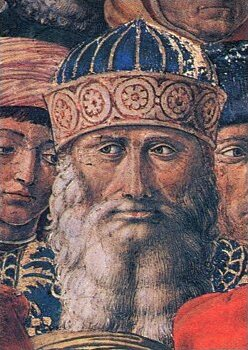
گیمیستوس پلتو تلاش کرد با تلفیق آموزه‌های زرتشت و افلاطون، کیش جدیدی بسازد و آن را در برابر مسیحیت قرار داد.

در منابع رومیان از ترک دنیا توسط زرتشت سخن به میان آمده است. پلینی می‌گوید او ۲۰ سال را در بیابان سپری کرد، هیچ نخورد مگر پنیر. دیو کریسوستوم، فیلسوف یونانی-رومی خبر می‌دهد که زرتشت در پی یافتن خرد و عدالت، ترک دنیا کرد و زندگی‌اش را در کوهی سپری کرد، تا اینکه کوه آتش گرفت. ایرانیان و پادشاه آمدند تا آن ایزد [که کوه را آتش زده بود] را بپرستند که زرتشت سالم از آن خارج شد و به آنان دین مغان را آموزش داد. شبه-افلاطون می‌گوید زرتشت از هفت سالگی دیگر سخن نگفت، تا اینکه در ۳۰ سالگی زبان به سخن باز کرد و همه فلسفه جهان را به پادشاه آموخت. امیانوس مارسلینوس می‌گوید او نزد برهمن‌های هندی رفت. این موضوعات بیشتر یادآور روایات زندگی فیثاغورس هستند، تا زرتشت.
یونانیان و به تاسی از آنان، رومی‌ها زرتشت را مؤسس مهرپرستی هم می‌دانستند، چرا که در شیوه تفکر یونانی، همه ادیان مؤسسی دارند و چون مهرپرستی را یک دین ایرانی می‌دانستند و زرتشت نیز مؤسس دین ایرانیان بود، طبیعتاً تصور می‌کردند او مهرپرستی را پایه‌گذاری کرده است. جهت مثال، پورفیری، یک فیلسوف نوافلاطونی در قرن سوم، تصویر زنده‌ای از زرتشت به عنوان مؤسس مهرپرستی رسم می‌کند: «زرتشت نخستین کسی بود یک غار را به میترا، پدر و خالق همه، اختصاص داد. آن غار مملو از گل و چشمه بود.»

### غرب اروپا
از همان آغاز در میان نویسندگان اروپایی اولیه مسیحی و سپس در قرون وسطی، مانند اوسبیوس قیصری، جروم، آگوستین، ایزیدور سویلی، وینسنت بووه‌ای، رابانوس مائوروس، گریگوری توری، پتروس کومستور، راجر بیکن و دیگران سنت مشخصی از گزارش‌ها دربارهٔ زرتشت وجود داشت. این سنت با تغییرات اندکی در آثار نویسندگان اوایل دوره مدرن و عصر روشنگری مانند والتر رالی، ساموئل بوخارت، آتاناسیوس کیرشه، اولوس رودبک، جامباتیستا ویکو و گروهی دیگر هم دیده می‌شود. در نوشته‌های این نویسندگان، زرتشت به عنوان پادشاه بلخ و یکی از نوادگان نوح معرفی می‌شد. به گفته آن‌ها، او در نبردی از نی‌نوس شکست خورد و کشته شد. تصور بر آن بود که او ۲ میلیون بیت سروده است و در باب هفت علم مقدماتی نوشته است؛ بر آن بودند که او می‌خواست به عنوان یک خدا دیده شود و برای این کار از مشورت یک شیطان که در نهایت باعث مرگش هم شد، بهره می‌برد. تصور می‌کردند در لحظه تولد خود خندیده و این نشانه‌ای بود که خبر از ذات شیطانی او می‌داد. او را مخترع جادو و خدای آتش می‌پنداشتند.
جادو، به واقع، از جمله مسائلی بود که در غرب با نام زرتشت در پیوند بوده است. نویسندگان رنسانس مانند ژان بودن، جوردانو برونو، جووانی باتیستا دلا پورتا، هاینریش کورنلیوس آگریپا، گابریل ند و… که دربارهٔ جادو نوشته‌اند، به زرتشت هم اشاره کرده‌اند. این نویسندگان معتقد بودند که باید «جادوی طبیعی و خالص» را از «جادوی شیطانی» جدا دانست و همزمان زرتشت نیز به عنوان شخص خردمندی که دربارهٔ طبیعت و بهشت می‌دانست شناخته می‌شد. مارسیلیو فیچینو، کاردینال و فیلسوف نوافلاطونی، از زرتشت به عنوان نخستین در میان «شش الهی‌دان باستانی» یاد می‌کند. پنج شخص دیگر هرمس تریسمجیستوس، اورفئوس، اگلائوفاموس، فیثاغورس و افلاطون هستند. فیچینو باور داشت که افلاطون خرد پیشینانش را در نوشته‌های خود ادغام کرده است؛ نتیجتاً او زرتشت را سرچشمه تمام مکتب افلاطونی به حساب می‌آورد. فیچینو و بسیاری پس از او، تلاش کردند میان مسیحیت و مکتب افلاطونی نوعی سازگاری پدیدآورند. برای آن‌ها، این سازگاری اثبات «حقانیت» مسیحیت بود؛ هرچند این مسیحیتِ افلاطونی-زرتشتی منجر به این شد که مسیحیت تا حد زیادی دستخوش تغییر شود.

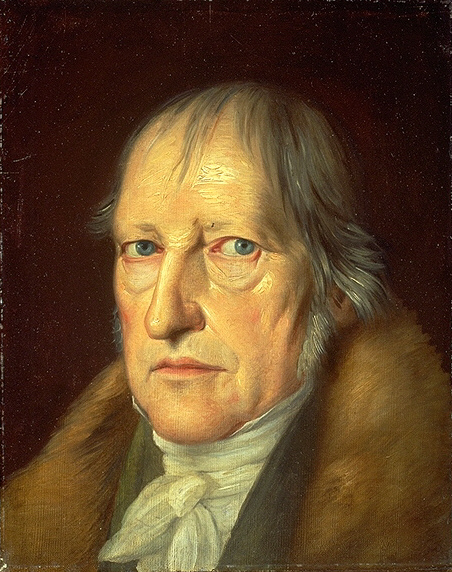
فیلسوف آلمانی، هگل، ایرانیان را به دلیل نور زرتشت اولین «مردمان تاریخی» قلمداد می‌کند.

چند دهه پیش از فیچینو، در آخرین روزهای امپراتوری بیزانس، گیمیستوس پلتو در پی احیای مکتب افلاطونی برآمد. هدف پلتو، حداقل به گفته دشمنانش، این بود که فلسفه افلاطونی را به عنوان جایگزینی برای مسیحیت مطرح کند. پلتو در کیش جدید خود، از زرتشت به عنوان برترین در میان قانون‌گذاران و حکیمان باستانی نام می‌برد. او از زرتشت به عنوان معلم افلاطون نام می‌برد و او را در آیین جدید خود، جایگزین موسی (که در مسیحیت برترین قانون‌گذار است) کرد. پلتو کیش جدید خود را «خلاصه آموزه‌های زرتشت و افلاطون» نام نهاد. احتمالاً او تحت‌تاثیر آموزه‌های فیلسوف ایرانی سهروردی بانی فلسفه اشراق که ترکیبی از فلسفه افلاطونی و مزدیسناست، بوده است.
زرتشتِ فلسفه پلتو، به زودی فراموش شد؛ اما آنچه به او نسبت داده شد، بر شهرتش در غرب تأثیر دائمی گذاشت. مجموعه‌ای از متون پراکنده که احتمالاً ریشه در مکتب افلاطونی میانه داشته‌اند را جمع‌آوری کردند و با نام «پیشگویی‌های کلدانی» به زرتشت نسبت دادند؛ نتیجتاً او به نویسنده «صاحب کتابی» تبدیل شد که فیلسوفان غربی آموزه‌هایش را نقل‌قول می‌کردند و بر نوشته‌هایش نقد و تفسیر می‌نوشتند. در قرن ۱۷ به مرور در صحت تاریخی این متون تشکیک‌هایی به وجود آمد، تا اینکه تصمیم گرفتند «نوشته‌های واقعی زرتشت» را به زبان‌های اروپایی ترجمه کنند. ابتدا یک منبع زرتشتی به نام «صد در» توسط توماس هاید در آغاز قرن ۱۸ به لاتین برگردانده شد. چند دهه بعد، ترجمه متون اوستایی هم از راه رسید؛ موبدان زرتشتی منابع اوستایی را برای انکتیل دوپرون به فارسی ترجمه کردند و او هم آن‌ها را به فرانسه و لاتین بازگرداند. با این وجود، مدت‌ها طول کشید تا شهرت پیشین زرتشت و «پیشگویی‌های کلدانی» جذابیت خود را از دست بدهند.
با وجود اینکه زرتشت در فلسفه نوافلاطونی، به خصوص در ایتالیا، جایگاه والایی داشت، فلاسفه کشورهای پروتستان شمال اروپا چون گرهارد یوهان ووس، یوهان هاینریش اورسین و تئوفیل گال دیدگاهی منفی نسبت به او داشتند؛ چرا که او را با بت‌پرستی و ثنویت در ارتباط می‌دانستند. برخی چون پیر دانیل هیو تصور می‌کردند زرتشت همان موسی است. در جریان نوظهور «اورینتالیسم» (خاورگرایی) هم تصویر زرتشت مثبت نبود زیرا آن را با کلیشه‌های اسلامی و سنت‌های غربی مخلوط کرده بودند؛ حاصل چنین موضوعی در نوشته‌های اشخاصی چون بارتلمی دو هربلو پدیدار است

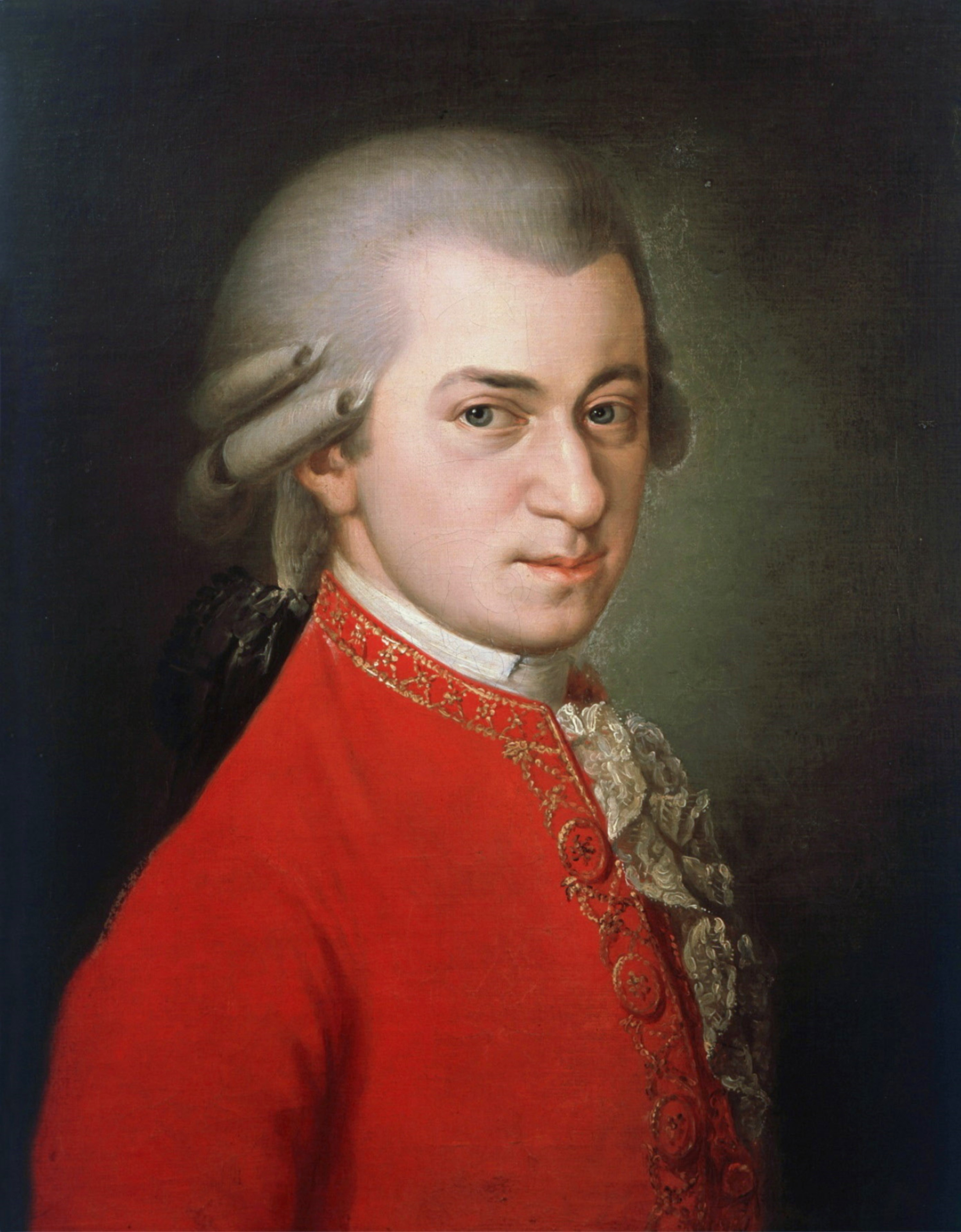
زرتشت در فلوت سحرآمیز، اپرایی از موسیقی‌دان اتریشی موتسارت، به عنوان نجات‌بخشی خردمند و روشنگر ظاهر می‌شود.

توماس هاید در کتاب Historia religionis veterum persarum (تاریخ دین ایرانیان باستان) سرگذشت زندگی زرتشت را با استفاده از تمام اطلاعات موجود برای اروپاییان در سال‌های آخر قرن ۱۷ جمع‌آوری کرده است: ایرانیان ابتدا «درست‌دین» بودند اما به مرور رو به بدعت نهادند. تا اینکه ابراهیم دین آن‌ها را اصلاح کرد. مجدداً به فساد آلوده شدند، تا اینکه زرتشت وظیفه اصلاح مجدد دین را برعهده گرفت. او شخص درستی برای این کار بود، زیرا در جوانی خدمتکار یک پیامبر یهودی بود. او اطلاعاتی را که از این راه به دست آورده بود به ایران و ایرانیان آموخت. او چنان با اسرار وحی آشنا شده بود که توانست پیشگویی درستی در ربط با تولد عیسی انجام دهد.
اینجا «درست‌دین» اشاره‌ای به نوشته‌های پیر بایی دارد. بایی در اثر مشهور خود به نام Dictionnaire Historique et Critique مناظره‌ای خیالی میان ملیسوس، به عنوان نماینده یگانه‌انگاری و زرتشت، به عنوان نماینده ثنویت و سلف مانی، ترتیب داد. بحث‌ها دربارهٔ این مناظره در طول قرن ۱۸ ادامه داشت و «یکتاپرستانه» یا «دوگانه پرستانه» بودن مزدیسنا حتی تا قرن بیستم هم موضوع داغی میان محققان بود. توماس هاید در واقع معتقد بود که ایرانیان باستان یکتاپرست بودند و «درست‌دینان» (با معیارهای مسیحیت پروتستان) هم به پیروان «فرقه» اصلی دین آن‌ها اشاره دارد.
انکتیل دوپرون چند سال پس از بازگشت از هند، زند-اوستا را در ۳ جلد منتشر ساخت. در این مجموعه، یک زندگینامه زرتشت بنا به متون جدید فارسی هم وجود داشت. برخلاف هاید، پریدو و دیگران، دوپرون زرتشت را در این زندگینامه در فضایی مانند داستان‌های کتاب مقدس قرار نداد، بلکه تلاش کرد تا تأثیر زرتشت بر تمدن انسانی را بشناساند. بنا به گفته او، زرتشت در قرن ۶ قبل از میلاد زیست، دورانی که دوپرون آن را در باب تفکرات انسانی «انقلابی» می‌داند؛ زیرا در این دوران فرسید فلسفه یونانی را بنا نهاد، کنفوسیوس پاکی اخلاقی را مجدداً برقرار کرد و زرتشت ایده جهان بی‌پایان را مطرح ساخت.

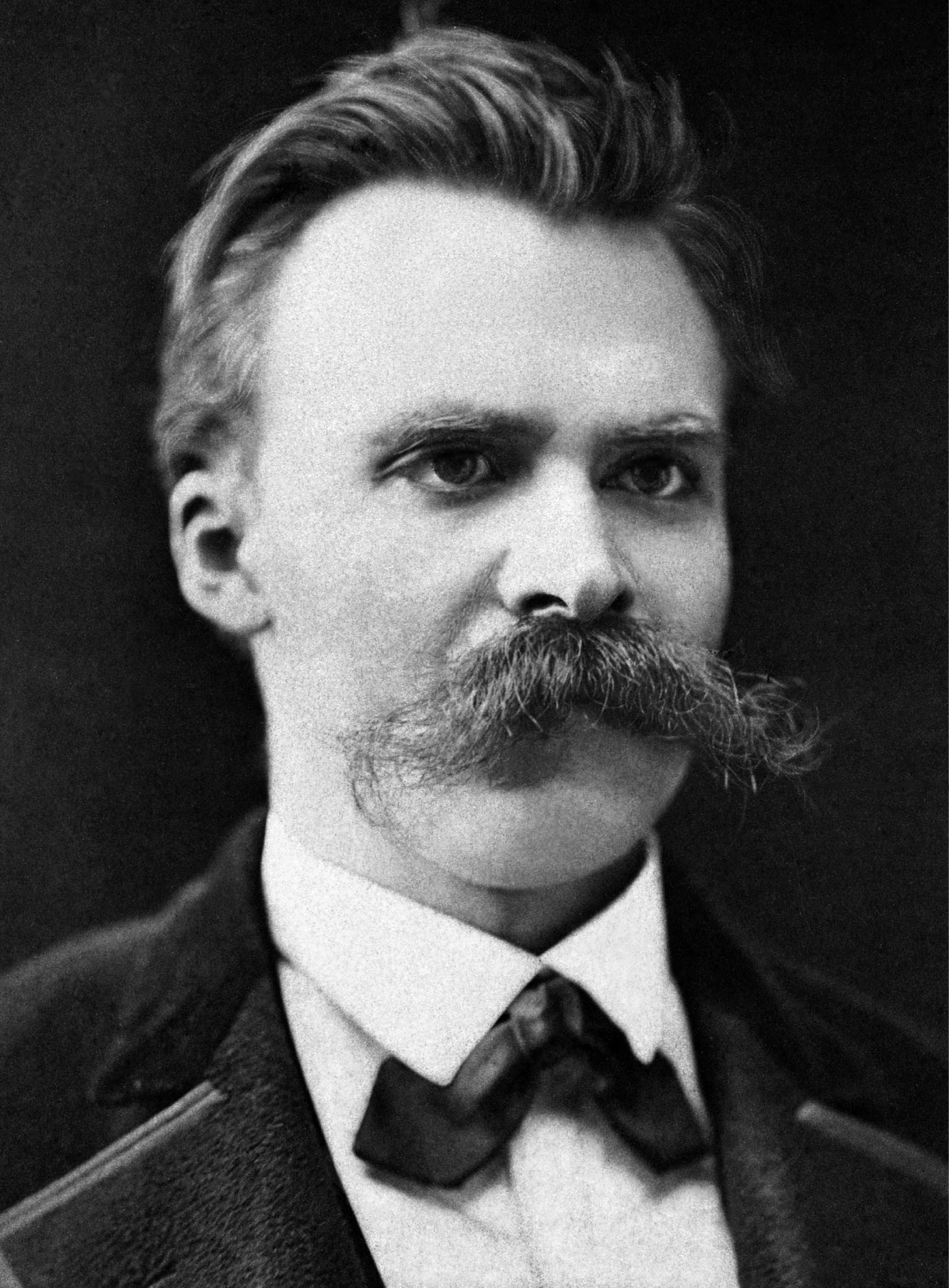
فریدریش نیچه، فیلسوف آلمانی، در آثار خود با ستایش بسیار از زرتشت سخن می‌گوید. زرتشت قهرمان اثر برجسته او، چنین گفت زرتشت است و نیچه «مرگ خدا» را از زبان او اعلام کرد.

زرتشت در اپرای فلوت سحرآمیز، اثری از موتسارت، موسیقی‌دان معروف اتریشی، با نام زاراسترو ظاهر می‌شود. در این اپرا، ملکه شب از شاهزاده تامینو می‌خواهد که دخترش پامینا را از اسارت کاهن اعظم ایزیس، زاراسترو نجات دهد؛ در عوض، شاهزاده تامینو پس از ملاقات با زاراسترو، با اهداف والای او آشنا می‌شود و تصمیم می‌گیرد که به زاراسترو بپیوندد. زرتشت در فلوت سحرآمیز نجات‌بخشی روشنگر و خردمند است و دوگانه روشنایی و تاریکی در این اپرا نیز به خوبی پیداست. حضور زاراسترو در اپرا با «پرتو خورشید شب را پس خواهد راند/نیروی ناخواستنی ریاکاران را از بین خواهد برد» به پایان می‌رسد. افراد دیگری چون گئورگ فریدریش هندل هم زرتشت را در اپراهایشان به تصویر کشیده‌اند.
هگل از این می‌گوید که «ما نخستین بار با شاهنشاهی هخامنشی وارد تاریخ پیوسته شده‌ایم و ایرانیان نخستین مردمان تاریخی‌اند.» او می‌گوید در ایران بود که «نور تابید و آنچه اطرافش بود را روشن ساخت؛ چرا که نور زرتشت به جهان هوشیاری تعلق دارد.» در واقع هگل ایرانیان را به دلیل نظام دینی زرتشتی «نخستین مردمان تاریخی» می‌داند. او معتقد بود که نور مزدایی به انسان این قابلیت را می‌دهد که، در کنار سایر انسان‌ها، به آن آزادی دست پیدا کند که هرچه – تا آنجا که توانایی‌اش را دارد – می‌خواهد انجام دهد. او نبرد میان روشنایی و تاریکی در مزدیسنا را در سازماندهی سیاسی شاهنشاهی هخامنشی بازتاب یافته می‌داند.
ماریون کروافورد (۱۸۵۴–۱۹۰۹)، رمان‌نویس آمریکایی ساکن ایتالیا، در ۱۸۹۴ رمانی با نام «زرتشت» منتشر کرد که داستان آن در دربار داریوش جریان دارد. رمان دربارهٔ عشق نافرجام زرتشت به یک شاهدخت یهودی و مأموریت پیامبری اوست. بنا به رمان کراوفورد، دانیال، معلم زرتشت بوده است.
شهرت زرتشت در غرب پس از چنین گفت زرتشت از فردریش نیچه، برای همیشه تغییر کرد. همانگونه که جنی رز اشاره کرده است، در آن ۳ سالی که نیچه کتاب خود را در چهار قسمت منتشر کرد، بیش از ۳۰ کتاب در ربط با متون زرتشتی به زبان آلمانی انتشار یافت. ظاهراً در ابتدا نیچه قصد داشت هراکلیتوس، فیلسوف یونانی، را به عنوان قهرمان کتاب خود انتخاب کند. زرتشت نیچه با زرتشت تاریخی، شباهتی ندارد. نیچه آثار محققان دربارهٔ زرتشت را خوانده بود و خود به خوبی می‌دانست «مرگ خدا»، «ابر انسان» و «بازگشت ابدی» با آموزه‌های زرتشت هم‌خوانی ندارد. او بعدها در یکی از اشعار خود (زیلس-ماریا) از نخستین مرتبه‌ای که دربارهٔ زرتشت شنیده است، سخن می‌راند و در اینک انسان گله می‌کند که چرا هیچ‌کس از او نپرسید «زرتشت برای تو چه معنایی دارد؟» نیچه خود توضیح می‌دهد که ویژگی منحصر به فرد زرتشت در تاریخ انسان این است که او اولین شخصی بود که از اخلاقیات برداشتی متافیزیکی داشت؛ در اندیشه‌های او، نبرد بین خیر و شر نیروی اصلی در پس نظم چیزها بود. نیچه می‌گوید «آن ایرانی» مسئول این «تاثیرگذارترینِ اشتباهات»، یعنی «اخلاق»، بود، او از «همه اندیشمندان صادق‌تر بود»، پس اولین کسی است که باید به اشتباهش پی ببرد؛ نتیجتاً زرتشت انتخاب صحیحی برای سخنگوی موضع مخالف بودن، موضعی که بر اشتباه اولیه او غلبه می‌کند، می‌داند. اثر نیچه الهام بخش آثاری چون یک قطعه موسیقی به همین نام (۱۸۹۶) از ریشارد اشتراوس که در فیلم ۲۰۰۱: ادیسه فضایی هم مورداستفاده قرار گرفت و آلبوم زرتشت (۱۹۷۳) از گروه پراگرسیو راک ایتالیایی موسئو روزنباخ بوده است.

## بازنمایی بصری
تاکنون، هیچ اثری از ایران باستان پیدا نشده است که حاوی بازنمایی تصویری زرتشت باشد. در عهد اسلامی، چند بار که البته به نظر می‌رسد استثنا باشند، زرتشت را در مینیاتورها به تصویر کشیده‌اند. «پروژه شاهنامه» کمبریج فهرستی از شش نگاره از دیدار زرتشت و گشتاسپ را گرد آورده است که به ترتیب به سال‌های ۱۳۳۰، ۱۴۵۰، ۱۶۱۶، ۱۶۲۱، ۱۶۵۰ و ۱۸۵۱ تعلق دارند اما تنها قدیمی‌ترین اثر در حال حاضر در نمایش همگانی (در موزه توپقاپی استانبول) قرار دارد.
در اروپا، نخستین اثر شناخته شده‌ای که زرتشت را به تصویر کشیده است، نسخهٔ تصویری از دانشنامهٔ De universis است. مجسم کردن زرتشت در هنر رنسانس نیز چند بار رخ داده است؛ مهم‌ترین آن، مکتب آتن اثر رافائل است که کارشناسان، بر آنند یکی از حاضران در صحنه، زرتشت است. در هنر رنسانس، معمولاً زرتشت را به عنوان یک پادشاه، مغ، انسانی خردمند یا فیلسوف به کشیده‌اند. در میانه‌های قرن ۱۹، در قلعه درسدن در آلمان پرتره‌ای از زرتشت را در میان ۵ قانون‌گذار باستانی قرار دادند. در پایین هر پرتره، شعاری نوشته شده که شعار پرتره زرتشت «چون نور، خالص باش» است. ادوارد بندرمان (۱۸۱۱–۱۸۸۹)، نقاش آلمانی، در یک نقاشی زرتشت را به شکل مردی با ریش‌های سفید و با کاسه‌ای آتشین در دست، به تصویر کشید.
نمایش زرتشت در آثار هنری در جوامع مزدایی هم انجام می‌پذیرفت. نمونهٔ آن، نسخهٔ دست‌نویس نقاشی‌شدهٔ کتاب زراتشت‌نامه است که در سال ۱۶۳۴ در ایران تهیه شد و هم‌اکنون در بمبئی نگهداری می‌شود. این تصاویر شامل صحنهٔ خندیدن زرتشت در هنگام تولد، حملاتی که دشمنانش در کودکی علیه او انجام دادند، گفتار او خطاب به زنان و مردان در کنار یک رودخانه، دیدار با بهمن (که در تصویر در حال پرواز کردن نشان داده شده است) و چند تصویر از حضور زرتشت در دربار گشتاسپ می‌شود.

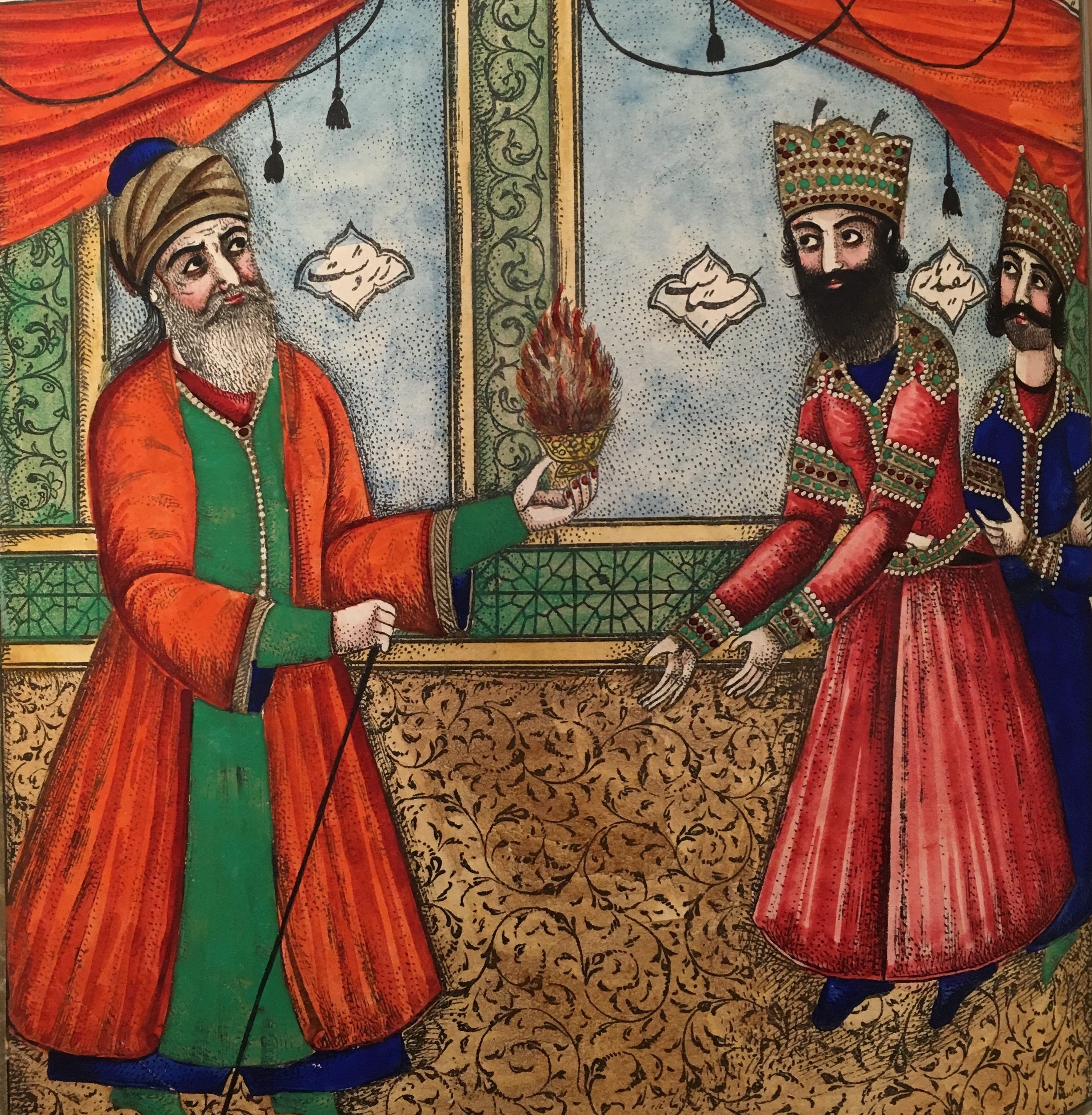
بخشی از نقاشی منتشرشده در شاهنامهٔ چاپ‌شده در سال ۱۸۴۹ در بمبئی

پس از ورود چاپ، به ویژه چاپ سنگی، به هند بر سرعت تکثیر کتاب‌ها افزوده شد؛ تنها شاهنامه فردوسی از سال ۱۸۴۶ بیش از ۳۰ مرتبهٔ مختلف، به چاپ رسید. در یک نسخه از ۱۸۴۹، زرتشت با خرقه‌ای بلند و عمامه بر سر به تصویر کشیده است، در هنگامی که گشتاسپ و اسفندیار با لباس‌های قاجاری در کنار او ایستاده‌اند. بیشتر این نسخه‌های شاهنامه را هنرمندان ناشناس تهیه کرده‌اند اما در همگی آثار شناسنامه‌دار، هنرمندان نام‌های اسلامی دارند و نتیجتاً بعید است که هنرمندان زرتشتی هم در به تصویر کشیدن زرتشت و شاهنامه دخیل بوده باشند.
در ۱۸۲۹، جان ملکم – که مدتی فرماندار بمبئی بود – کتاب تاریخ ایران را منتشر کرد که در آن، مدعی شده بود یکی از مجسمه‌های ساسانی طاق‌بستان، زرتشت را نشان می‌دهد. این موضوع به سرعت در میان جوامع پارسی هند پذیرفته شد. نقاشی ملکم از آن تندیس، الهام‌بخش نقاشی‌های آینده از زرتشت شد. در مواردی، آن نقاشی را با شیوه‌های سنتی نمایش شخصیت‌های شاهنامه در مینیاتورها آمیخته‌اند؛ در همان شاهنامهٔ چاپ ۱۸۴۶ نیز شباهت‌هایی میان زرتشت و نقاشی ملکم از مجسمهٔ طاق‌بستان دیده می‌شود. در اوایل قرن بیستم، پژوهشگران پارسی مانند مودی، دالا و سنجانا، نسبت دادن تندیس یادشده به زرتشت را زیر سؤال بردند؛ امروزه، پژوهشگران غربی بر این باورند که آن اثر در طاق بستان نه زرتشت، که میترا را نشان می‌دهد.
نقاشی رنگ روغن از قرن ۱۸ به بعد در غرب هند رواج پیدا کرد. در این دوران پرتره زرتشت نیز چند مرتبه نقاشی شد و معمولاً در آتشکدهها قرار می‌گرفت. برخلاف مینیاتورهای شاهنامه یا زرادشت‌نامه که صحنه‌های زندگی او را به تصویر می‌کشیدند، پرتره‌های رنگ روغن زرتشت را معمولاً به صورت ایستاده و به تنهایی نمایش می‌دادند. پرآوازه‌ترین نقاشی رنگ روغن از زرتشت را منچرشاو فکیرجی پیثاوالا و پسرش سهراب بیثاوالا بر روی بوم پیاده کرده‌اند. این نقاشی به اندازه‌ای معروف شد که به بخشی از مراسم‌های مذهبی زرتشتیان بدل گردید. تأثیر طراحی ملکم از تندیس طاق بستان بر اثر پیثاوالا هم دیده می‌شود. این آثار، در همان قرن ۱۹ از هند به ایران هم رسیدند.

## نام‌ها و واژه‌ها
1. ↑  Zaraθuštra
2. ↑  Zardu(x)št
3. ↑  Zōroastrēs
4. ↑  Zōroastris
5. ↑  (یسنه ۴۵٫۴)
6. ↑  (یسنه ۳۳٫۱۳)
7. ↑  (یسنه ۴۳٫۶)
8. ↑  (یسنه ۳۰٫۳ و ۴۵٫۲)
9. ↑  (یسنه ۳۱٫۱۱)
10. ↑  (یسنه ۴۴٫۷، ۳۱٫۳، ۵۱٫۷)
11. ↑  (یسنه ۴۶٫۱۰)